# Charles Dickens
Vous lisez un « article de qualité » labellisé en 2013.  Il fait partie d'un « thème de qualité ».
Pour les articles homonymes, voir Dickens.
Œuvres principales
- Oliver Twist (1837-1839)
- Un chant de Noël (1843)
- David Copperfield (1849-1850)
- Le Conte de deux cités (1859)
- Les Grandes Espérances (1860-1861)

Charles Dickens (prononcé /ˈtʃɑːlz ˈdɪ.kɪnz/), né le 7 février 1812 à Landport, près de Portsmouth, dans le Hampshire, comté de la côte sud de l'Angleterre, et mort le 9 juin 1870  à Gad's Hill Place à Higham dans le Kent, est un écrivain anglais, considéré comme le plus grand romancier de l'époque victorienne. Ses premiers écrits le rendent célèbre, sa popularité ne cessant par la suite de croître au fil de ses publications.
L'expérience marquante de son enfance, que certains considèrent comme la clef de son génie, a été, peu avant l'incarcération de son père pour dettes à la Marshalsea, son embauche à douze ans chez Warren, une manufacture de cirage, où il a collé des étiquettes sur des pots de cirage pendant plus d'une année. Bien qu'il soit retourné ensuite presque trois ans à l'école, son éducation est restée sommaire et sa grande culture est essentiellement due à ses efforts personnels.
Il a fondé et publié plusieurs hebdomadaires, composé quinze romans majeurs, cinq livres de moindre envergure (novellas en anglais), des centaines de nouvelles et d'articles portant sur des sujets littéraires ou de société. Sa passion pour le théâtre l'a poussé à écrire et mettre en scène des pièces, jouer la comédie et faire des lectures publiques de ses œuvres qui, lors de tournées souvent harassantes, sont vite devenues extrêmement populaires en Grande-Bretagne et aux États-Unis.
Charles Dickens a été un infatigable défenseur du droit des enfants, de l'éducation pour tous, de la condition féminine et de nombreuses autres causes, dont celle des prostituées.
Il est apprécié pour son humour, sa satire des mœurs et des caractères. Ses œuvres ont presque toutes été publiées en feuilletons hebdomadaires ou mensuels, genre inauguré par lui-même en 1836 : ce format est contraignant mais il permet de réagir rapidement, quitte à modifier l'action et les personnages en cours de route. Les intrigues sont soignées et s'enrichissent souvent d'événements contemporains, même si l'histoire se déroule antérieurement.
Publié en 1843, Un chant de Noël a connu un vaste retentissement international, et l'ensemble de son œuvre a été loué par des écrivains de renom, comme William Makepeace Thackeray, Léon Tolstoï, Gilbert Keith Chesterton ou George Orwell, pour son réalisme, son esprit comique, son art de la caractérisation et l'acuité de sa satire. Certains, cependant, comme Charlotte Brontë, Virginia Woolf, Oscar Wilde ou Henry James, lui ont reproché de manquer de régularité dans le style, de privilégier la veine sentimentale et de se contenter d'analyses psychologiques superficielles.
Dickens a été traduit en de nombreuses langues, avec son aval pour les premières versions françaises. Son œuvre, constamment rééditée, connaît toujours de nombreuses adaptations au théâtre, au cinéma, au music-hall, à la radio et à la télévision.

## Biographie
La biographie de Dickens, publiée après sa mort et qui a longtemps fait autorité, est celle de John Forster, Life of Charles Dickens : ami proche, confident et conseiller, son témoignage, écrit Graham Smith, « possède une intimité que seul un Victorien cultivé et auteur lui-même, pouvait apporter ». Pourtant, mais cela a été connu bien plus tard, Forster a modifié ou gommé tout ce qui aurait pu paraître gênant à son époque. Dickens, un dieu pour l'Angleterre et au-delà, a donc été présenté en homme irréprochable, d'autant qu'en sous-main, c'est lui-même qui a orchestré la partition de sa vie : il souhaitait que Forster fût son biographe et leur copieux échange de lettres a servi à sculpter la statue d'un commandeur ; tout comme ses Fragments autobiographiques, consacrés à son enfance en 1824 et eux aussi confiés à Forster peu après mars ou avril 1847, qui le peignent en victime dans des vignettes maximisant la menace et le danger, d'où l'angoisse et la souffrance.

### Enfance et jeune adolescence

#### Une petite enfance heureuse

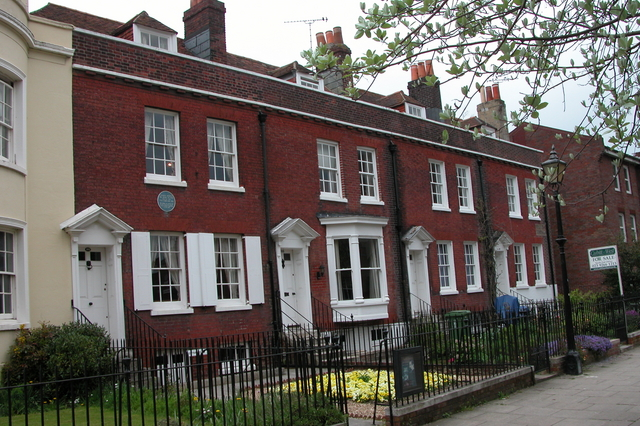
Lieu de naissance de Charles Dickens.

Issu d'une famille peu fortunée, Charles Dickens est né au 13, Mile End Terrace à Landport, petit faubourg de Portsmouth, Portsea, le vendredi 7 février 1812. Il est le second des huit enfants, mais le premier fils, de John Dickens (1785-1851) et d'Elizabeth Dickens, née Barrow (1789-1863). Il est baptisé le 4 mars en l'église St Mary, Kingston, Portsea. Son père est chargé de faire la paye des équipages au Navy Pay Office de la Royal Navy, mais, après la fin de la guerre en Amérique et la bataille de Waterloo, les effectifs de la base navale où il travaille sont réduits, et il est alors muté à Londres. En janvier 1815, il s'installe dans Norfolk Street, près d'Oxford Street. Charles, de son bref séjour à Portsmouth, retient quelques souvenirs, dont une prise d'armes,. De Londres, que l'enfant fréquente de trois à quatre ans, il gardera l'image d'une visite à Soho Square, le souvenir d'un achat : une baguette d'Arlequin. En avril 1817, une nouvelle mutation envoie la famille à l'arsenal de la Medway à Chatham dans le Kent,. La famille y emménage au 2, Ordnance Street, dans une demeure confortable, avec deux domestiques, la jeune Mary Weller, nurse de l'enfant, et Jane Bonny, d'un âge déjà avancé.
Bientôt, après avoir fréquenté l'école du dimanche avec sa sœur Fanny, dont il est très proche, il est inscrit à l'institution de William Giles, fils d'un pasteur d'obédience baptiste, qui le trouve brillant ; Charles lit les romans de Henry Fielding, Daniel Defoe et Oliver Goldsmith, qui resteront ses maîtres. La fratrie est heureuse malgré des décès prématurés : outre « Charley », la sœur aînée Frances (Fanny) (1810-1848), et les plus jeunes, Alfred Allen, mort à quelques mois, Letitia Mary (1816-1893), Harriet, elle aussi décédée enfant, Frederick William (Fred) (1820-1868), Alfred Lamert (1822-1860) et Augustus (1827-1866), à qui s'ajoutent James Lamert, un parent, et Augustus Newnham, orphelin de Chatham. Les plus grands s'adonnent à des jeux de mime, des récitals de poésie, des concerts de chants populaires et aussi des représentations théâtrales. L'enfant est libre de parcourir la campagne, seul ou lors de longues promenades avec son père ou Mary Weller, alors âgée de treize ans, plus rarement en compagnie de Jane Bonny, ou d'observer l'activité de la ville portuaire. Plus tard, dans ses descriptions de paysages ruraux, ce sont les images du Kent qu'il prend pour modèle. « Cette période, a-t-il écrit, a été la plus heureuse de mon enfance » : c'est d'ailleurs à Chatham que Charles fait ses débuts littéraires en écrivant des saynètes qu'il joue dans la cuisine ou debout sur une table de l'auberge voisine.
Cette vie insouciante et ce début d'instruction s'interrompent brutalement lorsque la famille doit gagner Londres avec une réduction de salaire, prélude à la déchéance financière. Charles, âgé de dix ans, reste à Chatham quelques mois chez William Giles, puis rejoint la capitale, laissant du voyage ce souvenir désabusé : « Tout au long de ces années depuis écoulées, ai-je jamais perdu l'odeur humide de la paille où l'on m'a jeté, tel un gibier, et acheminé, franco de port, jusqu'à Cross Keys, Wood Street, Cheapside, Londres ? Il n'y avait pas d'autre passager à l'intérieur et j'ai englouti mes sandwichs dans la solitude et la grisaille, et la pluie n'a cessé de tomber, et j'ai trouvé la vie bien plus moche que je ne m'y attendais. »

#### La chute de la maison Dickens
Cette chute doit être nuancée au regard du contexte familial, représentatif de la petite bourgeoisie victorienne. Les grands-parents paternels ont été des domestiques au sommet de la hiérarchie, gouvernante de maison et maître d'hôtel, ce qui leur vaut le respect de leurs maîtres. Dans La Maison d'Âpre-Vent, Sir Lester Dedlock n'a de cesse de louer Mrs Rouncewell, sa gouvernante à Chesney Wold.

##### Une discrète ascension sociale

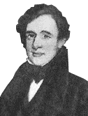
John Dickens, le père de Charles Dickens.

Cette petite prospérité et l'influence dont ils jouissent ont servi de tremplin à l'ascension sociale de leur fils John. Son travail représente une situation enviable dans la bureaucratie victorienne, avec plusieurs promotions et un salaire annuel passant de 200 £ en 1816 à 441 £ en 1822. C'est un bon métier, un emploi permanent, avec la faveur des supérieurs, acquise par l'assiduité et la compétence. Bien résolu à gravir l'échelle sociale mais « inconsidérément imprévoyant » selon Peter Ackroyd, il s'avère incapable de gérer son argent. En 1819, il a déjà contracté une dette de 200 £, représentant presque la moitié de ses émoluments annuels, et cause d'une brouille avec son beau-frère qui s'est porté garant ; d'autres dettes sont en suspens à Chatham, d'où une descente aux enfers qu'aggravent des déménagements, une mutation mal payée à Londres, ville onéreuse, entraînant de nouvelles dettes et un train de vie peu à peu réduit à néant. En 1822, les Dickens se sont installés à Camden Town, la limite de la capitale, et John Dickens place ses espoirs dans le projet qu'a son épouse d'ouvrir un établissement scolaire. Aussi la famille déménage-t-elle de nouveau à Noël 1823 au 4, Gower Street, demeure cossue susceptible d'accueillir des élèves en résidence. L'école, cependant, n'attire personne et, au bout de quelques semaines, les revenus sombrent jusqu'à la misère,.

##### Charles privé de scolarité et la manufacture de cirage

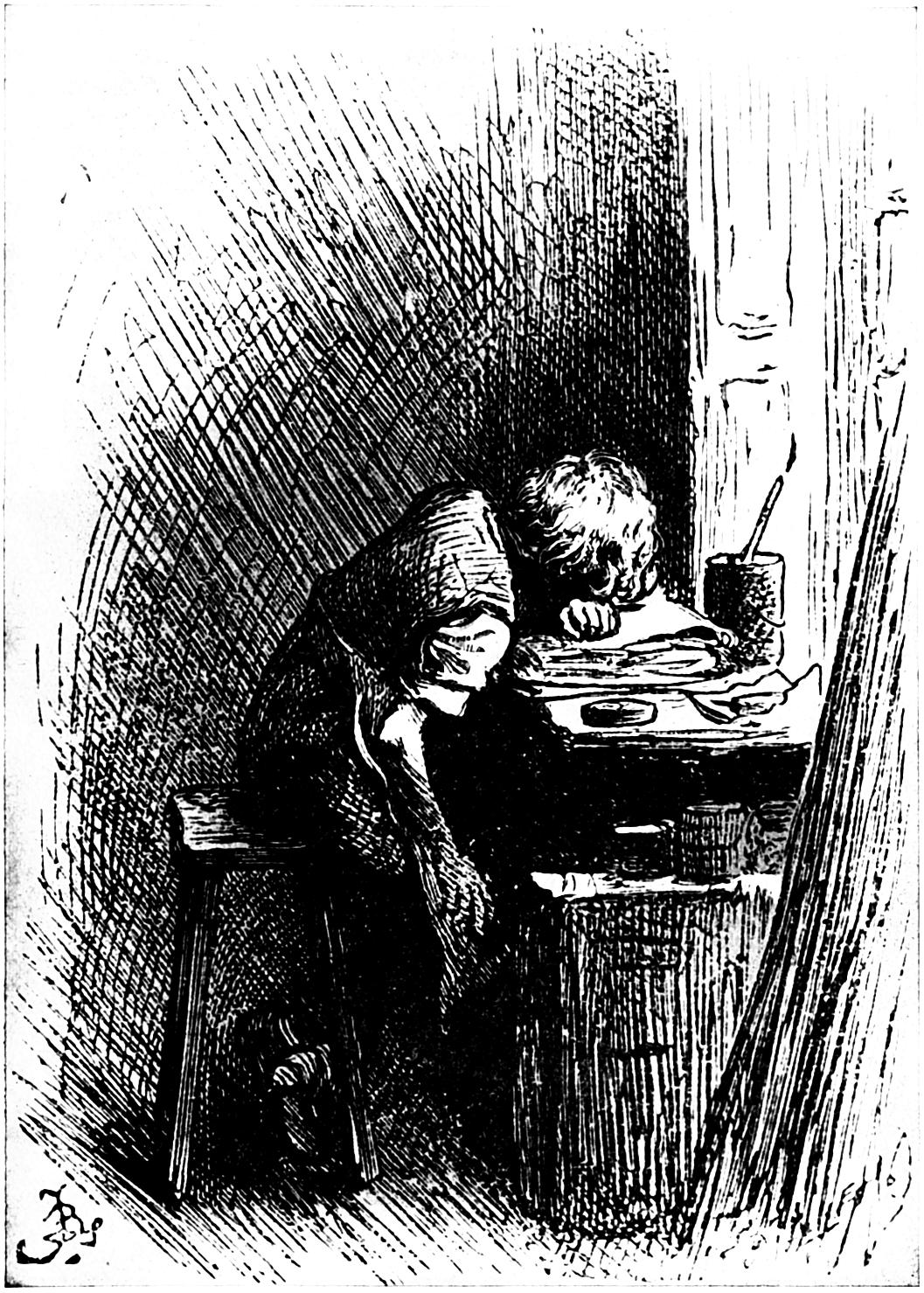
Le jeune Charles à son poste de travail (The Leisure Hour, 1904).

Tandis que sa sœur aînée entre au Conservatoire de musique où elle va étudier jusqu'en 1827, Charles, âgé de douze ans et regrettant l'école, passe son temps à « nettoyer des bottines ». James Lamert construit un théâtre miniature, de quoi enflammer l'imagination, comme les visites au parrain Huffam qui approvisionne les bateaux, ou à l'oncle Barrow au-dessus d'une librairie dont le barbier est le père de Turner, ou encore à la grand-mère Dickens qui offre une montre en argent et dit des contes de fées et des pans d'histoire, sans doute utilisés dans Barnaby Rudge (les émeutes de Gordon) et Le Conte de deux cités (la Révolution française). Quinze mois plus tard, la vie de Charles bascule d'un coup et se trouve à jamais bouleversée.
Au début de 1824, James Lamert propose un emploi pour le jeune garçon, offre que ses parents saisissent avidement, et Charles entre à la manufacture Warren's Blacking Factory à Hungerford Stairs, dans le Strand. C'est un entrepôt de cirage et teinture où il doit, dix heures par jour, coller des étiquettes sur des flacons pour 6 shillings par semaine, de quoi aider sa famille et payer son loyer chez Mrs Ellen Roylance, une amie ensuite immortalisée, avec « quelques changements et embellissements », en la Mrs Pipchin de Dombey et Fils. Il loue ensuite une sombre mansarde chez Archibald Russell dans Lant Street à Southwark,. Archibald Russell, « vieux monsieur corpulent, raconte John Forster, d'un naturel heureux, pétri de bonté, avec une épouse déjà âgée et calme, et un fils adulte particulièrement naïf », travaille comme clerc au tribunal de l'insolvabilité : cette famille a sans doute inspiré les Garland du Magasin d'antiquités, tandis que le tribunal a été copié dans les scènes du procès des Papiers posthumes du Pickwick Club.

##### L'incarcération du père à la Marshalsea

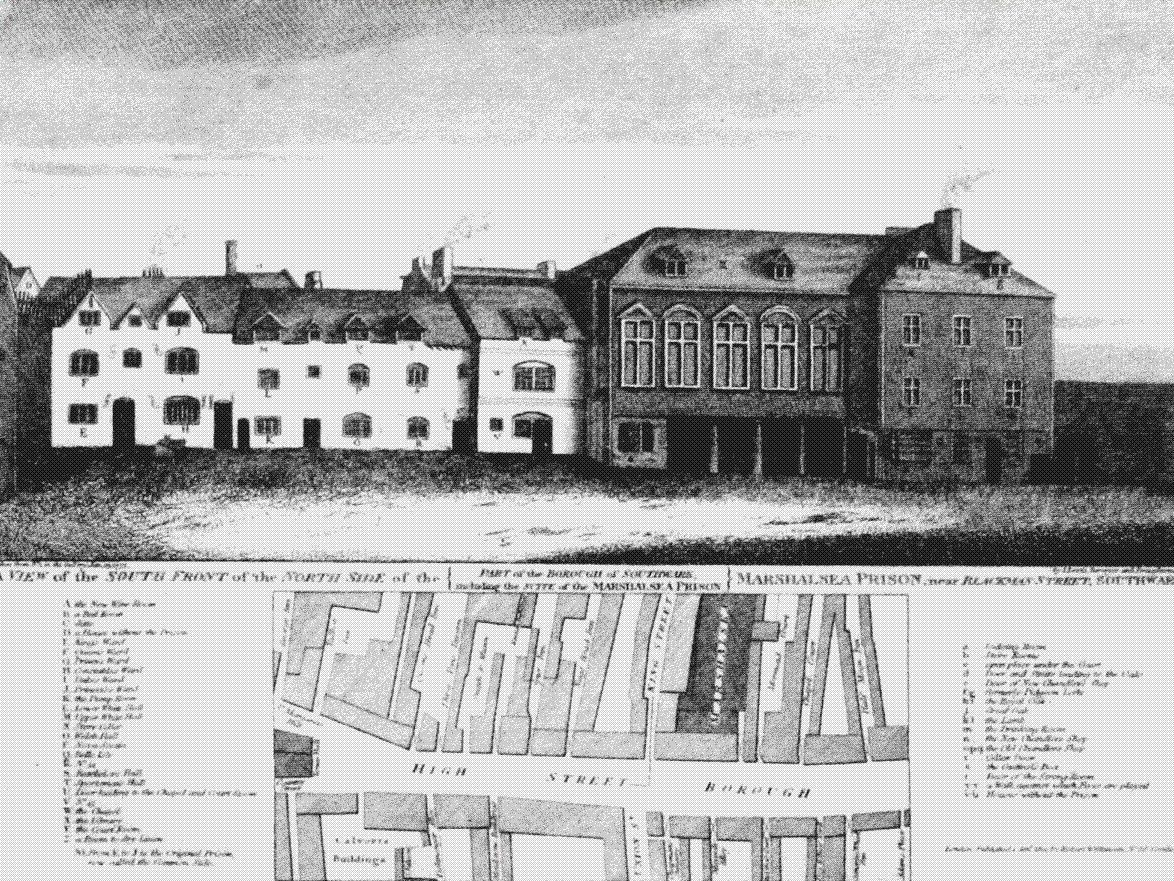
La prison de Marshalsea à la fin du XVIIIe siècle.

Le 20 février 1824, John Dickens est arrêté pour une dette de 40 £ envers un boulanger et incarcéré à la prison de Marshalsea à Southwark. Tous ses biens, livres inclus, ont été saisis, et bientôt le rejoignent son épouse et les plus jeunes enfants. Le dimanche, Charles et sa sœur Frances passent la journée à la prison. Cette expérience servira de toile de fond à la première moitié de La Petite Dorrit, qui présente Mr William Dorrit enfermé pour dettes en cette prison où grandit sa fille Amit, l'héroïne du roman. Au bout de trois mois au cours desquels meurt sa mère, John Dickens hérite de 450 £, à quoi s'ajoutent quelques piges pour British Press et une pension d'invalidité de 146 £ versée par l'Amirauté. Sur promesse de paiement au terme de la succession, il est libéré le 28 mai, et la famille se réfugie chez Mrs Roylance pendant quelques mois, puis retrouve à se loger à Hampstead et enfin à Johnson Street dans Somers Town. Charles reste à la manufacture qui, nouvelle humiliation, le transfère à l'étalage d'une boutique dans Chandos Street. Ce n'est qu'en mars 1825 que John Dickens, parce qu'il se dispute avec le propriétaire et malgré l'intercession de Mrs Dickens qui essaie d'apaiser les choses, en retire son fils, puis le remet sur les bancs de l'école.

#### Un traumatismeprinceps, puis une nouvelle blessure

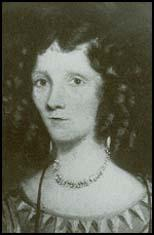
Elizabeth Dickens, née Barrow, la mère de Charles Dickens.

Cet épisode de sa vie a représenté pour Dickens un traumatisme dont il ne s'est jamais remis. Bien qu'il l'ait transposé dans David Copperfield au travers de l'entrepôt Murdstone and Grinby's et y ait fait une allusion dans Les Grandes Espérances (la « Blacking Ware'us » [wharehouse]), il ne s'en est ouvert à personne, sinon à son épouse et à Forster. Sa vie durant, « [il s'est] toujours étonné qu'on ait pu si facilement se débarrasser de [lui] à cet âge », et sa besogne, écrit Forster, lui a paru particulièrement rebutante : « C'était une vieille maison délabrée tombant en ruines, qui aboutissait naturellement à la Tamise, et était littéralement au pouvoir des rats […] Mon travail consistait à couvrir les pots de cirage, d'abord avec un morceau de papier huilé, puis avec un morceau de papier bleu ; à les attacher en rond avec une ficelle, et ensuite à couper le papier bien proprement tout autour, jusqu'à ce que le tout eût l'apparence coquette d'un pot d'onguent acheté chez le pharmacien. Quand un certain nombre de grosses de pots avaient atteint ce point de perfection, je devais coller sur chacun une étiquette imprimée, et passer à d'autres pots. »
Louis Cazamian rappelle que « la grossièreté du milieu, des camarades, la tristesse de ces heures au fond d'un atelier sordide meurtrissent l'ambition instinctive de l'enfant ». « Nulle parole ne peut exprimer l'agonie secrète de mon âme en tombant dans une telle société, écrit Dickens, […] et en sentant les espérances que j'avais eues de bonne heure, de grandir pour être un homme instruit et distingué, anéanties dans mon cœur. » Aussi, ajoute Cazamian, « le souvenir de cette épreuve le hantera à jamais. Il y associera le regret de son enfance abandonnée, de son éducation manquée. De là, son effort constant pour effacer le passé, la recherche vestimentaire, l'attention aux raffinements de la politesse personnelle. De là aussi, les pages mélancoliques chaque fois qu'il retracera le chagrin d'un enfant. Le travail manuel lui a laissé l'impression d'une souillure ».
Dickens ajoute dans les Extraits autobiographiques : « J'écris sans rancune, sans colère, car je sais que tout ce qui s'est passé a façonné l'homme que je suis. Mais je n'ai rien oublié, je n'oublierai jamais, il m'est impossible d'oublier, par exemple, que ma mère était très désireuse que je retourne chez Warren »,, nouvelle blessure expliquant les jeunes enfants abandonnés ou livrés à eux-mêmes dont il a peuplé son œuvre, Oliver, Nell, Smike, Jo, David, Amit, Pip, etc.
Souvent décriée d'après le commentaire de son fils, Elizabeth Dickens se retrouve dans certains personnages de femmes écervelées, telle la mère de Nicholas Nickleby. Graham Smith écrit que la rancœur de Dickens reste objectivement injuste. Sa mère lui a inculqué les bases de l'instruction, la lecture, l'écriture, l'histoire, le latin ; les témoins vantent son sens de l'humour, du grotesque, ses talents d'actrice et d'imitatrice, tous dons transmis à son fils. De tout cela, conclut-il, Dickens a profité, mais n'a jamais reconnu sa dette.

#### Le recul de l'objectivité
Graham Smith discute aussi le ressenti de Dickens : adulé et chéri en famille, explique-t-il, il a été mieux traité que les petits miséreux travaillant à ses côtés, plutôt gentils envers lui, en particulier un certain Bob Fagin. Être objectif, cependant, revient à mettre entre parenthèses les attentes de ce super-doué de douze ans. Sans les ennuis de son père, il aurait été promis à Oxford ou Cambridge. Or, il n'a plus jamais quitté l'uniforme du petit ouvrier et il a peuplé son œuvre de parents incompétents, à l'exception des parents adoptifs, Mr Jarndyce ou Joe Gargery. David Copperfield a pour héros un gamin, livré à un beau-père cruel et qui s'écrie : « Je n'avais ni guide ni conseil, aucun encouragement et aucune consolation, pas le moindre soutien de quiconque, rien que je puisse me rappeler. » Ainsi, par John Forster, par certains de ses confrères, Wilkie Collins en particulier, Bulwer-Lytton, Thackeray, par lui-même aussi, la vie de Dickens s'est peu à peu transformée en une légende, voire un mythe, celui du grand Victorien typique, énergique, créateur, entreprenant, autodidacte. Dickens n'a d'ailleurs eu de cesse d'apporter de l'eau à ce moulin : même chez Warren, écrit-il, il a fait l'effort de travailler aussi bien et même mieux que ses compagnons de misère.

#### Le retour à l'école et l'entrée dans la vie active

Doctors' Commons au début du XIXe siècle.

En 1825, Charles retrouve l'école à la Wellington School Academy de Hampstead Road, où il étudie quelque deux ans et obtient le prix de latin. L'institution n'a pas été de son goût : « Bien des aspects, écrit-il, de cet enseignement à vau-l'eau, tout décousu, et du relâchement de la discipline ponctués par la brutalité sadique du directeur, les appariteurs en guenilles et l'atmosphère générale de délabrement sont représentés dans l'établissement de Mr Creakle. »

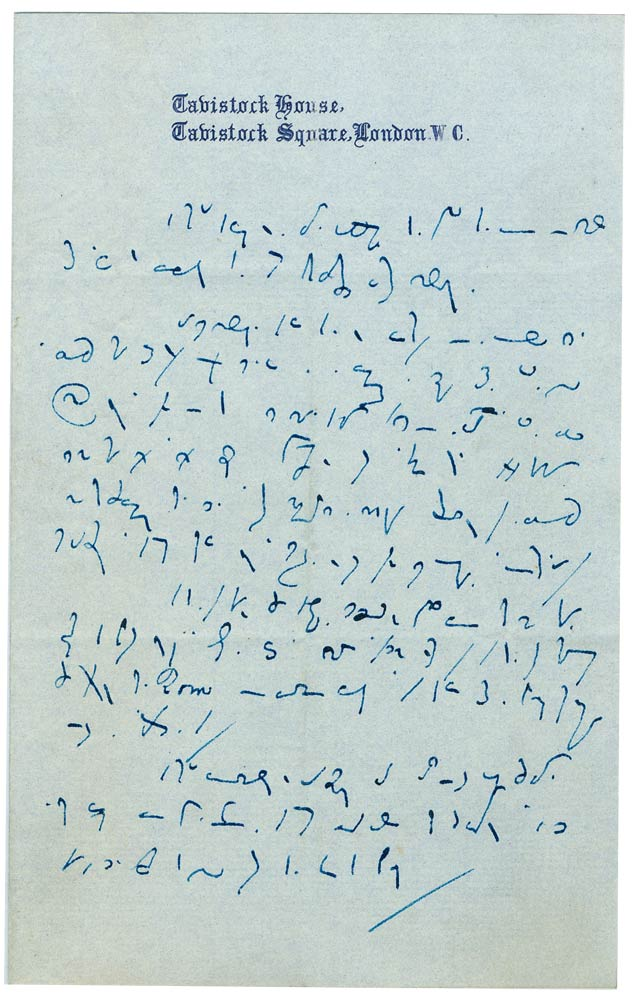
Page sténographiée de la main de Charles Dickens (1856).

Là s'arrête son instruction officielle, car, en 1827, il entre dans la vie active. Il a alors 15 ans. Ses parents lui ont obtenu un emploi de clerc au cabinet d'avocats Ellis and Blackmore, de Holborn Court, Gray's Inn, où il travaille de mai 1827 à novembre 1828 à des tâches fastidieuses. Michael Allen écrit « qu'il saura mettre à profit dans son œuvre ». Il rejoint ensuite le cabinet de Charles Molloy dans Lincoln's Inn. Trois mois après, à tout juste dix-sept ans, il fait preuve, selon Michael Allen, d'une grande confiance en soi puisqu'il se lance, vraisemblablement sans l'aval de ses parents, dans la carrière de reporter sténographe indépendant à Doctors' Commons,, où il partage un cabinet avec un cousin éloigné, Thomas Carlton. Avec l'aide de son oncle J. H. Barrow, il a appris la sténographie selon la méthode Gurney, décrite dans David Copperfield comme « ce sauvage mystère sténographique », et dans une lettre à Wilkie Collins du 6 juin 1856, il rappelle qu'il s'y est appliqué dès l'âge de quinze ans avec une « énergie céleste ou diabolique » et qu'il a été le « meilleur sténographe du monde ». Dès 1830, outre les dossiers de Doctors' Commons, il ajoute « à son répertoire » des chroniques des débats tenus à la Chambre des communes pour le Mirror of Parliament et le True Sun. Au cours des quatre années qui suivent, il se forge une solide réputation, passant bientôt pour l'un des meilleurs reporters, ce qui lui vaut d'être embauché à temps plein par le Morning Chronicle. Cette expérience juridique et journalistique a été mise à profit dans Nicholas Nickleby, Dombey et Fils, et surtout La Maison d'Âpre-Vent, dont la féroce satire des lenteurs judiciaires a attiré l'attention publique sur le fardeau que représente pour les humbles le fait d'aller devant les tribunaux.

### La jeune maturité
Ces années ont apporté à Dickens, explique Michael Allen, outre une bonne connaissance de la province (Birmingham, Bristol, Édimbourg, Exeter, Hemlsford et Kettering), avec diligences, relais, auberges et chevaux, une intimité avec Londres qui est devenue « le centre tourbillonnant de sa vie ». S'y est aussi approfondi son amour du théâtre (Shakespeare, music-hall, farce ou drame), qu'il fréquente, selon Forster, presque chaque jour et dont il connaît acteurs et musiciens, souvent présentés par sa sœur Fanny. Même si, non sans hésitation, il a choisi les lettres, ajoute Michael Allen, il se donne en représentation, soignant sa tenue vestimentaire jusqu'à l'extravagance, très flashy (« voyante »), et il observe les gens, imitant les accents, mimant les maniérismes, tous retrouvés dans ses livres.

#### Le premier amour: Maria Beadnell

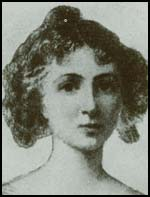
Portrait de Maria Beadnell dans sa jeunesse.

En 1830, Charles Dickens a 18 ans. Il s'éprend de Maria Beadnell, d'un an son aînée. Son père, commis principal d'une banque à Mansion House, petit-bourgeois de Lombard Street, quartier prestigieux de la Cité de Londres, n'apprécie guère cette amitié, voire un futur mariage, avec un obscur journaliste, fils d'un ancien détenu de la prison pour dettes, avec qui il a déménagé sept fois devant les créanciers, pour enfin se loger seul en 1834 dans Furnival's Inn. Aussi les Beadnell envoient-ils leur fille dans une institution scolaire à Paris, et Charles ne peut qu'adresser des lettres enflammées. « Je n'ai aimé et ne peux aimer d'autre personne vivante que vous », lui écrit-il, mais Maria, peu sensible à son « flot de médiocre poésie », ne prend pas d'engagement. Le couple s'est revu lors du retour de la jeune fille dont le manque d'ardeur a cependant fini par lasser Dickens : peu après son vingt-et-unième anniversaire, il renvoie lettres et cadeaux avec ces mots : « Nos rencontres n'ont récemment été guère plus que des manifestations de cruelle indifférence d'un côté et de l'autre, elles n'ont conduit qu'à nourrir le chagrin d'une relation qui depuis longtemps est devenue plus que désespérée. » Longtemps après, il confie à John Forster que son amour l'a occupé « tout entier pendant quatre ans, et qu'il en est encore tout étourdi ». Cet échec l'a « déterminé à vaincre tous les obstacles et l'a poussé à sa vocation d'écrivain ». Maria a servi de modèle pour le personnage de Dora Spenlow dans David Copperfield (1850), charmante mais écervelée, et incapable de gérer sa maisonnée.
Pourtant, « Ce qui intéresse surtout le lecteur, écrit Graham Smith, c'est que Maria, devenue Mrs Winter, mère de deux filles, réapparaît dans la vie de Dickens en 1855 » : le 9 février, avec deux jours de retard, elle lui écrit à l'occasion de son quarante-troisième anniversaire, et Dickens, marié et père de neuf enfants vivants, se prenant au jeu, « conduit à distance, avec force sentiment et un peu de dérision, un flirt presque enfantin ». L'aventure aura un épilogue grotesque (voir Un mariage de plus en plus chancelant), mais surgit le thème, déjà esquissé dans David Copperfield, « de la frustration amoureuse, d'une misère sexuelle » : Maria, l'ancienne Dora, se mue alors en Flora Finching (1855).

#### Premières publications: activité frénétique et succès foudroyant

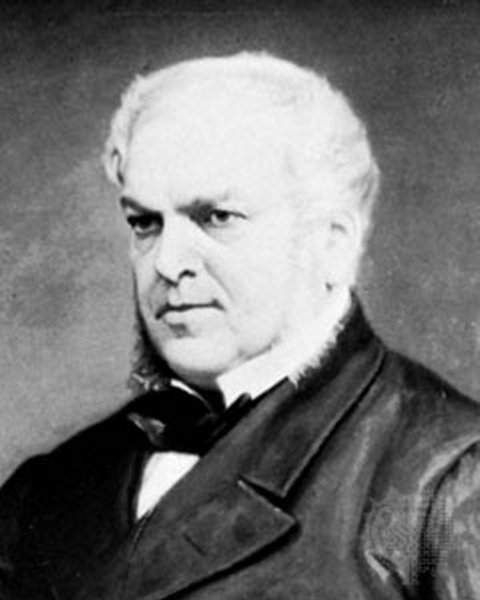
John Forster, l'ami, le confident, le biographe.

Les premières pages de Dickens paraissent dans le Monthly Magazine de décembre 1833, à quoi s'ajoutent six numéros, cinq non signés et le dernier, d'août 1834, signé du pseudonyme Boz. Leur originalité attire l'attention du Morning Chronicle, dont le critique musical et artistique est George Hogarth, père de la jeune Catherine dont Charles vient de faire la connaissance ; le nouvel écrivain y est embauché pour 273 £ par an. Le Morning Chronicle publie bientôt cinq « esquisses de rue » sous le même pseudonyme, et leur originalité paraît telle que la revue-sœur, l'Evening Chronicle, que George Hogarth a rejointe, accepte l'offre de vingt autres avec une augmentation de salaire qui passe de 5 à 7 guinées par semaine. Le succès est immédiat, et lorsque la série prend fin en septembre 1835, Dickens se tourne vers le Bell's Life in London, qui le paie encore mieux. Peu après, l'éditeur John Macrone propose de publier les esquisses en volume avec des illustrations de George Cruikshank, offre assortie d'une avance de 100 £ et aussitôt acceptée.
1835 est une année faste : en février paraît la première série de Esquisses de Boz et immédiatement, Chapman and Hall propose à Dickens Les Papiers posthumes du Pickwick Club en vingt épisodes, le premier démarrant le 31 mars. En mai, il accepte d'écrire un roman en trois volumes pour Macrone et, trois mois plus tard, il s'engage pour deux autres auprès de Richard Bentley. Onze nouvelles esquisses sont publiées, surtout dans le Morning Chronicle, auxquelles s'ajoutent un pamphlet politique, Sunday under Three Heads, et deux pièces de théâtre, The Strange Gentleman en septembre et The Village Coquette en décembre. En novembre, il prend la charge du mensuel Bentley's Miscellany, et, le mois suivant, paraît une deuxième série des Esquisses. Pendant ce temps, l'histoire de Mr Pickwick devient si populaire que la réputation de Dickens atteint le zénith, ses finances prospèrent et son autorité grandit. Le revers de la médaille est que les engagements ne peuvent tous être honorés et que s'ensuivent d'interminables négociations avec les éditeurs, souvent assorties de brouilles. Dickens décide alors de se consacrer entièrement à la littérature et démissionne du Morning Chronicle. Le couronnement de ce tourbillon est la rencontre, en décembre 1836, de John Forster, auteur, critique, conseiller littéraire, bientôt l'ami intime, le confident et futur premier biographe.

#### Le mariage avec Catherine Hogarth

##### 1835: fiançailles, puis mariage

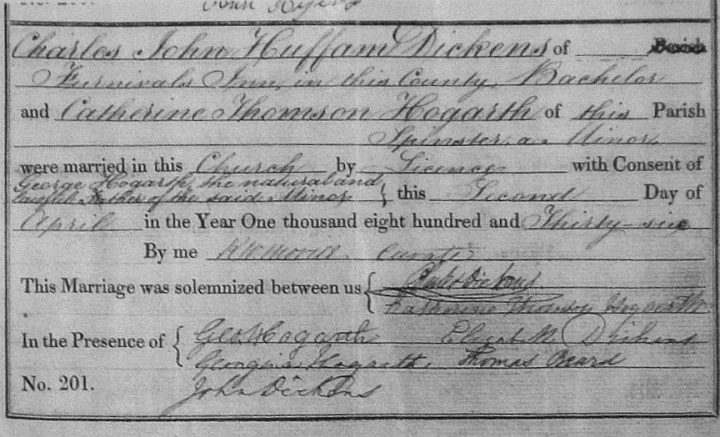
Acte de mariage de Charles et Catherine, exposé dans l'église St Luke's (ouest), Chelsea.

Charles Dickens s'est épris de Catherine, la fille aînée de George Hogarth auprès duquel il travaille et dont il fréquente souvent la famille. Selon les critiques, Catherine est décrite comme « jeune, agréable, gaie, soigneuse, active, tranquille », ou « petite femme à peine jolie, aux yeux bleus endormis, nez retroussé, menton fuyant des êtres sans volonté ». Les lettres que Dickens lui destine ne sont pas aussi passionnées que celles qu'il adressait à Maria Beadnell. Il voit en Catherine, écrit-il, « une source de réconfort et de repos, une personne vers qui [il pourra] se tourner au coin du feu, une fois [son] travail achevé, pour puiser dans [sa] douce tournure et [ses] charmantes manières la récréation et le bonheur que la triste solitude d'une garçonnière ne procure jamais ». Fiancés en 1835, les jeunes gens se marient le 2 avril 1836 en l'église St. Luke's de Chelsea. La lune de miel, une semaine, est passée à Chalk près de Gravesend, Kent, puis les époux rejoignent Furnival's Inn avant de s'installer à Bloomsbury. C'est à Chalk que Dickens a trouvé la forge où travaille Joe Gargery, l'oncle de Pip, et c'est là qu'il a écrit les premières livraisons de ses Pickwick Papers.

##### 1836-1842: les premières années

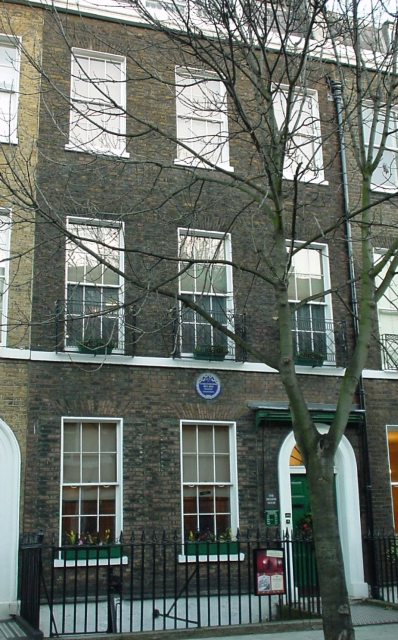
Façade du 48 Doughty Street.
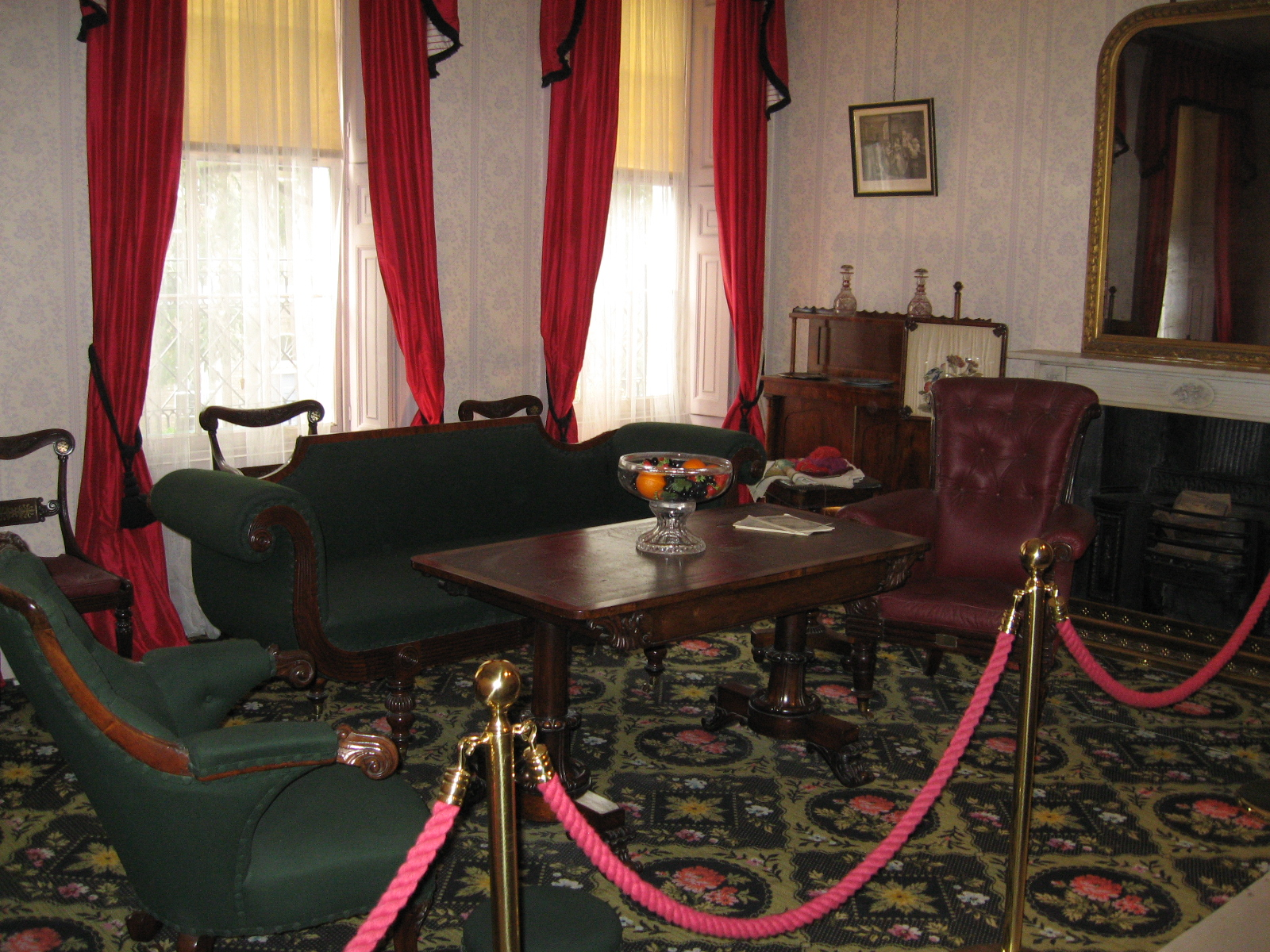
Le salon des Dickens.
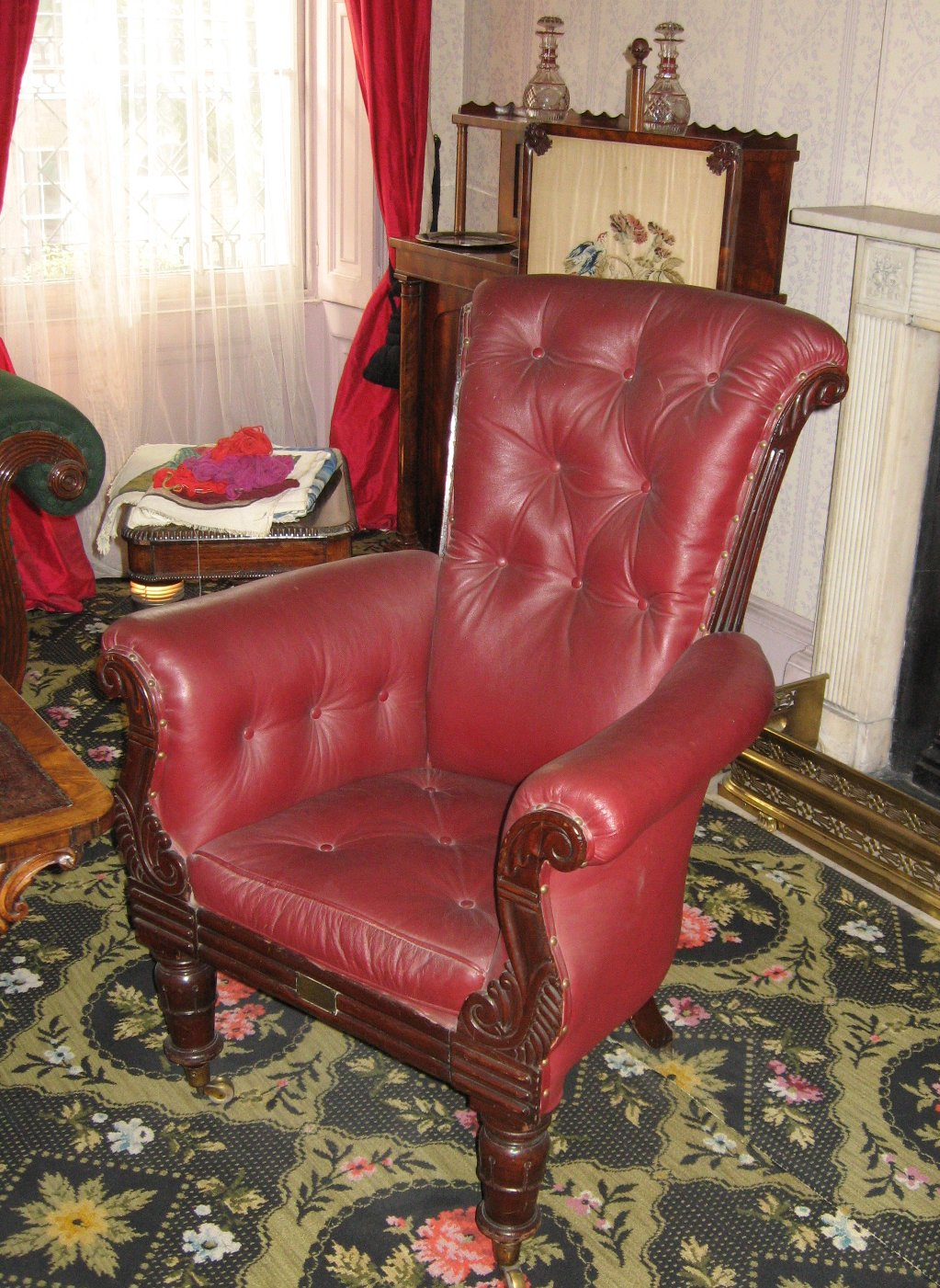
Le fauteuil de Dickens.
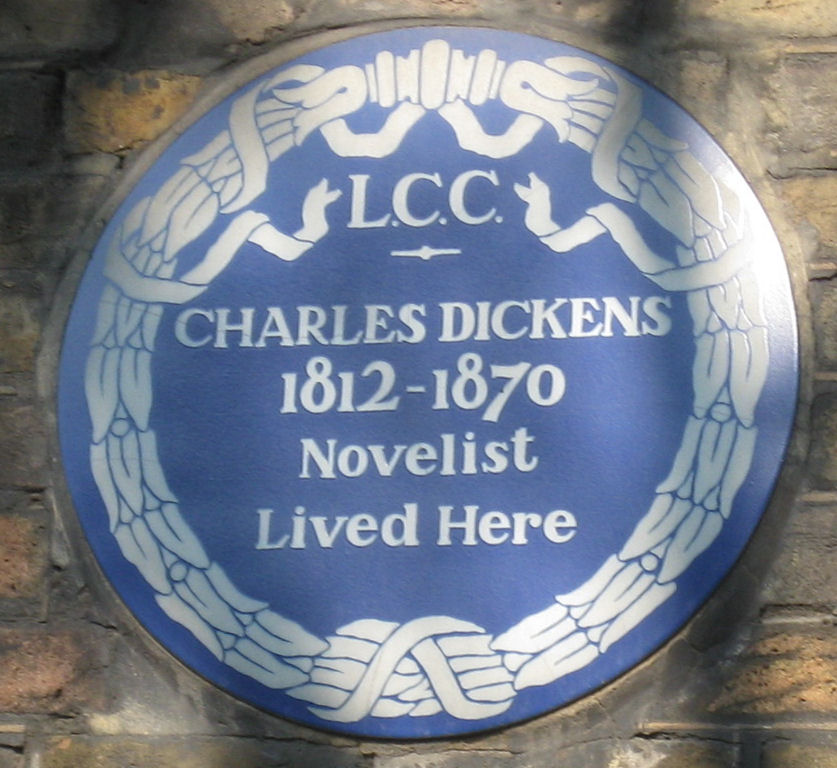
Plaque apposée au 48 Doughty Street.

Le mariage est d'abord raisonnablement heureux et les enfants ne tardent pas à arriver : Charles au bout de neuf mois, Mary l'année suivante et Kate en 1839. La famille change de résidence au fil des années et selon les saisons, le plus souvent près du Strand et sur le côté nord d'Oxford Street, avec deux escapades vers Hampstead. L'une de ces demeures est le 48 Doughty Street, aujourd'hui musée Charles Dickens, où, de 1837 à 1839, Dickens écrit ses premiers grands ouvrages et reçoit nombre d'amis écrivains. Les vacances se passent souvent à Broadstairs, dans la grande maison aujourd'hui appelée Bleak House,, sur l'île de Thanet, à l'extrême pointe du Kent. En 1838, Dickens publie Nicholas Nickleby avec, en conclusion, une vision de bonheur conjugal, les deux héros s'aimant dans une campagne idyllique avec plusieurs enfants, miroir, selon Jane Smiley, de la vie rêvée de l'auteur.
C'est pourtant au terme de ces années d'activité fébrile que commencent à poindre les difficultés conjugales. L'une d'elles naît d'un drame familial.

##### La mort de Mary Scott Hogarth
Mary Scott Hogarth (1819-1837) est venue en février 1837 s'installer chez les Dickens pour aider sa sœur de nouveau enceinte. Charles se prend d'une véritable idolâtrie pour cette adolescente qui, d'après Fred Kaplan, devient « [une] amie intime, une sœur d'exception, une compagne au foyer ». Le 6 mai 1837, au retour d'une sortie, « [Mary] monte dans sa chambre en parfaite santé et, comme d'habitude, d'excellente humeur. Avant qu'elle ne puisse se déshabiller, elle est prise d'un violent malaise et meurt, après une nuit d'agonie, dans mes bras durant l'après-midi à 3 heures. Tout ce qui pouvait être fait pour la sauver l'a été. Les hommes de l'art pensent qu'elle avait une maladie du cœur ». Dickens lui ôte une bague qu'il portera jusqu'à la fin de sa vie et garde tous ses vêtements. C'est la seule fois où il n'a pu écrire et a manqué la livraison de deux publications, celles d'Oliver Twist et de Pickwick Papers. Il rédige l'épitaphe, prénomme sa première fille « Mary »,, : « Je ne pense pas qu'ait jamais existé un amour tel que celui que je lui ai porté », a-t-il confié à son ami Richard Jones,. Catherine elle aussi pleure la mort de sa sœur, mais ressent de l'amertume à voir son mari toujours endeuillé, rêvant de Mary chaque nuit mois après mois. Le 29 février 1842, il écrit à John Forster qu'elle reste pour lui « l'esprit qui guide sa vie, […] pointant inflexiblement le doigt vers le haut depuis plus de quatre années ».
Mary apparaît comme un palimpseste sur lequel Dickens a inscrit son image de la féminité, ensuite projetée dans ses personnages, d'abord plutôt creux comme chez Rose Maylie, un peu moins avec Esther Summerson et l'héroïne éponyme Amy Dorrit, auxquelles s'ajoutent la Petite Nell et Agnes Wickfield. Ainsi, le parchemin s'est rempli, le personnage complexifié, toujours « ange du foyer » mais avec de l'initiative, du bon sens et, peut-être, quelques désirs.

##### 1842-1858: l'avènement des difficultés

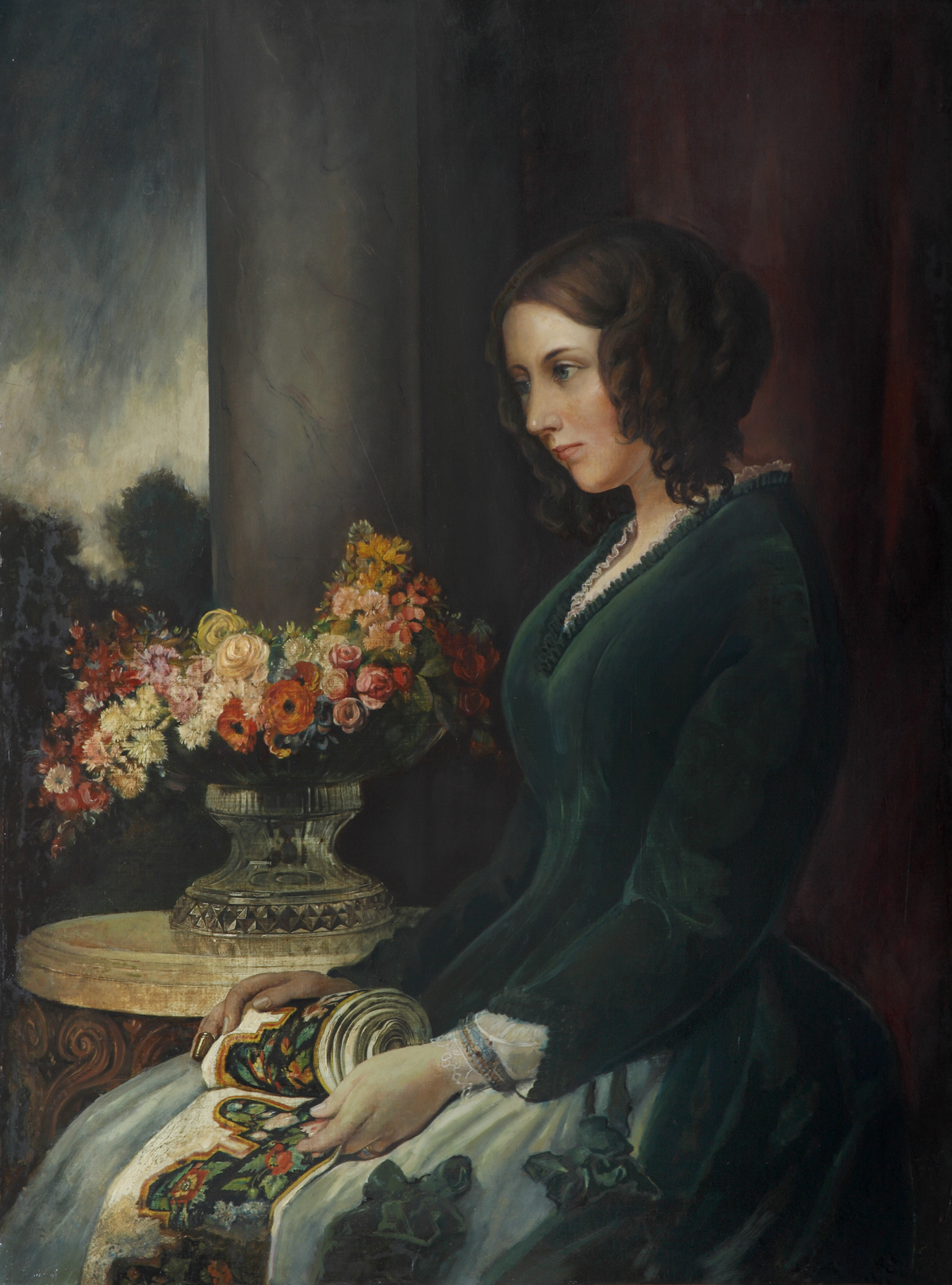
Catherine Hogarth Dickens vers 1847, par Daniel Maclise.

Catherine a la responsabilité d'organiser des réceptions et des dîners, parfois fort importants, avec des célébrités littéraires comme Thomas et Jane Carlyle, Elizabeth Gaskell et Samuel Rogers. Mrs Carlyle et Mrs Gaskell ont raconté leurs souvenirs d'une réception et n'ont que louanges sur les qualités d'hôtesse et la cuisine de Mrs Dickens.
En 1841, elle accompagne son mari en Écosse où le couple est reçu avec égard, et en février de l'année suivante, Dickens prépare un voyage outre-Atlantique. Catherine, d'abord réticente, se décide enfin à l'accompagner. À Boston, les Dickens se voient aussitôt acclamés, et à New York, la pression s'accentue encore. Au Canada, ils sont reçus par « l'élite de la société » et admirent les chutes du Niagara dont le fracas apporte à Dickens des échos de la voix de Mary ; ils participent à des productions théâtrales. Tout au long, Catherine « s'acquitte de ses tâches d'épouse d'homme célèbre avec beaucoup de grâce et de charme ». À leur retour en juin, Dickens tourne les Américains en ridicule dans ses Notes américaines, puis dans la deuxième partie de Martin Chuzzlewit. Peu après, la famille gagne l'Italie pour une année, mais Dickens fait des escapades en solitaire à Paris ou Boulogne-sur-Mer qu'il affectionne particulièrement.

##### Le désenchantement
Peu sensible à ses difficultés, Dickens rudoie son épouse, se plaignant de son manque d'entrain et de ses grossesses à répétition. En 1851, peu après la naissance de son neuvième enfant, Catherine tombe malade et, l'année suivante, arrive Edward, le dernier. Dickens « devient de plus en plus instable et imprévisible » et s'ouvre de son désarroi à Wilkie Collins : « Les bons vieux jours, les bons vieux jours ! Retrouverai-je jamais l'état d'esprit d'alors, je me le demande… J'ai l'impression que le squelette qui habite mon placard domestique devient bigrement gros. » Dickens essaie par ailleurs d’obtenir l’internement de sa femme dans un asile, sans succès.

### La maturité d'un artiste

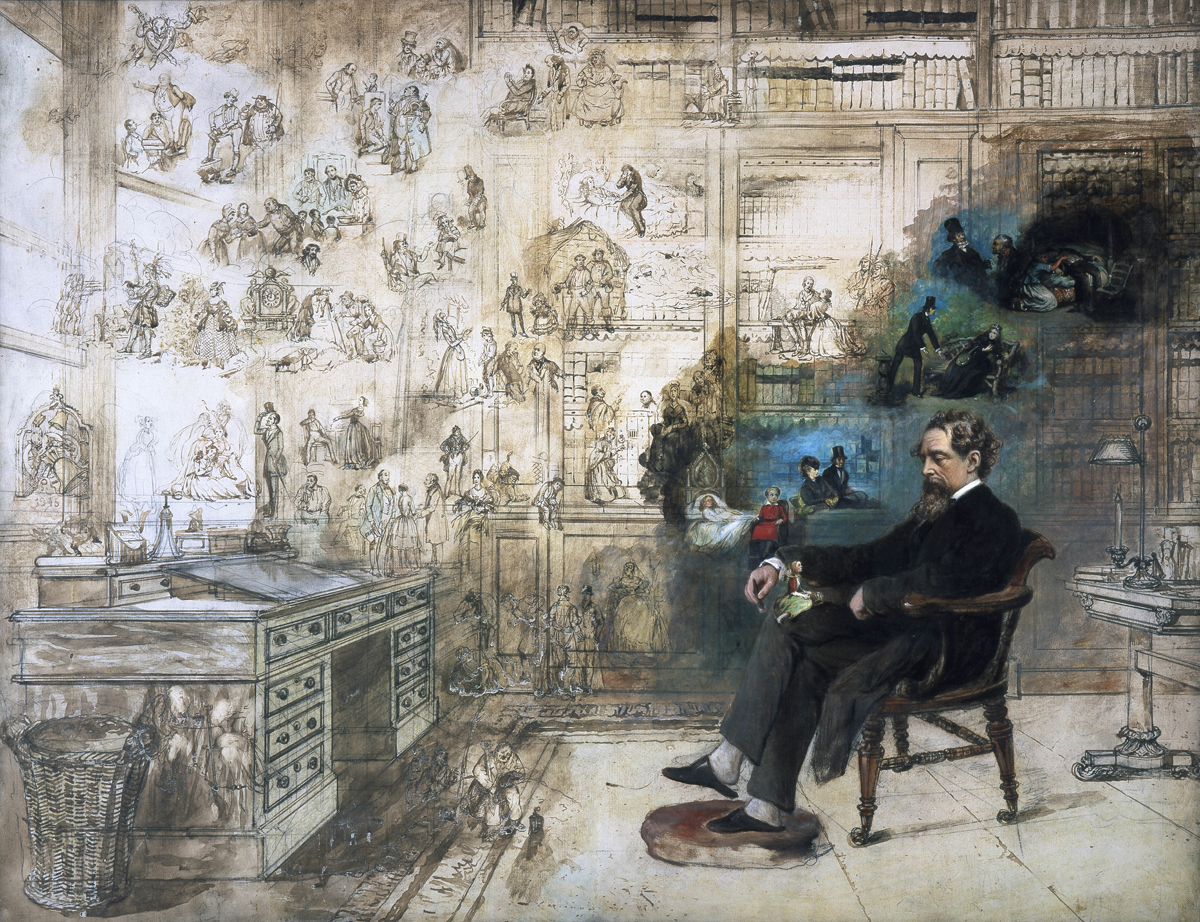
« Le Rêve de Dickens », par Robert W. Buss (1804-1875) (inachevé).

Dickens est au faîte de sa popularité qui ne faiblira plus. Tout à la fois, il a écrit Pickwick Papers et Oliver Twist, puis s'est attelé à Nicholas Nickleby, qu'ont suivis en cascade Le Magasin d'antiquités et Barnaby Rudge, présentés dans ce que Graham Smith appelle « ce vecteur de publication artificiel et sans grand succès » qu'a été L'Horloge de Maître Humphrey. Ce rendement est en partie dû aux exigences de la publication en feuilleton mensuel, mais le dynamisme est exceptionnel : Dickens fait paraître dans le même temps une petite burletta, Is She his Wife?, de courts recueils, Sketches of Young Gentlemen et Sketches of Young Couples, sans compter les révisions de Memoirs of Joseph Grimaldi et du parodique Pic-nic papers, entreprises afin d'aider la veuve de John Macrone, l'éditeur des Esquisses de Boz, disparu à vingt-huit ans.

#### «Cinquante êtres vivants» (John Forster)

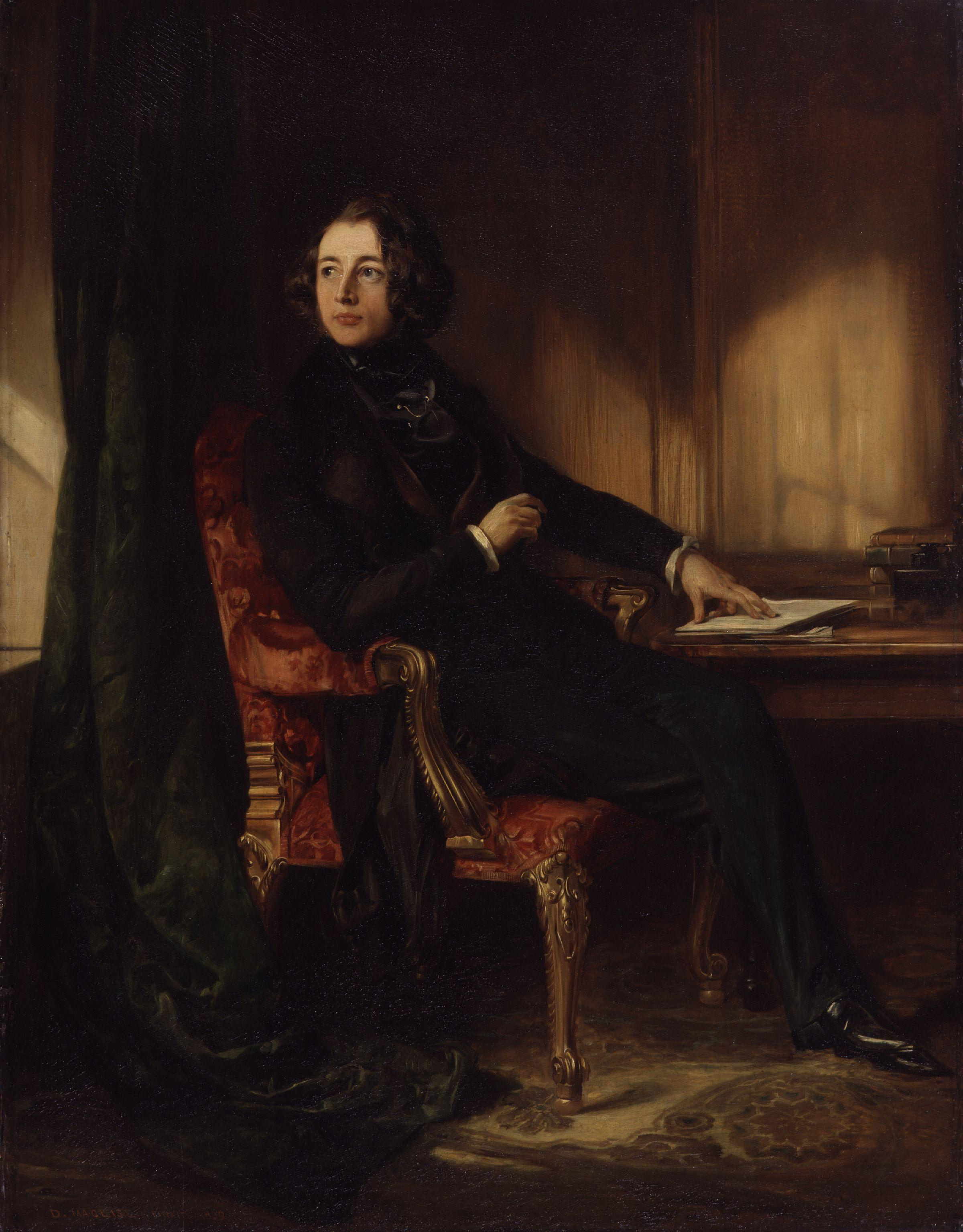
Charles Dickens par Daniel Maclise.

John Forster a capté cette énergie de tous les instants : « […] la rapidité, l'ardeur et la puissance pratique, la démarche curieuse, fébrile, énergique sur chaque aspect […] comme d'un homme d'action et d'affaires jeté dans le monde. La lumière et le mouvement jaillissaient de toutes parts en lui […] c'était la vie et l'âme de cinquante êtres vivants. ». Les ventes témoignent de l'engouement du public, elles ne cessent de croître (seul Barnaby Rudge connaît un fléchissement à 30 000) : 7 500 pour Oliver Twist, 50 000 pour le premier numéro de Nicholas Nickleby, 60 000 pour L'Horloge de Maître Humphrey, 100 000 pour la fin du Magasin d'antiquités ; et le monde littéraire, à quelques exceptions près dont Charlotte Brontë, qui lui préfère Thackeray, le porte aux nues. Michael Allen écrit que les comparaisons font florès : l'âme de Hogarth, le Cruikshank des écrivains, le Constable du roman, l'égal de Smollett, de Sterne, de Fielding, un nouveau Defoe, l'héritier de Goldsmith, le Cervantes anglais, un Washington Irving, Victor Hugo, Wordsworth, Carlyle et même Shakespeare. Son ancien maître de Chatham s'adresse à lui avec l'épithète « inimitable » associée à Boz : Dickens se l'approprie et s'en qualifie sa vie durant.
Les invitations pleuvent : cooptation par les Garrick Club et Athenæum, circonscription électorale — refusée car Dickens exige un siège sur mesure —, franchise d'Édimbourg (juin 1841), dîners de gala, conférences où il brille d'intelligence et de virtuosité, réunies en recueils (Speeches). À Édimbourg où le reçoit Lord Jeffrey, il est acclamé au théâtre par la foule debout, tandis que l'orchestre joue impromptu « Charley is my Darling. Les villes se couvrent de portraits de Pickwick ou de Nickleby, sur les faïences, les vêtements, des affiches et des placards, et le visage même de Dickens, désormais popularisé par Maclise et Francis Alexander, est connu de toute la nation et outre-Atlantique. Nombre d'observateurs prévoient une issue parabolique : « Il s'est envolé comme une fusée ; il retombera comme un bout de bois », augure Abraham Hayward dès octobre 1837. Pourtant, Dickens ne faiblit pas et devient le collaborateur ou l'ami de la plupart des grands journalistes ou auteurs, tels Leigh Hunt, William Harrison Ainsworth, Edward Bulwer-Lytton, Albany Fontblanque, Douglas Jerrold, Walter Savage Landor, etc. Comme l'écrit Michael Allen, son énergie créatrice ne fait que décupler et les commentateurs saluent désormais cette voix dont l'originalité sait parler à tous.

#### Des relations tumultueuses avec sa famille
Les enfants se sont suivis pratiquement d'année en année et leur père s'intéresse beaucoup à eux petits, les négligeant ensuite tant ils peinent à se hisser au niveau espéré et requièrent souvent son aide financière. Ils ne sont d'ailleurs pas les seuls : parents, frères et sœurs, tous se tournent vers ce nouveau fortuné. Dickens a eu avec son père des relations teintées d'affection et de méfiance : jusqu'en 1839 environ, il l'invite souvent au théâtre, à des dîners, en vacances, à des réunions entre amis ; puis, John Dickens, dont les activités journalistiques se tarissent, est comme emporté par le tourbillon de son fils et reprend ses mauvaises habitudes. Charles en prend conscience en mars et fait déménager ses parents à Exeter, Devonshire, loin des tentations londoniennes et des créanciers. Pour environ 400 £, il éponge les dettes et règle les dépenses du nouveau logis. Le séjour dure trois ans, jusqu'au jour où, au comble de l'exaspération, il se rend compte que John a accumulé d'autres dettes, vend en cachette des échantillons de ses manuscrits ou de sa signature, quête auprès de l'éditeur du journal local, sollicite sa propre banque et son ami Macready. Il publie alors une mise en garde où il prévient que les créances circulant en son nom ne seront pas honorées. Exiler son père à l'étranger, il y songe, mais, à son retour d'Amérique en 1842, il finit par rapatrier l'impécunieuse famille non loin de lui. Les imprudences reprennent et Charles, bien que s'efforçant de donner le change, laisse parfois éclater sa colère : en septembre 1843, il écrit à John Forster qu'il est « confondu par l'audace de son ingratitude », que c'est « une insupportable croix à porter » qui le « démoralise complètement et dont le fardeau devient intolérable ». Désormais, il assure le rôle de chef de famille, s'occupe de l'éducation de la fratrie, lui trouve du travail, la guide et la réprimande, l'emmène en vacances, l'installe et, si l'un d'eux disparaît, assure le bien-être des siens. Selon Michael Allen, Dickens a trouvé pour tous, le temps et l'argent qu'il fallait, « mais a payé un lourd tribut d'anxiété devant leurs frasques » : Fred épouse une jeune fille de dix-huit ans, s'en sépare, est convaincu d'adultère et poursuivi, refuse de payer, quitte son travail et s'enfuit à l'étranger ; arrêté à son retour, il est emprisonné, sombre dans l'alcoolisme et meurt à 48 ans ; Augustus quitte son épouse devenue aveugle au bout de deux ans, émigre en Amérique avec une autre femme, meurt à 39 ans à Chicago, où sa concubine se suicide l'année suivante.

#### L'indispensable présence de Georgina Hogarth
Dès le retour d'Amérique, la place de sa belle-sœur, Georgina, va grandissant. Devenue Aunt Georgy, elle s'occupe beaucoup des garçons, leur apprenant à lire avant qu'ils n'entrent à l'école, et prend souvent la place d'honneur lors des réceptions. Elle est aidée par une bonne, Anne Cornelius, dont la fille fréquente plus tard une école du nord de Londres où sont aussi scolarisées deux, puis trois nièces de Dickens qui acquitte tous les frais. Georgina est à la fois servante, préceptrice et maîtresse de maison, statut bien supérieur à celui d'Anne Cornelius qui voyage en deuxième classe alors que la famille est en première. Elle accompagne parfois Dickens en ses longues promenades et elle partage de plus en plus ses activités théâtrales, voire littéraires, lui servant de secrétaire lorsque, de 1851 à 1853, il écrit sa célèbre Histoire de l'Angleterre destinée aux enfants. Dickens cherche à la marier, lui proposant de beaux partis, par exemple Augustus Leopold Egg (1816-1863), étudiant aux Beaux-Arts de Londres et futur peintre de renom. Lui aussi partage la scène avec Dickens lors de ses mises en scène dont il conçoit souvent les costumes : Georgina les refuse tous, et son beau-frère, blasé, écrit à un ami, alors qu'elle a atteint l'âge de 33 ans : « Je doute fort qu'elle se marie un jour. »
Le moment le plus crucial de la vie de Georgina coïncide avec le moment le plus crucial de la vie de Dickens, lorsque, excédé par sa femme, il décide de s'en séparer.

### 1858: la séparation d'avec Catherine Dickens

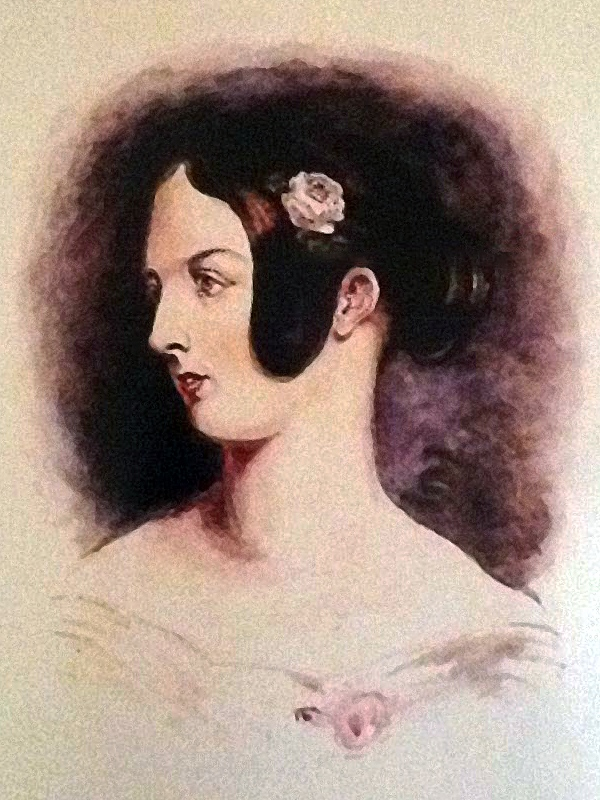
Mary Scott Hogarth, dont le souvenir hante Dickens.
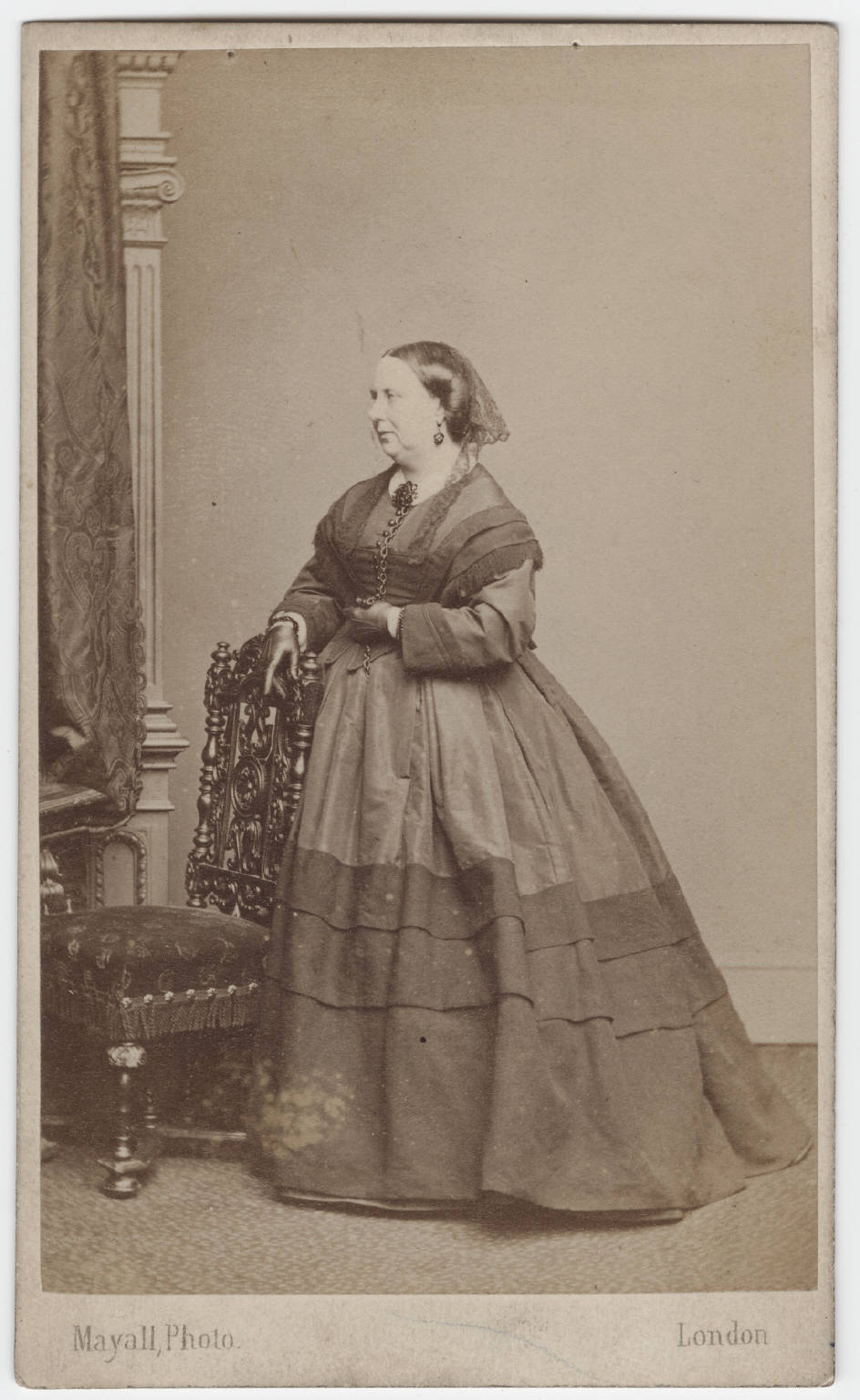
Catherine Hogarth Dickens vers 1858, par J. E. Mayall (carte de visite).
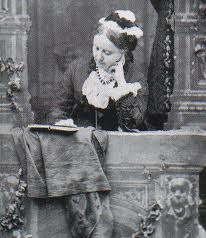
Georgina Hogarth, dans sa maturité.
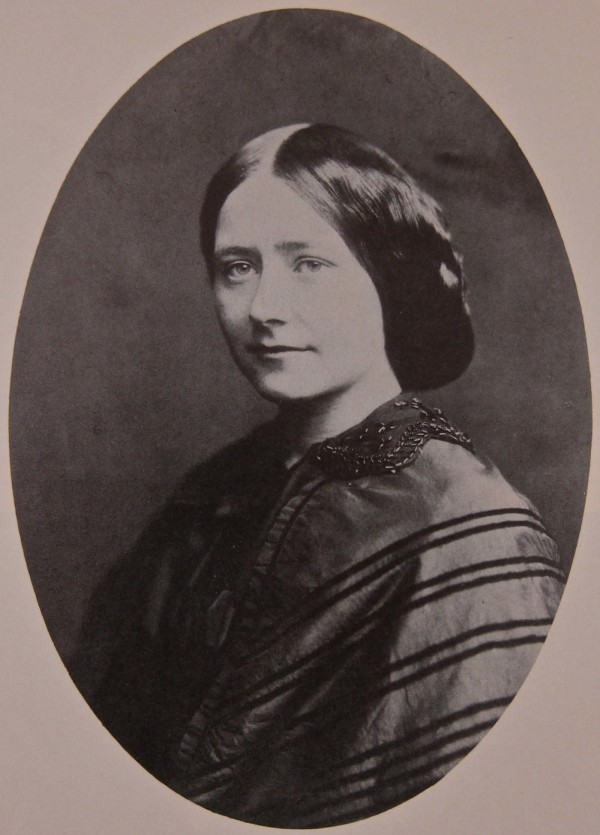
Ellen Ternan en 1858.

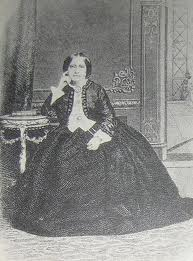
Maria Beadnell, en son âge mûr.

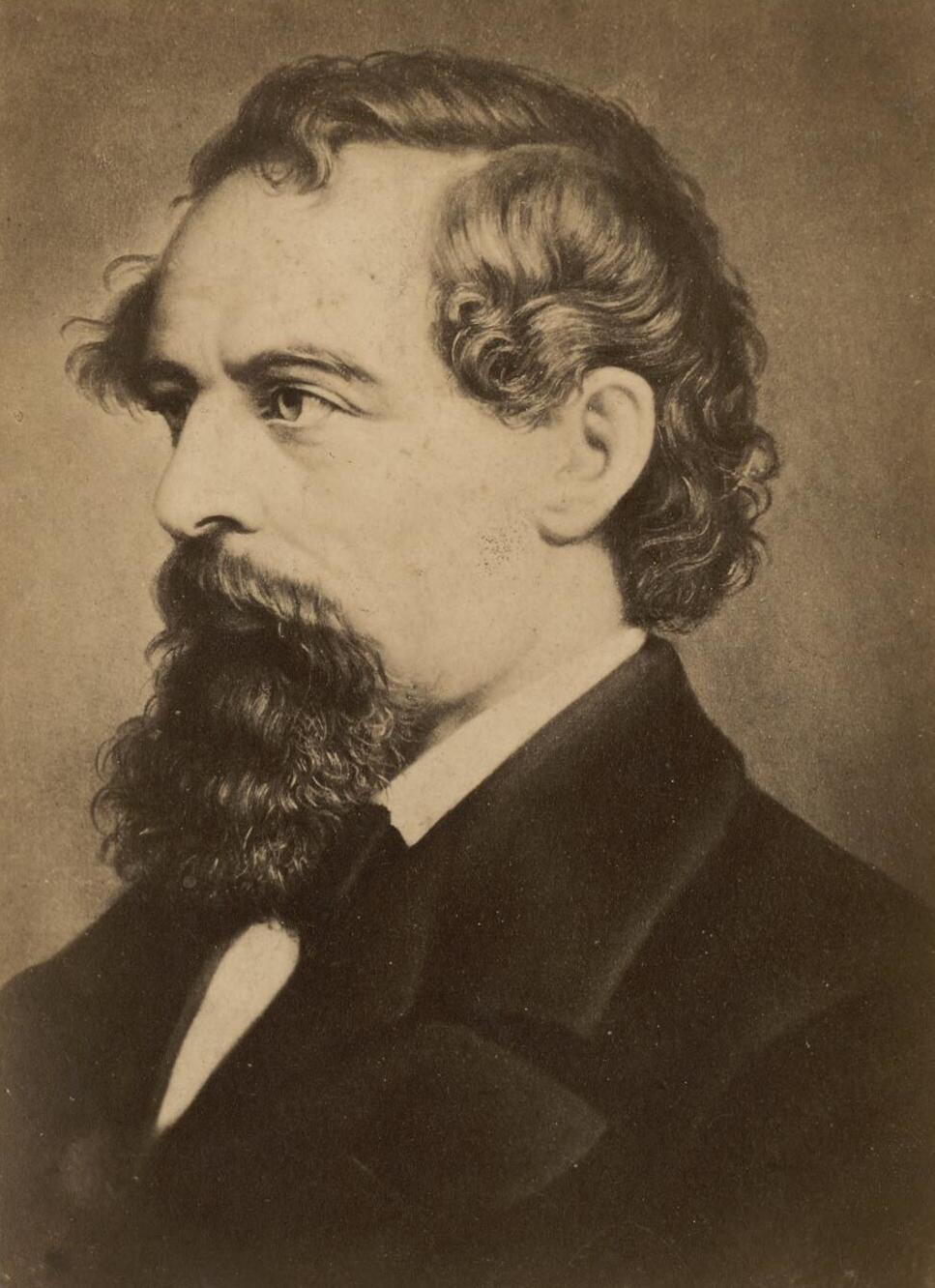
Charles Dickens.

Dickens, ne voyant plus sa femme avec ses yeux de jeune homme, parlant d'elle avec mépris à ses amis, trouvant aussi qu'elle ne s'occupe pas assez des enfants, cherche ailleurs une consolation. Lorsque Maria Beadnell, maintenant Mrs Henry Winter, épouse d'un marchand et mère de deux filles, se rappelle à lui, il se prend à rêver qu'il l'aime encore, la rencontre secrètement, puis l'invite à dîner avec son mari. La rencontre tourne au désastre, et Dickens, jugeant sa tentative « absurde », jure qu'« on ne l'y reprendra plus ». Mrs Dickens, quant à elle, ne se voit pas sans amertume supplantée au foyer par Georgina et, à partir de 1850, souffre de mélancolie et de confusion mentale, aggravée en 1851 après la naissance de Dora qui mourra à huit mois. En 1857, les époux font chambre à part, quoique Dickens insiste pour que les apparences soient sauves. La famille passe quelques moments heureux à Gads Hill's Place, mais les répits sont de courte durée et bientôt il leur semble impossible de poursuivre la vie commune.
Au printemps de 1858, un bracelet en or, mal dirigé par le joaillier, revient accidentellement à Tavistock House. Catherine accuse son mari d'entretenir une relation amoureuse avec la jeune actrice Ellen Ternan, ce que nie Dickens, prétextant qu'il a l'habitude de récompenser ainsi ses meilleures interprètes. Afin que soit mise en œuvre une procédure de divorce en vertu de la loi récemment adoptée (Matrimonial Causes Act de 1857), la mère et la tante maternelle de Catherine, Helen Thompson, insistent pour que soient recherchées des preuves d'adultère à l'encontre d'Ellen Ternan et aussi de Georgina Hogarth, qui, après avoir œuvré pour sauver le mariage, a pris le parti de Dickens. Pour couper court aux rumeurs, Dickens lui fait établir un certificat qui la déclare virgo intacta. Le 29 mai 1858, un document faisant état de l'impossibilité d'une vie commune est signé par le couple et paraphé par Mrs Hogarth et Helen Thompson. Dickens demande par écrit à son épouse si elle s'oppose à ce qu'une déclaration commune soit rendue publique ; la première paraît le 12 juin dans Household Words, reproduite par de nombreux quotidiens ou hebdomadaires dont The Times, puis une autre dans le New York Tribune.

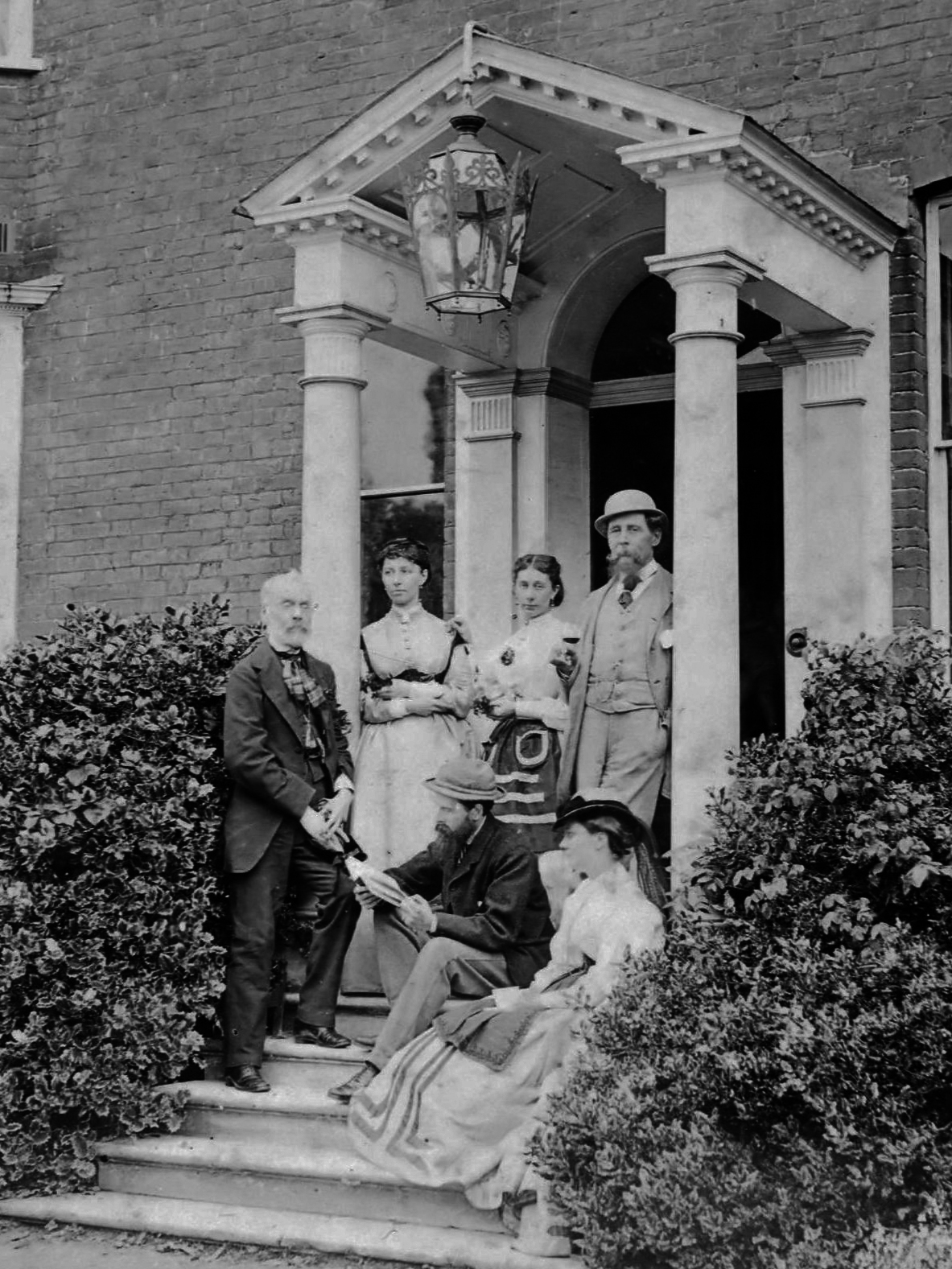
Gad's Hill Place : H. F. Chorley, Kate Perugini, Mary Dickens, Charles Dickens, C. A. Collins et Georgina.

Bientôt, Catherine s'en va vivre avec son fils Charley au 70 Gloucester Crescent, dotée d'une rente de 600 £. Elle n'a jamais été autorisée à remettre les pieds au domicile familial, ni à paraître devant son mari, retiré avec les autres enfants et Georgina à Gad's Hill Place, où il écrit ses œuvres dans un chalet suisse reconstitué au milieu du jardin. Elle n'a pas manqué de défenseurs, entre autres William Makepeace Thackeray, Elizabeth Barrett Browning ou Angela Burdett-Coutts, amie de toujours qui se sépare de Dickens.
La « trahison » de Georgina incite Graham Smith à sonder ses motivations : écartant l'idée qu'elle ait secrètement aimé son beau-frère autrement que d'affection, elle a dû, pense-t-il, se préoccuper des enfants, désormais « sans mère », et apprécier de vivre auprès d'un écrivain de tel renom et de profiter de la compagnie qu'il fréquente. Quant à Dickens, Graham Smith voit dans le sobriquet qu'il lui donne, « la vierge », la clef de son attitude : faisant fi des conventions, il a trouvé en elle son idéal de femme au foyer, tel qu'il la décrit en Agnes Wickfield, « angélique, mais compétente à la maison ».

### Un travail acharné et fécond
Calme ou agitée, chaque année apporte son lot de labeur et de réussite. Les Dickens changent souvent de domicile, et en 1842, à son retour d'Amérique, Charles déracine sa famille et s'en va vivre à Gênes d'où il revient au bout d'un an avec son Pictures from Italy. L'année suivante, c'est en Suisse, puis à Paris, qu'il passe plusieurs mois, ces absences n'allant pas sans répercussions, malentendus et brouilles avec les éditeurs.

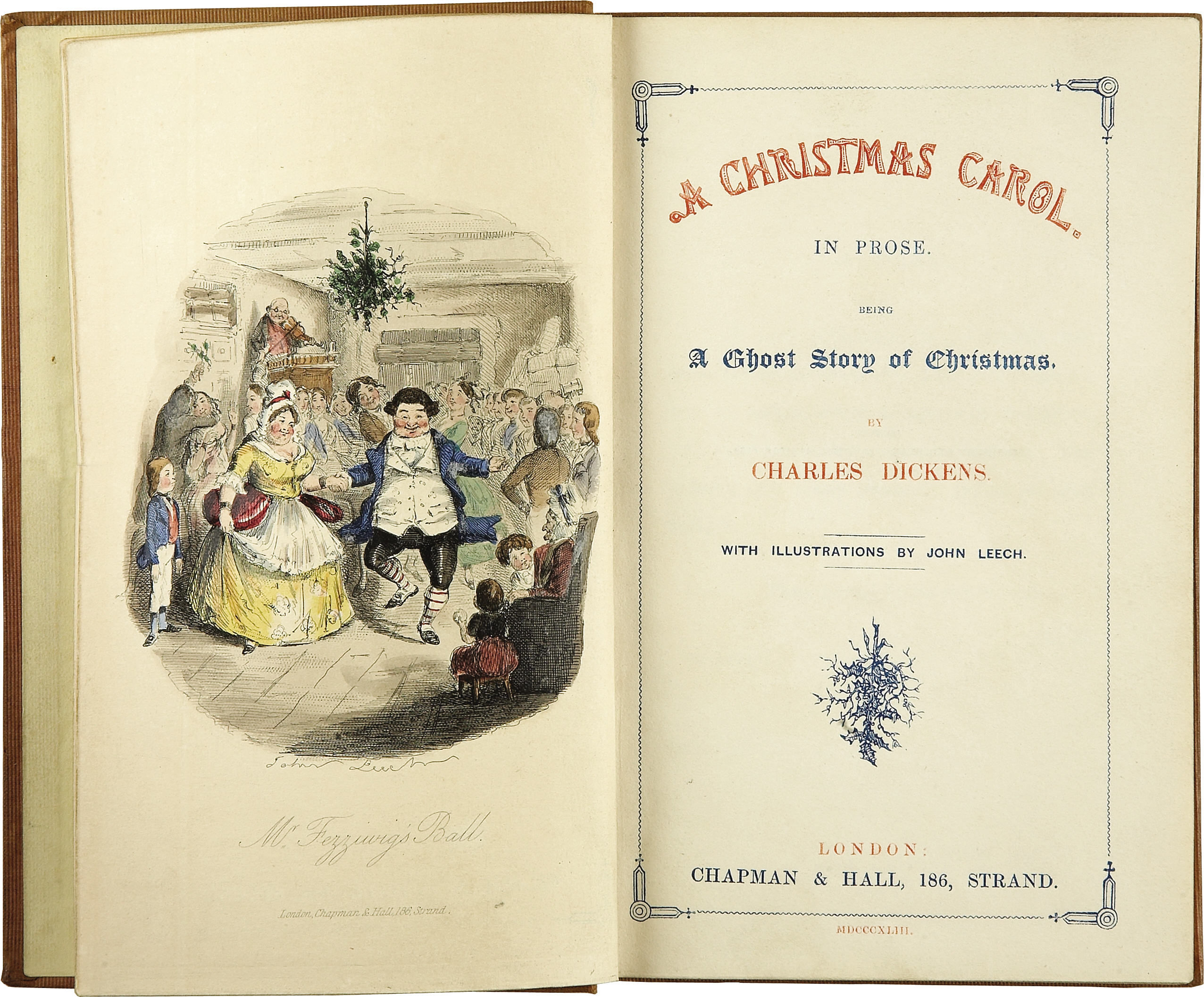
Page de titre de Un chant de Noël, première édition.
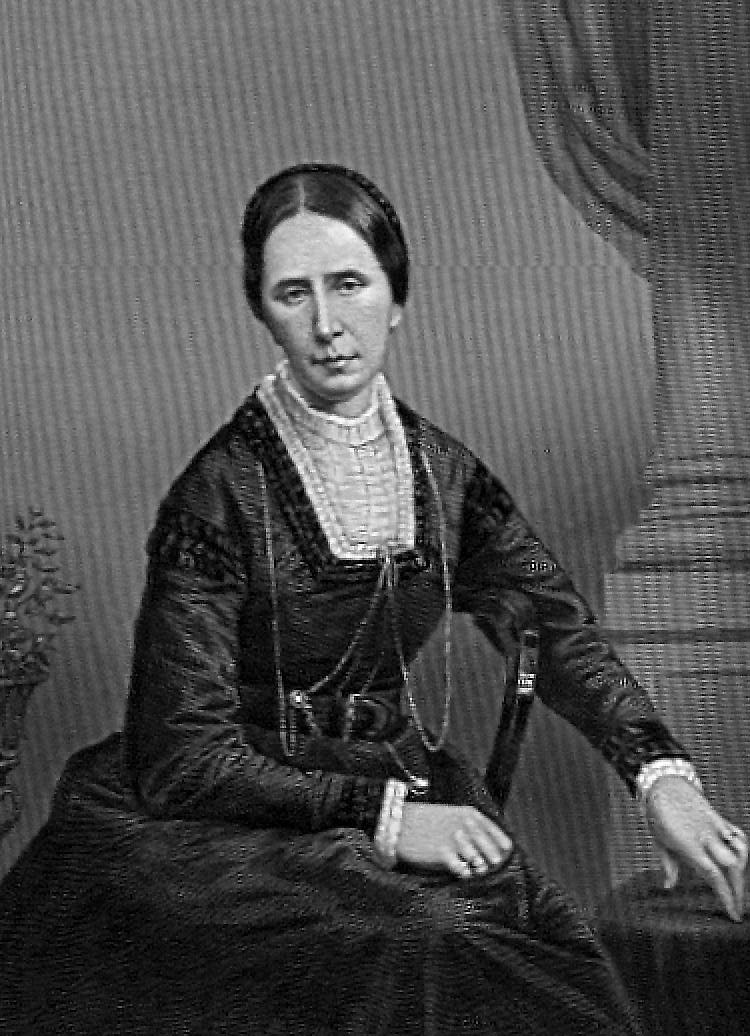
Angela Burdett-Coutts déjà âgée.
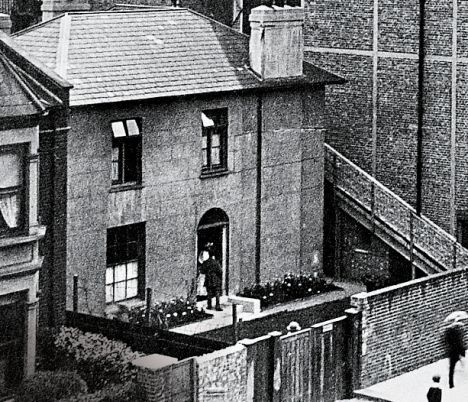
Urania Cottage, Shepherd's Bush.
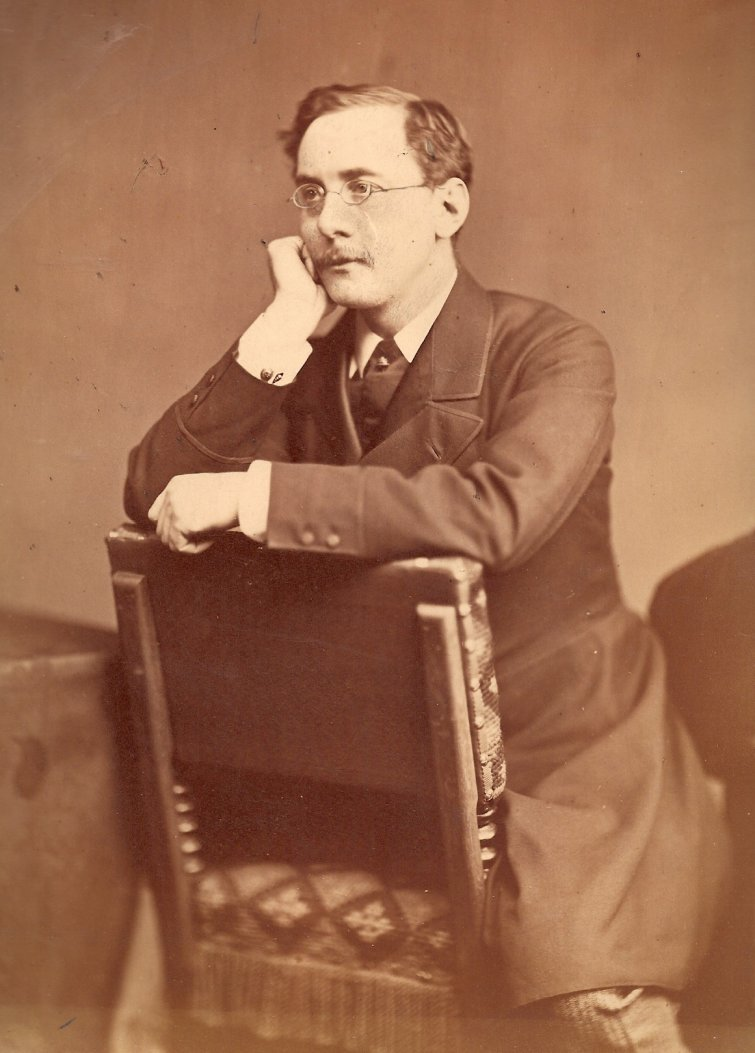
Charley, fils aîné de Dickens.

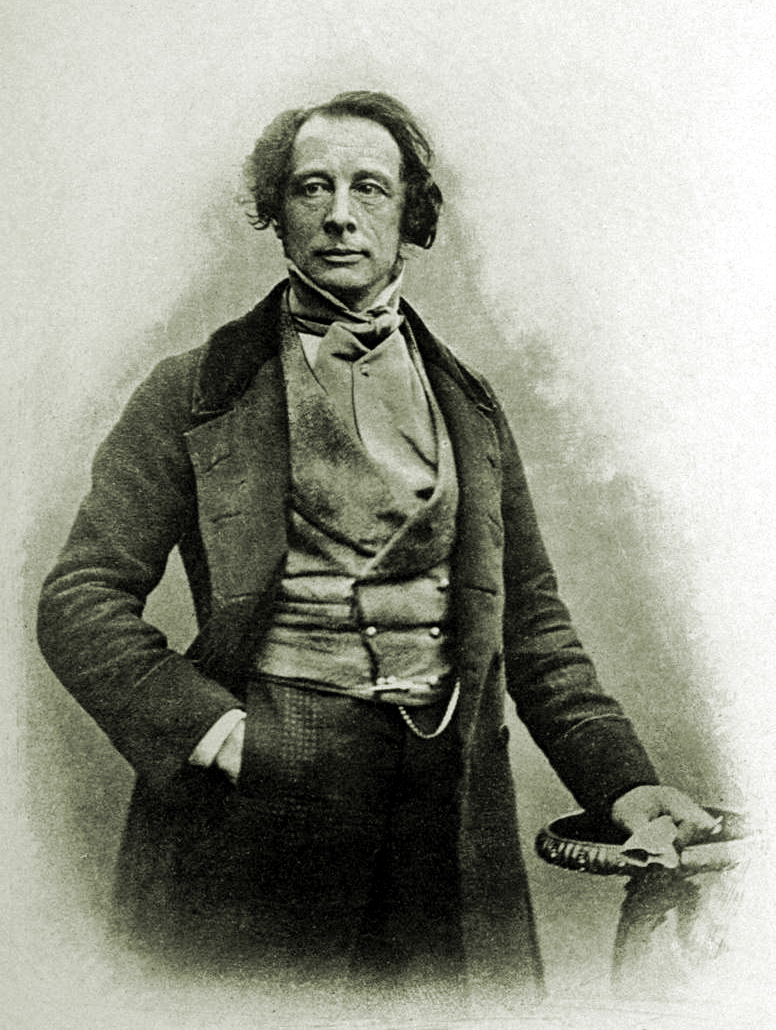
Daguerréotype d'Antoine Claudet.

En 1850, Dickens se fait prendre en photographie pour la première fois sur un daguerréotype d'Antoine Claudet : image d'un homme respectable, solide, rasé de près, sévère de visage et élégant dans sa tenue, un portrait d'homme d'affaires ; il y paraît grand, bien qu'il ne mesure que cinq pieds et huit pouces, soit 1,72 m ; une certaine solennité imprègne ses traits, qui se durciront en un vieillissement prématuré. Les deuils, indépendamment des tracas, se succèdent dans sa vie : perte de sa sœur Fanny à trente-huit ans en 1848, bientôt suivie par celles de sa petite Dora en 1850, puis de son père en 1851. C'est une époque d'introspection où il commence à écrire une autobiographie, puis se confie à la première personne dans David Copperfield, « de tous mes livres, celui que j'aime le plus », dont le décryptage ne s'est fait qu'après la parution de la biographie de John Forster.
Auparavant, en 1843, il s'est s'inscrit dans le cœur des foules avec Un chant de Noël, sujet déjà abordé dans ses Esquisses de Boz et Les Papiers posthumes du Pickwick Club, mais qui, avec Tiny Tim, Ebenezer Scrooge, les Fantômes de Noël Passé, Présent et Futur, promeut sa renommée à l'universalité. Petit livre d'emblée proposé à la scène, restant à ce jour[Quand ?] le plus adapté de tous, il associe Noël et Dickens dans la conscience collective, d'autant que, de 1850 à 1867, chaque fin d'année apporte sa nouvelle offrande.
De 1846 à 1858, en collaboration avec Angela Burdett-Coutts (1814-1906), il crée Urania Cottage, établissement destiné à recueillir les femmes dites « perdues », réalisation qui, au cours des douze années de sa gestion, permet à une centaine de pensionnaires de se réinsérer dans la société. Contrairement aux autres institutions de ce type fondées sur la répression, il choisit d'éduquer par la lecture, l'écriture, la gestion du foyer et surtout un métier. Tout en les coupant de leur milieu, il entend métamorphoser « comme magiquement » les exclues par des habitudes et des principes nouveaux, expérience, écrit Jenny Hartley, qui « aura été comme écrire un roman, mais avec de vraies personnes »,.

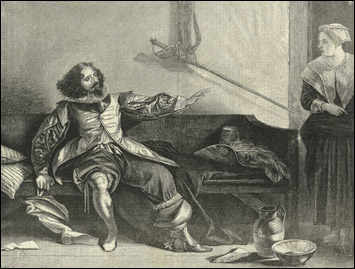
Dickens en capitaine Bobadill dans Ben Jonson.

De tout temps, Dickens a pris plaisir à la scène. Chez ses parents à Bentinck House, il crée une petite compagnie familiale, et au Queen's Theatre de Montréal en 1842, il aide les officiers de la garnison, The Goldstream Guards, à monter un spectacle. En 1845, puis dans les années 1850, rassemblant acteurs professionnels et amis, il se lance dans la mise en scène et la production, prenant même part, en capitaine Bobadill, au Every Man in his Humour de Ben Jonson au Royalty Theatre, 73 Dean Street, Soho. Décor, jeu des acteurs, accessoires, maquillage, costumes, il se plaît devant le public, sa troupe attire l'attention et est souvent demandée à Londres et en province (Birmingham, Manchester, Liverpool), en Écosse (Édimbourg, Glasgow). En 1851, Les Joyeuses Commères de Windsor de Shakespeare s'ajoute au répertoire et une nouvelle pièce d'Edward Bulwer-Lytton, Not so Bad as We Seem, est donnée devant plus de 1 200 spectateurs à Sunderland où, le nouveau théâtre étant réputé peu sûr, Dickens place Catherine et Georgina loin de la scène. Chaque fois, quelques courtes farces sont données en bis, où Dickens, changeant rapidement de costume, incarne plusieurs personnages, tout cela dans la joie et sans but lucratif, les entrées allant à des œuvres de charité, surtout la Guild of Literature and Art, fondée avec Lytton pour les acteurs nécessiteux,. Même la reine Victoria est conquise et fait savoir au printemps de 1857 qu'elle aurait plaisir à assister à une représentation de The Frozen Deep.

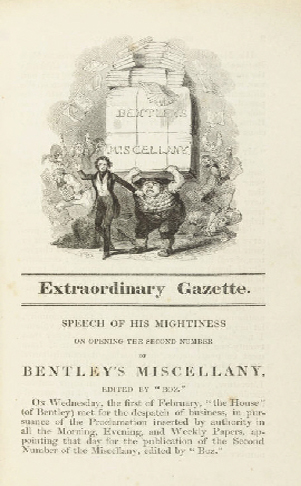
Bentley's Miscellany.
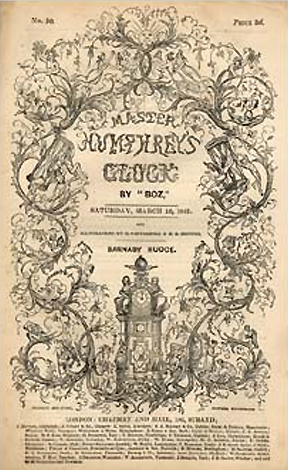
L'Horloge de Maître Humphrey.
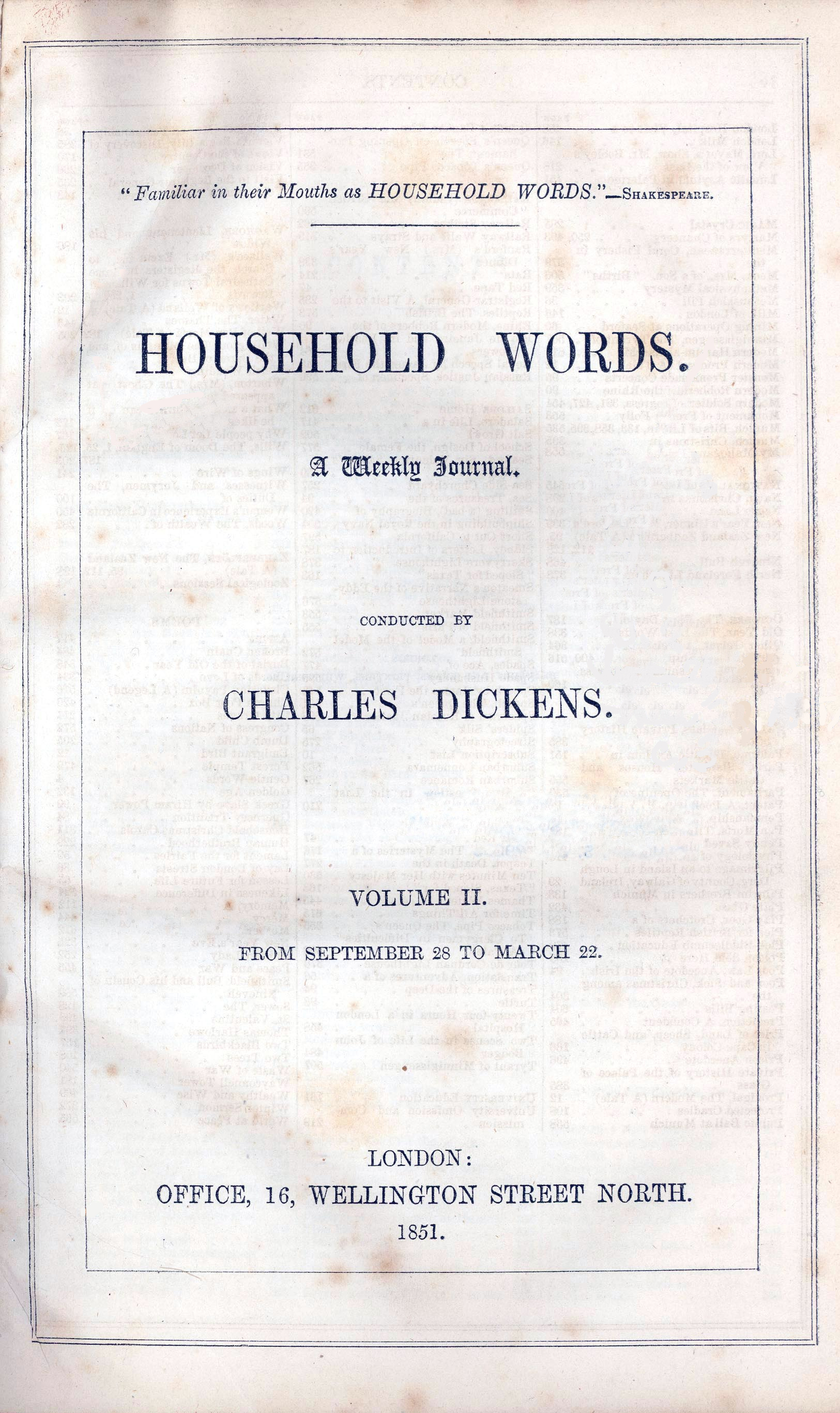
Household Words.
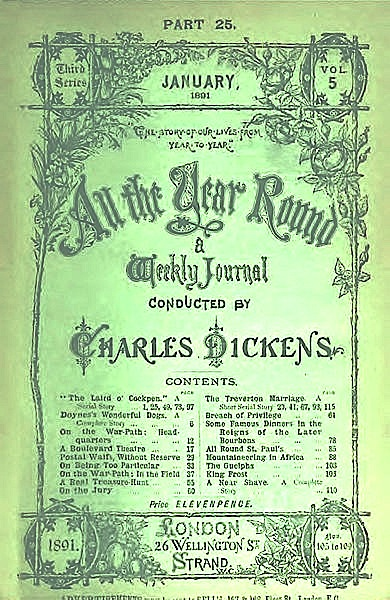
All the Year Round.

1851 est l'année où Dickens acquiert Gad's Hill Place près de Rochester, au portail de laquelle Charles et son père s'étaient arrêtés avec envie quelque trente ans auparavant. La région, « lieu de naissance de son imagination », devient une nouvelle source d'inspiration : Chatham, Rochester, les marais environnants servent de décor pour Les Grandes Espérances (1860-1861) ; Rochester est le Cloisterham du Mystère d'Edwin Drood, et plusieurs essais du The Uncommercial Traveller, dont « Dullborough Town » et » Chatham Dockyard », y sont également situés.

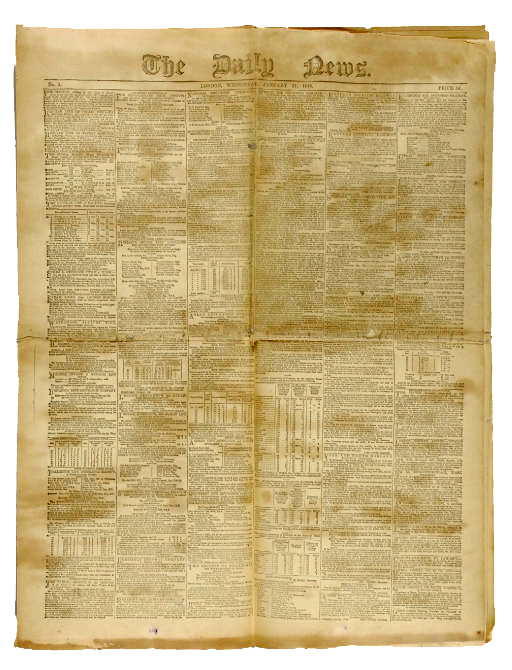
Daily News (1858).

Le journalisme a été l'une des activités fondatrices de Dickens : en 1845, il participe au lancement du Daily News, à vocation libérale, publié par Bradbury and Evans et dirigé par d'anciens collaborateurs, entre autres John Forster et George Hogarth, W. H. Wills, Mark Lemon et Douglas Jerrold. Bientôt, Dickens en devient brièvement le rédacteur en chef avec l'énorme rémunération annuelle de 2 000 £, et, bonus ajouté, son propre père est placé à la tête des reporters. Alors qu'il travaille à David Copperfield, il conçoit et met en œuvre Household Words et, contrairement à ses passages au Bentley's Miscellany, L'Horloge de Maître Humphrey ou au Daily News, il s'occupe jusqu'à sa mort de ses propres revues, Household Words changeant de titre en 1859 pour devenir All the Year Round. Avec l'aide du rédacteur adjoint W. H. Wills, de Wilkie Collins qu'il rencontre en 1851 et d'autres jeunes écrivains, les décennies 1850 et 1860 sont fertiles en événements journalistiques que Dickens relaie auprès d'un public friand de qualité, les ventes grimpant au moment de Noël à 100 000 pour Household Words, 300 000 pour All the Year Round. Sa passion journalistique s'est transmise à son fils aîné Charley qui, après le décès de son père, a poursuivi la rédaction et la gestion de la revue jusqu'en 1888.

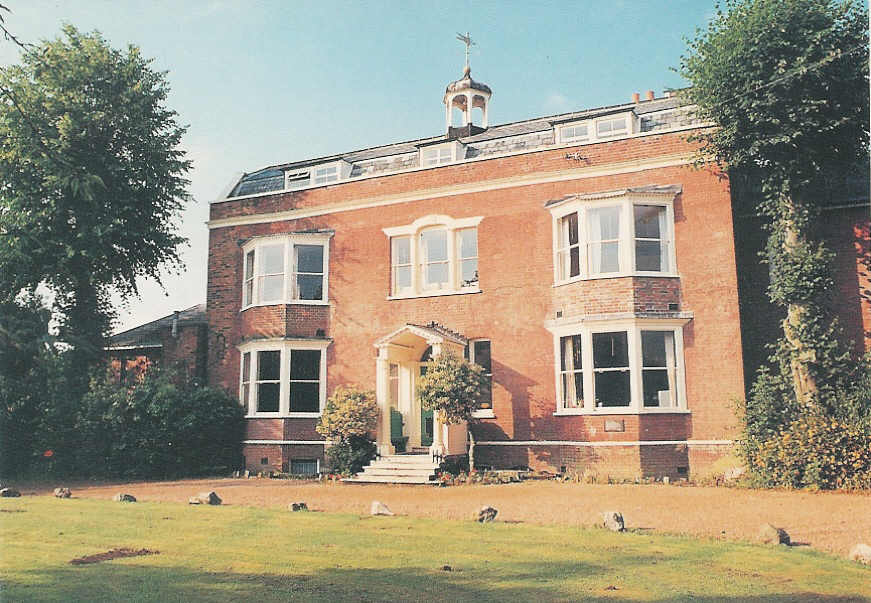
Gad's Hill Place aujourd'hui.

Vers la fin de sa vie, Dickens proclame la haute idée qu'il se fait de sa vocation : « Lorsque je me suis d'abord engagé en littérature en Angleterre, j'ai calmement résolu en mon for intérieur que, réussite ou échec, la littérature serait ma seule profession […] J'ai passé un contrat avec moi-même, selon quoi, à travers ma personne, la littérature se dresserait, en soi, pour soi et par soi. » Si Dickens a toujours tenu, et le plus souvent avec brio, à donner cette image d'un homme dévoué au service des lettres et des lecteurs, parfois, note John Drew, lors de ses démêlés avec les éditeurs, le caractère impérieux de son tempérament a pris le pas sur sa « calme résolution » : ainsi en témoigne le dernier numéro de Household Words fondant All the Year Round, a contrario aussi éloquent que les solennelles déclarations publiques.

### Les douze dernières années

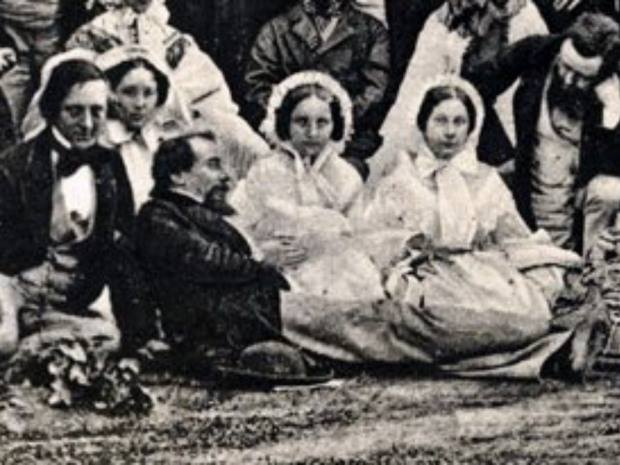
De gauche à droite : Charles Dickens Jr (Charley), Kate Dickens, Charles Dickens, Georgina Hogarth, Mary Dickens, Wilkie Collins.
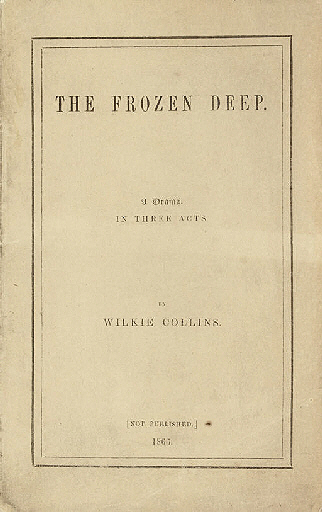
Couverture de The Frozen Deep, la pièce de Wilkie Collins.
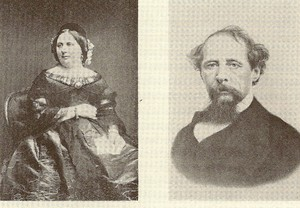
Catherine et Charles Dickens en 1858.
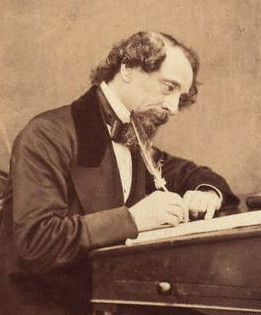
Dickens en 1858.
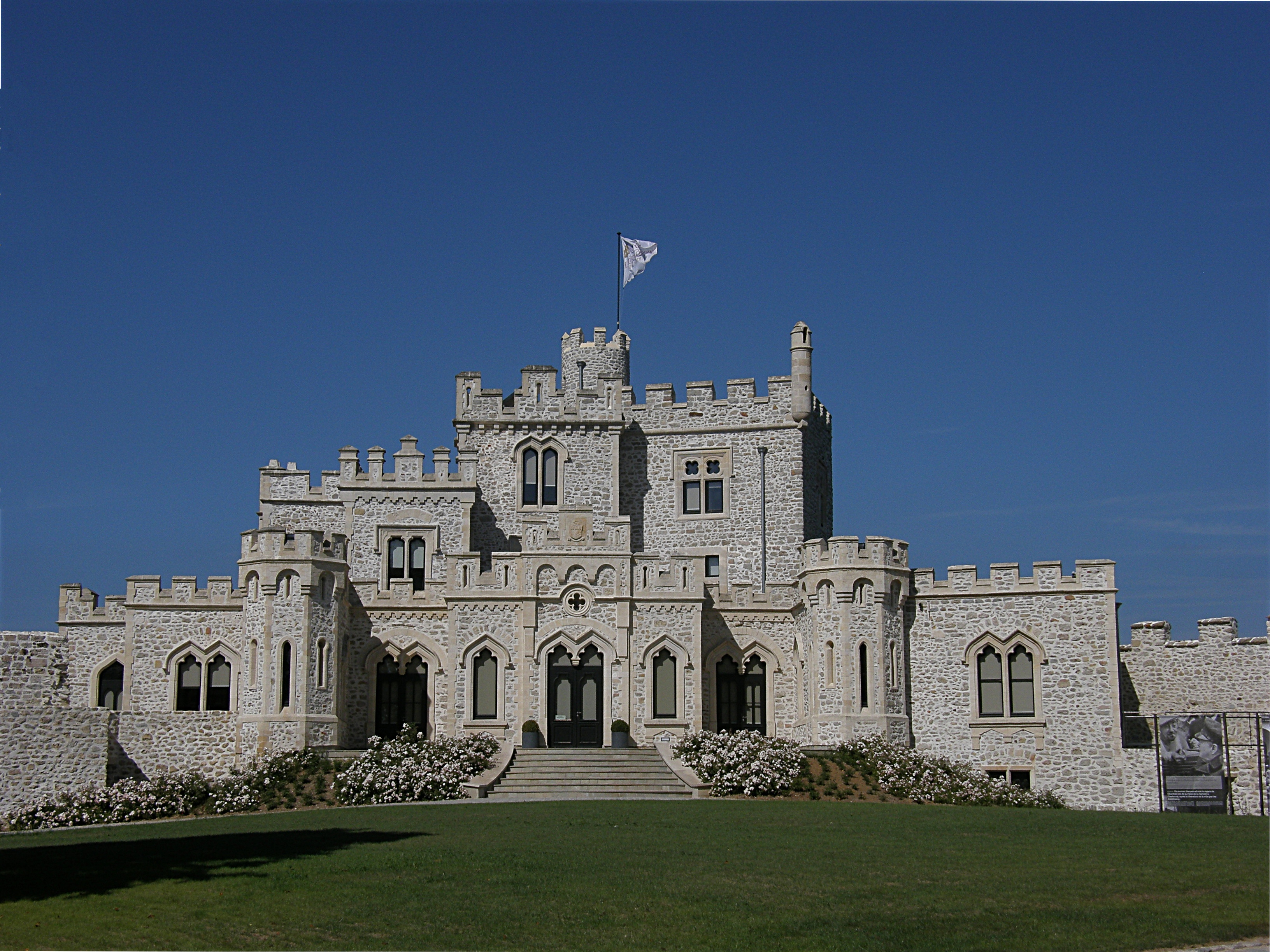
Le château d'Hardelot, près duquel résident souvent Ellen et Dickens.

#### Ellen Ternan
Le 13 avril 1857, alors qu'elle vient d'avoir dix-huit ans, Ellen (Nelly) Ternan est remarquée par Dickens au théâtre du Haymarket. L'impression est forte au point qu'en décembre, il s'ouvre de son trouble à son amie Mrs Watson.

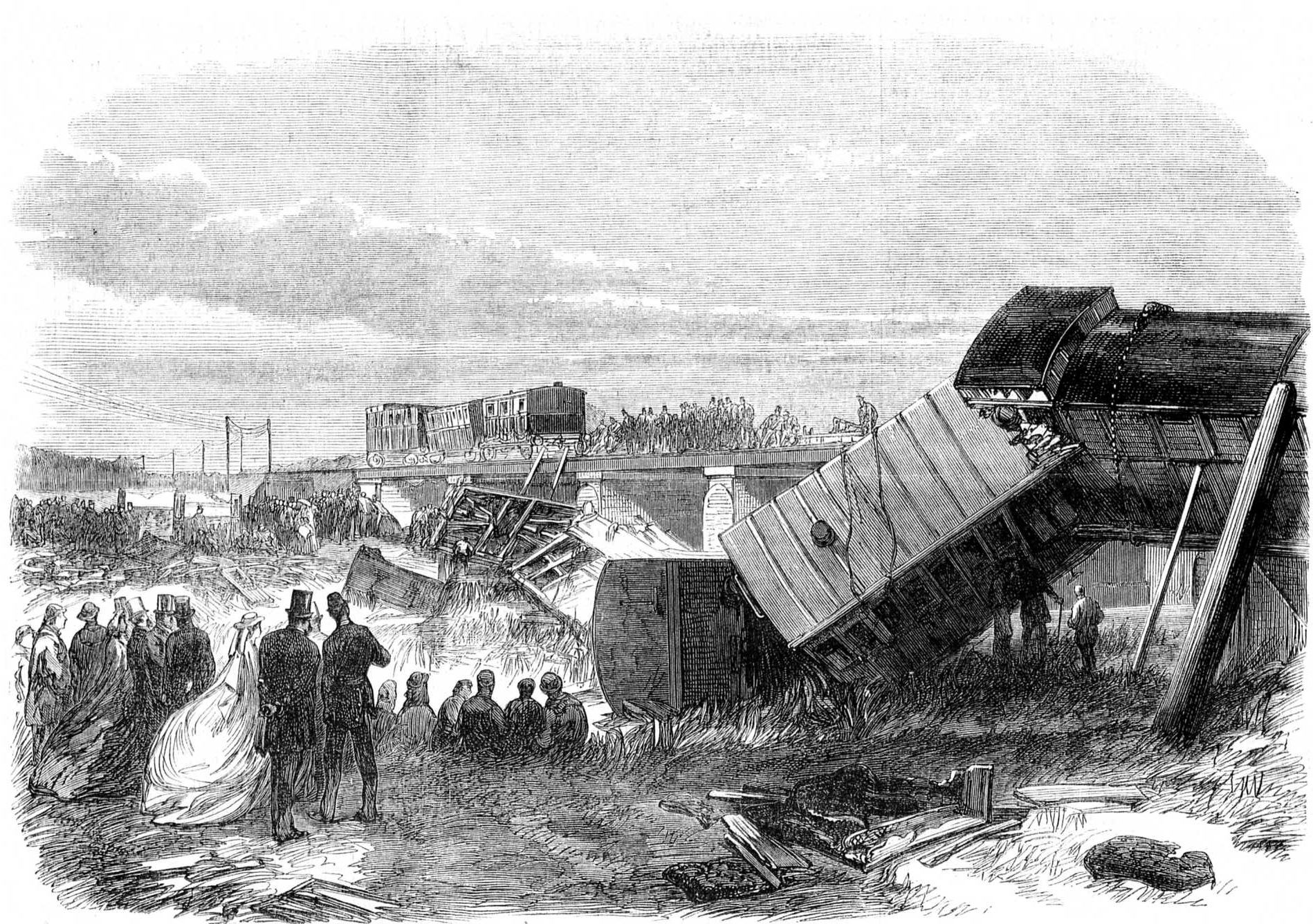
Déraillement de Staplehurst (Illustrated London News). La voiture où voyagent Ellen, sa mère et Dickens est à droite, en suspens sur un débris du pont.

L'année suivante, il la recrute avec sa mère et une de ses sœurs pour interpréter au nouveau Free Trade Hall de Manchester, une pièce de Wilkie Collins, The Frozen Deep (« Les Abîmes gelés »), confiant les rôles les plus importants à Mrs Ternan et à Maria, tandis qu'Ellen incarne le personnage secondaire de Lucy Crayford. Ces représentations, attisant le sentiment né en 1857, vont avoir bien des répercussions chez Dickens. Subjugué par Ellen, de l'âge de sa fille Katey, il ne l'oublie plus, lui confie certaines de ses œuvres et dirige sa carrière, la logeant avec sa famille en Angleterre comme en France, où il la rejoint souvent à Condette près de Boulogne. À partir de 1860, a-t-il été observé, il traverse régulièrement la Manche et, entre 1861 et 1863, n'est occupé à aucun roman d'envergure ni ne donne de nombreuses lectures. La présence du couple en France est confirmée en juin 1865 lors de l'accident de chemin de fer de Staplehurst, puisque le train les ramenant de France dans une voiture de première classe en tête de convoi déraille entre Headcorn et Staplehurst le 9 juin 1865.
Des ouvriers ont enlevé seize mètres de rails, mais le convoi est parti plus tôt qu'ils ne s'y attendaient, sans qu'aucune fusée d'avertissement ait été prévue. Les huit premières voitures basculent dans la petite rivière Beult, en contrebas d'un viaduc peu élevé et dépourvu de rambardes, et de nombreux passagers restent coincés dans les décombres. Grâce à sa taille menue, Dickens réussit à s'extirper par la fenêtre, dégage ses accompagnatrices, s'assure qu'Ellen et sa mère soient immédiatement conduites à Londres, puis se porte au secours des blessés.
Nelly a été touchée au bras gauche, qui en restera fragilisé. Dickens, craignant que leurs relations ne soient découvertes, insiste pour que le nom des Ternan soit supprimé des comptes-rendus de presse, et il s'abstient de témoigner lors de l'enquête officielle à laquelle il a été convoqué. L'accident se solde par dix morts et quarante blessés, dont quatorze grièvement,. Lors de la publication de L'Ami commun en 1865, Dickens ajoute une postface ironique revenant sur l'accident : en effet, le manuscrit du dernier épisode est resté dans son manteau et, au bout de trois heures, il se le rappelle soudain, se hisse dans la voiture suspendue à l'oblique et réussit à récupérer les feuillets.
Nelly se fait quasi clandestine, devenue une femme invisible. Pourtant ambitieuse, vive, intelligente, très agréable en société, intellectuellement active et cultivée, sa vie s'est comme arrêtée. Pour Dickens, elle est devenue source permanente de réconfort et bonne conseillère, son art scénique et ses lectures publiques, par exemple, progressant beaucoup,,.

#### Qu'a été cette jeune femme pour Dickens?

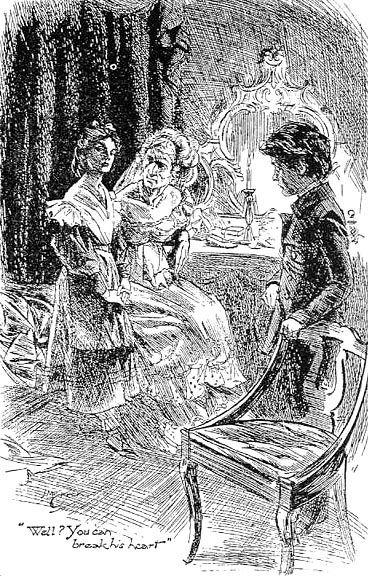
Estella, avec Miss Havisham et Pip, par H. M. Brock, dans Les Grandes Espérances.
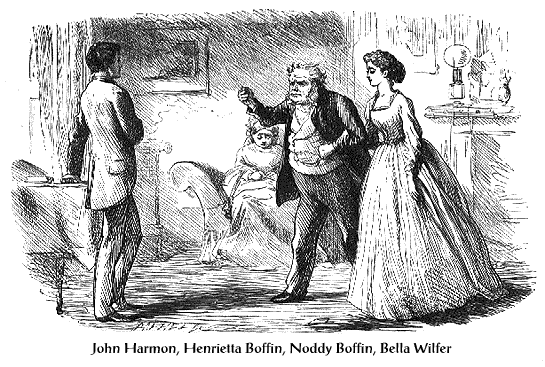
Bella Wilfer, avec Harmon et les Boffin dans L'Ami commun.
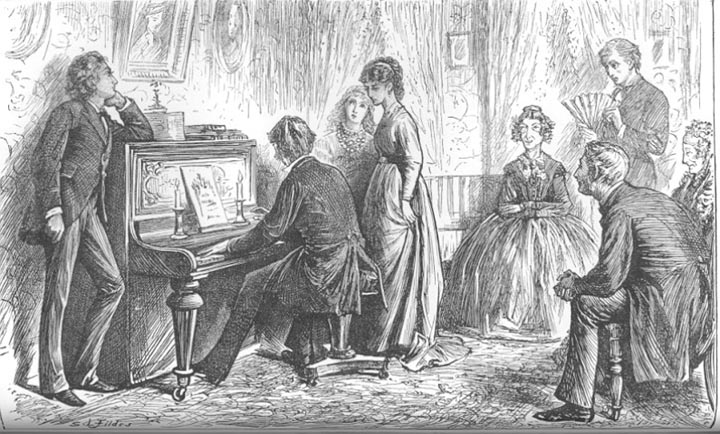
Helena Landless, debout près du piano, par Sir Luke Fildes dans Le Mystère d'Edwin Drood.

Peter Ackroyd écrit d'Ellen Ternan qu'« elle était volontaire et à l'occasion dominatrice […] très intelligente et, pour une femme ayant reçu pour toute éducation une enfance passée sur les planches du théâtre itinérant, remarquablement cultivée ». E. D. H. Johnson note le changement qui s'opère dans l'œuvre de Dickens à partir de 1858, précisant par exemple que « le nom de la jeune femme a certainement influencé le choix de celui des héroïnes des trois derniers romans, Estella, Bella Wilfer et Helena Landless », au nom évocateur de Lawless, second prénom d'Ellen,, tous prénoms évoquant l'éclat (hèlè) de l'astre, l'étoile (stella), la beauté, la lumière. Leur tempérament volontaire représente, ajoute-t-il, une rupture par rapport à l'« idéal de douce sainteté » qu'incarnent Florence Dombey, Agnes Wickfield, Esther Summerson et Amit. De plus, « ses dernières œuvres explorent sans le moindre doute la passion sexuelle avec une intensité et une acuité sans précédent dans son œuvre »,,. Enfin, Le Mystère d'Edwin Drood a été inspiré par un fait-divers lié à la famille Ternan lorsqu'un des nombreux frères du père de Nelly, parti un jour en promenade, n'en est jamais revenu.

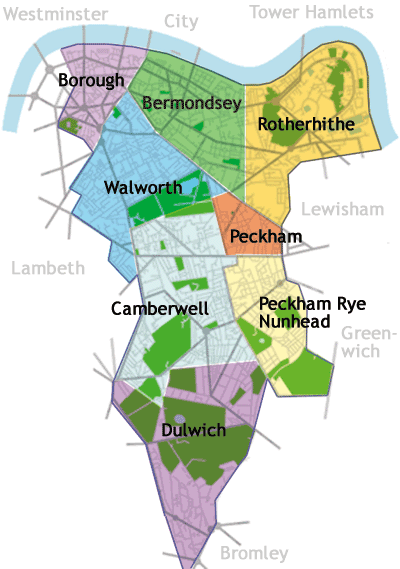
Peckham (en orange), district de Southwark, où Dickens a logé Ellen Ternan.

Que Dickens ait passionnément aimé Ellen est établi, mais ce n'est qu'après la publication de Dickens et sa fille par Gladys Storey en 1939 qu'ont été connus les détails : Kate lui a confié que son père et l'actrice ont eu un fils, mort à quatre jours, naissance attestée par l'entrée sibylline d'avril 1857 relative à Slough dans le journal de Dickens : « Arrivée et Perte ». Il se peut qu'il y ait eu plusieurs grossesses, et Nelly aurait fait allusion à « la perte d'un enfant ». Gladys Storey ne corrobore pas ces dires, mais, à son décès en 1978, divers documents ont été déposés au musée Charles Dickens, où, répertoriés et analysés, ils confirment, selon Claire Tomalin, les faits révélés. Le couple a vécu à Slough, Dickens s'y faisant passer pour « Mr John Tringham of Slough » ou encore « Mr Turnan », à Windsor Lodge, Peckham, avec là aussi des noms d'emprunt, et en France près du château d'Hardelot,. Michael Slater note que le romancier a acheté pour Nelly une vaste demeure à Ampthill Square, St. Pancras, où elle a vécu de 1859 à 1862, ce que corrobore aussi Claire Tomalin,. Pendant toutes ces années, Ellen s'emploie à « se servir de ses cellules grises pour se cultiver », comme l'a confié Kate Perugini à Gladys Storey. Lors de leurs séparations, leur correspondance transite par W. H. Wills, ami proche de Dickens, journaliste de Household Words et All the Year Round, par exemple pendant la tournée américaine de 1867-1868.
Il n'est pas certain qu'Ellen Ternan ait volontiers accepté l'intimité d'un homme au-delà de l'âge d'être son père. Sa fille Gladys rapporte qu'elle parlait de Dickens en termes élogieux, mais le biographe Thomas Wright la décrit comme regrettant amèrement sa liaison, « commencée alors qu'elle était jeune et sans le sou […] s'accablant de reproches et s'éloignant de plus en plus de lui ». D'après E. D. H. Johnson, elle se serait longtemps refusée. « Ellen, ajoute Thomas Wright, si elle a cédé […], semble l'avoir fait sans chaleur et avec un sentiment chagriné de culpabilité ». Il s'en remet au chanoine William Benham de Margate à qui elle se confiait : « Je le tiens […] de sa propre bouche, écrit-il, elle répugnait à la seule pensée de cette intimité »,. Au temps de cette confidence, Ellen, devenue Mrs Robinson de Southsea, Hampshire, était retirée dans une petite ville de province, veuve des plus respectables. Lorsque Georgina a appris que Thomas Wright rassemblait des documents, elle s'est montrée très soucieuse que certains détails « de nature privée » ne fussent pas publiés à l'encontre de son beau-frère, à quoi il lui a été répondu qu'« il eût été cruel, en effet, de les révéler si prématurément » ; de fait, la biographie n'a paru qu'en 1935.

### Les lectures publiques

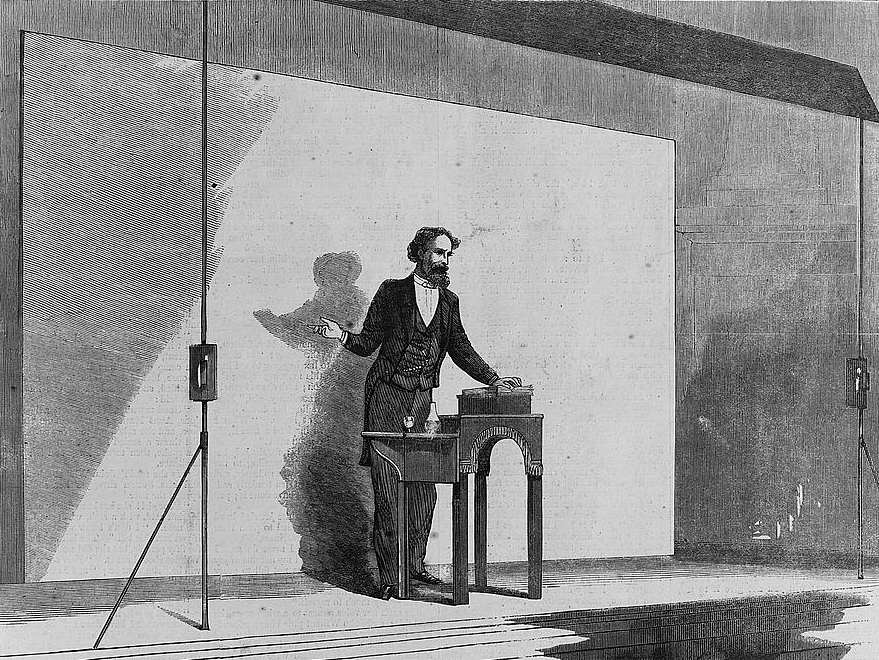
Dickens interprétant ses œuvres en 1857, par Charles A. Barry (1830-1892).
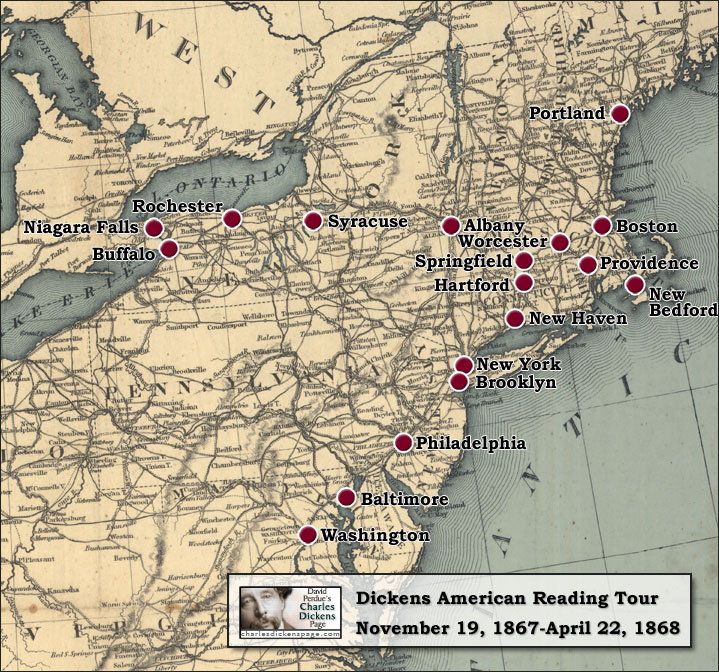
La tournée américaine de 1867-1868.
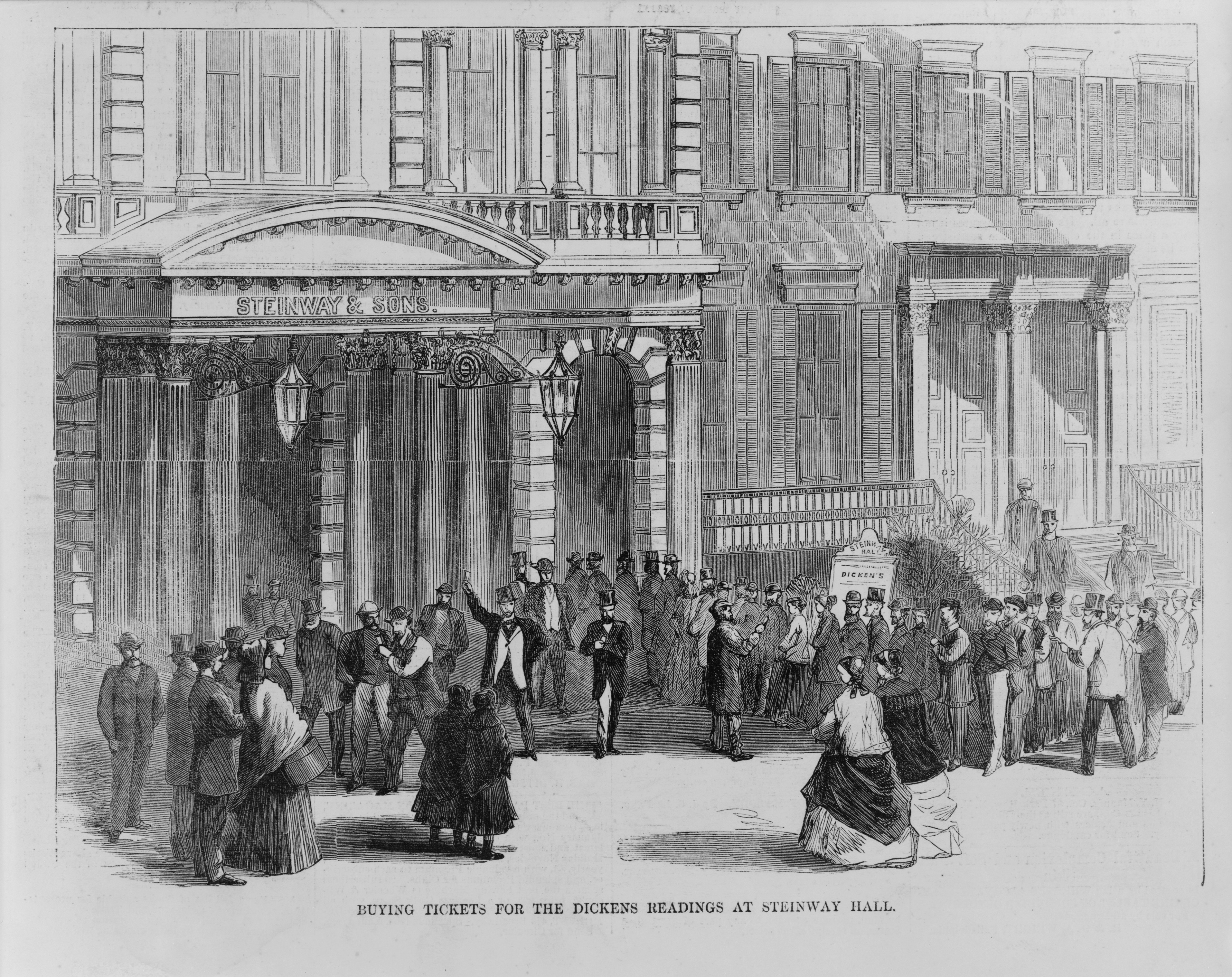
Boston, achat des billets pour écouter Dickens.

La passion de Dickens pour la scène, la popularité dont il jouit, l'incitent à entreprendre des lectures publiques de ses œuvres. Il commence, lors de manifestations caritatives, par se produire devant de petits groupes d'amis, puis s'essaie à des auditoires plus vastes. À partir de 1858, le succès est tel qu'il entreprend d'en tirer profit et, jusqu'à la fin de sa vie, ces récitals constituent une part majeure de ses activités. D'après un témoin de l'époque, « sa lecture n'est pas seulement aussi bonne qu'une pièce, elle est meilleure que la plupart d'entre elles, car sa performance d'acteur atteint les sommets ». Entre avril 1858 et février 1859, il donne cent-huit représentations, ce qui lui rapporte 1 025 £, c'est-à-dire presque la moitié de ses gains littéraires qui ne dépassent pas 3 000 £ par an. Au-delà de l'aspect financier, cependant, la passion qui l'habite lorsqu'il est devant un auditoire est telle qu'elle devient quasi obsessionnelle, qu'il entre comme en transe et que la salle est transportée d'enthousiasme, Dickens, selon les témoins, la tenant sous son charme, exerçant une puissante fascination. Il sillonne l'Angleterre, l'Écosse, l'Irlande, et plus ses tournées se prolongent, plus grandit le nombre des auditeurs. Ses lettres sont gonflées de fierté, et George Dolby, devenu son agent, écrit qu'« en dehors des bénéfices financiers, le plaisir qu'il ressent dépasse l'ordre des mots ». Les témoins sont unanimes pour rendre hommage à cette maîtrise, au talent de lecteur, au génie de la déclamation : hypnotisme, charme, sens aigu de la mise en scène, tels sont les mots relevés, et le geste accompagne la parole, le suspense se voit savamment ménagé, les effets de voix restent saisissants. Même Mark Twain, au départ sceptique et irrité de « l'emphase très anglaise du personnage », cède à ce qu'il appelle « la splendide mécanique. J'avais presque l'impression que je voyais les roues et les poulies à l'œuvre ». Birmingham, Sunderland, Édimbourg, ses élans de bonheur à tant de gloire se succèdent : « J'ai vraiment beaucoup de succès » ; « Je n'ai jamais contemplé d'auditoire sous un tel charme » ; « Le triomphe que j'y ai reçu dépasse tout ce que j'ai connu. La cité a été prise d'assaut et emportée », etc.. À Belfast, on l'arrête dans la rue, le couvre de fleurs, ramasse les pétales qu'il a touchés ; les hommes pleurent, autant et même plus que les femmes,.

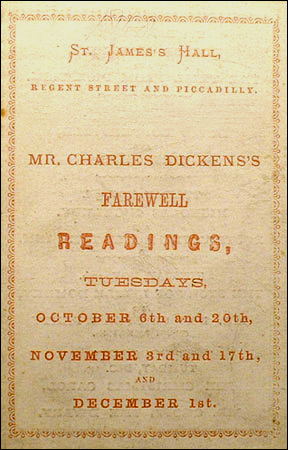
La tournée d'adieu (programme de 1869).

À la fin des années 1860, parents et amis s'inquiètent de la fatigue qui s'abat sur Dickens lors de ses tournées qui, comme tout ce qu'il entreprend, se passent dans un comble d'excitation. Son rendu du meurtre de Nancy par Sikes dans Oliver Twist, en particulier, qui mesmérise le public, le laisse pantelant d'épuisement, et son fils Charley le met en garde : « Je n'ai jamais rien entendu de plus beau, mais ne le faites plus. » À cela s'ajoute le traumatisme de devoir prendre le train, ce qui, depuis l'accident de Staplehurst, lui est de plus en plus pénible. Son médecin personnel, le docteur Francis Carr Beard, dont les notes signalent des emballements cardiaques alarmants, surtout pendant la scène d'Oliver Twist, finit par lui interdire ces récitals. Dickens passe outre, part pour une nouvelle tournée américaine en 1867, et une autre en octobre 1868 sur les routes anglaises. Il en revient à bout de forces après soixante-quatorze représentations sur les cent prévues. Désormais, dans la quiétude de Gad's Hill Place, souvent avec Ellen Ternan, il se consacre à son dernier roman et trouve quelque repos. En bonne vedette qu'il est, cependant, et contre l'avis de tous, il insère dans son emploi du temps douze récitals d'adieu à Londres fin 1869 et les derniers de janvier à mars 1870. Trois mois plus tard, le 9 juin 1870, il meurt et, étrange coïncidence, cinq ans jour pour jour, après la catastrophe ferroviaire de Staplehurst (en), qui l'a tant marqué,.

### L'ultime Dickens

#### Les deux derniers romans

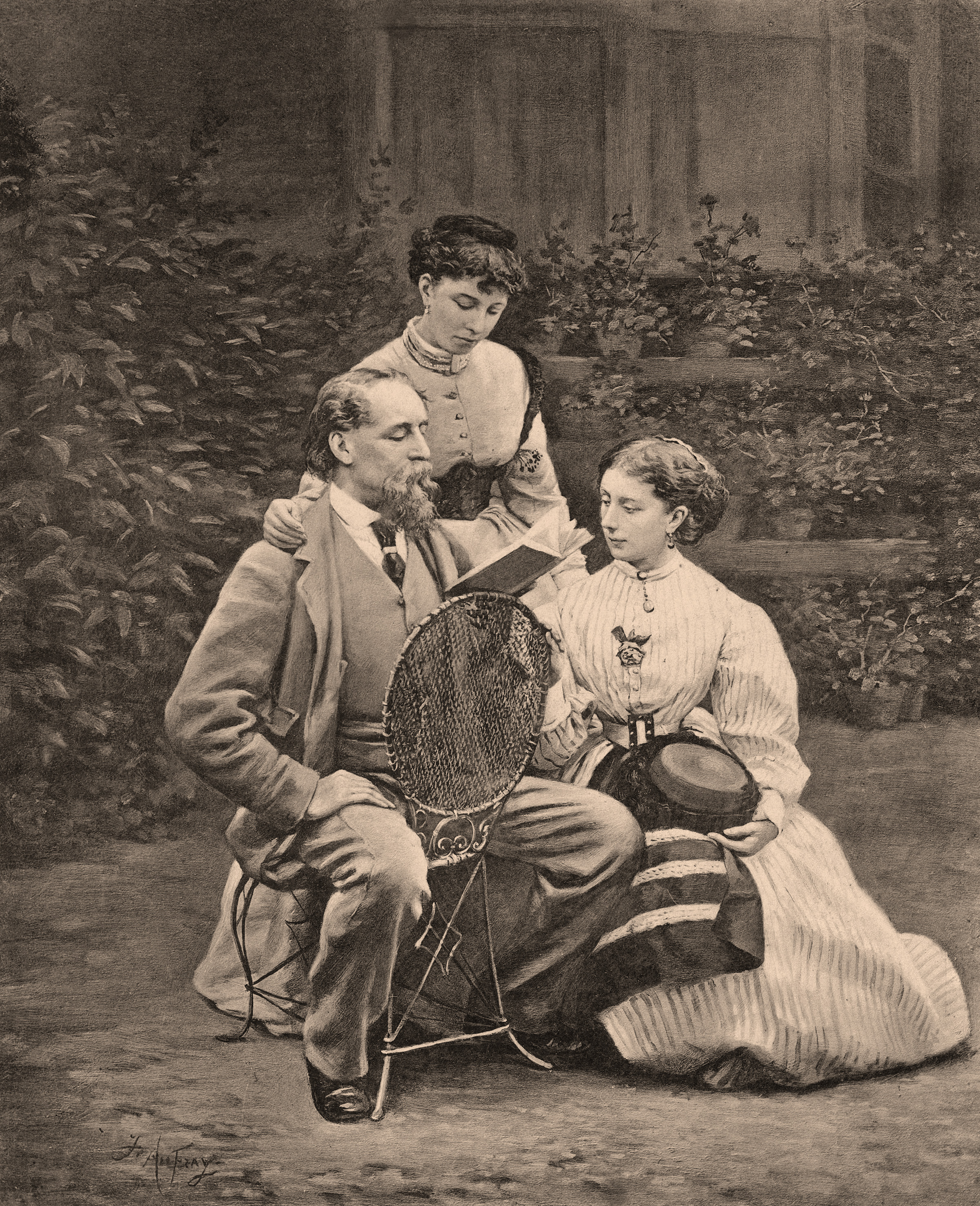
Dickens et ses deux filles.

Le quatorzième roman de Dickens, et le dernier à avoir été achevé, L'Ami commun, paraît de mai 1864 à novembre 1865. Il présente une vue panoramique de la société anglaise vouée à la superficialité urbaine et l'avidité destructrice, dont la Tamise, décor, actrice et surtout symbole, charrie les corps-rebuts que se disputent des vautours humains. Quant au Mystère d'Edwin Drood, resté incomplet, il serait la culmination des thèmes et motifs explorés tout au long de l'œuvre. Certains critiques, Edmund Wilson par exemple, voient dans son héros, Jasper, un autoportrait, homme divisé, à la fois du monde et de l'imaginaire, socialement familier mais étranger menaçant. Si tel est le cas, le personnage disparu, Edwin, serait vraisemblablement revenu, ce retour symbolisant « la résurrection et la vie », comme le sacrifice de Carton.

#### La mort de Dickens
Il existe un doute sur les circonstances exactes de la mort de Dickens. La critique n'a pas encore tranché, mais semble pencher vers la version de John Forster.

##### La version officielle
Georgina est à Gad's Hill Place le 8 juin 1870 lorsque, après avoir travaillé dans son chalet, Dickens la rejoint à 18 heures pour le dîner, les traits défaits. Elle lui demande s'il se sent mal : « Oui, répond-il, très mal depuis une heure. » Elle veut appeler un médecin, à quoi il répond No (non), et s'effondre. Georgina se précipite en disant : « Venez vous allonger » ; « Oui, sur le sol », murmure-t-il avant de perdre connaissance. Georgina appelle le médecin local, puis Mamie, Katey et Charley, qui la rejoignent. Elle envoie peut-être aussi chercher Ellen Ternan. Telle est la version racontée par John Forster, qui déclare la tenir de la bouche de Georgina.

##### La version officieuse
Il en existe une autre, qui lui donne un rôle tout différent : Dickens n'est pas pris de malaise chez lui, mais à Winsdor Lodge, Peckham, où réside Ellen Ternan. Ellen le transporte mourant, voire mort, en calèche jusqu'à Gad's Hill Place distant de 24 milles, où il est tiré près de la table afin que soit simulée la scène racontée par Forster.
Pour étayer cette version des faits, le témoignage le plus important, d'après David Parker, conservateur du musée Charles Dickens, est celui d'un certain Mr J. C. Leeson, dont le grand-père, le révérend J. Chetwode Postans, est nommé en 1872 pasteur de l'église Linden Grove Congregational Church située en face de Windsor Lodge. Le gardien de l'église, en poste avant lui, lui aurait mystérieusement confié que « Dickens n'est pas mort à Gad's Hill », dires dont la portée n'apparaît que lorsqu'est connue la véritable histoire de la liaison de Dickens et la raison de ses fréquentes visites à Peckham. L'acteur Felix Aylmer, alors en relation avec Mr Leeson, rassemble les données, puis publie peu après son Dickens Incognito, paru en 1959, mais sans s'y référer et en gardant la version de Forster. David Parker attribue cette attitude non pas au fait qu'Aylmer a pu avoir des doutes, mais parce qu'il ne veut pas prendre le risque de faire scandale : d'un côté, il ne s'y sent pas autorisé intellectuellement ; de l'autre, il a peur que cela nuise à sa carrière tant est « sacré » tout ce qui touche à Dickens. Quoi qu'il en soit, les documents en sa possession ayant été remis au musée Charles Dickens par sa sœur après sa mort en 1979, « le dossier relatif à Peckham peut, sur ma recommandation en tant que conservateur, précise David Parker, être analysé par les chercheurs ».

##### Conclusions en l'état

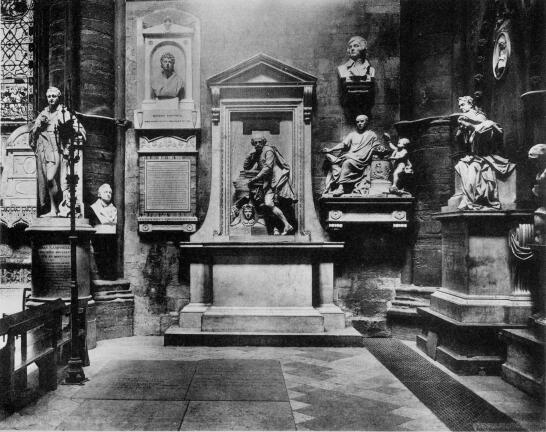
Le coin des poètes.

Si cette hypothèse se vérifiait, Georgina Hogarth serait complice d'une mystification : à la mort de Dickens, n'écoutant que sa loyauté, elle aurait participé au dernier acte d'un camouflage persistant depuis 1858, date de la rencontre avec la jeune actrice, soit une douzaine d'années. Pourtant, Claire Tomalin se garde de prendre parti, et David Parker, jugeant qu'elle n'a pas tort, trouve bien des raisons de discréditer l'hypothèse de Peckam : piètre fiabilité des témoins, impossibilités pratiques, rôle des domestiques, et surtout témoignage du médecin, le docteur Stephen Steele, impartial, assure-t-il, puisqu'il n'est pas le médecin personnel de Dickens, et qui confirme l'avoir trouvé inconscient sur le sol vers 18 h 30.
En définitive, l'état actuel des recherches rendrait à Georgina Hogarth la véracité de sa version des faits, telle qu'elle l'a livrée à John Forster.

#### Le Coin des poètes
En conclusion de son article sur la vie publique de Dickens, John Drew écrit que, par une ultime ironie, son dernier effort pour dominer le destin s'est trouvé contrarié. L'immense popularité qu'il a tant chérie n'a pas voulu que sa dépouille fût inhumée, comme il le souhaitait, « sans frais, sans ostentation et strictement en privé dans le petit cimetière jouxtant le mur du château de Rochester ». En grande pompe, la nation lui a offert une tombe dans le Coin des poètes de l'abbaye de Westminster, et tout entière a pris le deuil.

#### Vente de sa bibliothèque
En 1878, Henry Sotheran & Co achètent la bibliothèque de Charles Dickens de Gad's Hill Place (contenant 1 020 ouvrages) et la mettent en vente dans leur catalogue des 30 novembre et 31 décembre 1878,,,.

## Dickens, le réformateur?

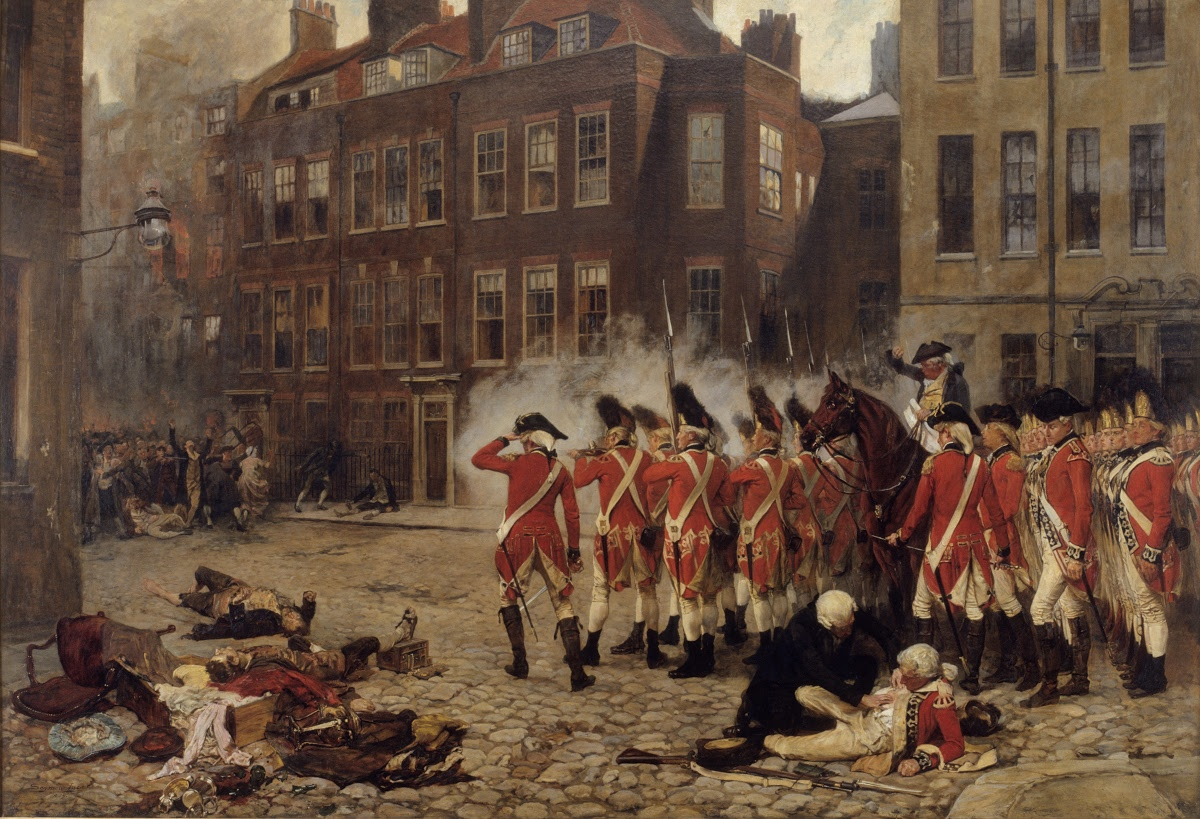
Les émeutes de Gordon.

Selon Hugh Cunningham, il devient difficile de considérer Dickens comme un réformateur, bien que telle a été sa réputation de son vivant et longtemps après sa mort. Non qu'il n'ait pourfendu les maux de la société, mais sans leur opposer de système cohérent, ses réponses aux problèmes soulevés restant marquées au coin par sa foi en la capacité de l'être humain à accéder à la bonté. À l'aune de son œuvre, la mutation qu'a connue la Grande-Bretagne au XIXe siècle se mesure par le passage de la diligence au chemin de fer, de la campagne à la ville, du monde rural à celui des usines. Trois hommes l'ayant influencé ont compris et analysé ce bouleversement : Adam Smith qui prône le laisser-faire, Thomas Malthus qui recommande le contrôle des naissances, et Jeremy Bentham, partisan du plus grand bonheur pour le plus grand nombre par l'intervention du pouvoir politique. Instinctivement, Dickens s'est retourné contre les deux premiers, en particulier dans Les Temps difficiles, où les cadets de Thomas Gradgrind portent dérisoirement leurs noms, et, dans le même roman, a activement stigmatisé les dérives engendrées par la stricte application des théories du troisième. Dans Barnaby Rudge, Dickens dénonce la férocité aveugle de la foule qu'il a prise en horreur depuis l'agitation chartiste du Pays de Galles en 1842. Pourtant, sa méfiance envers ce mouvement est d'origine théorique : alors que le chartisme présuppose la bonté naturelle de l'homme, lui est convaincu que, si bonté il y a, elle est le fruit d'un fragile processus de civilisation. Pour le préserver, il convient que les autorités ne cèdent à aucune clémence envers les fauteurs de trouble. D'où son admiration pour la police, les détectives privés, les organismes chargés du respect de la loi.

### Une mise en cause plus littéraire que politique

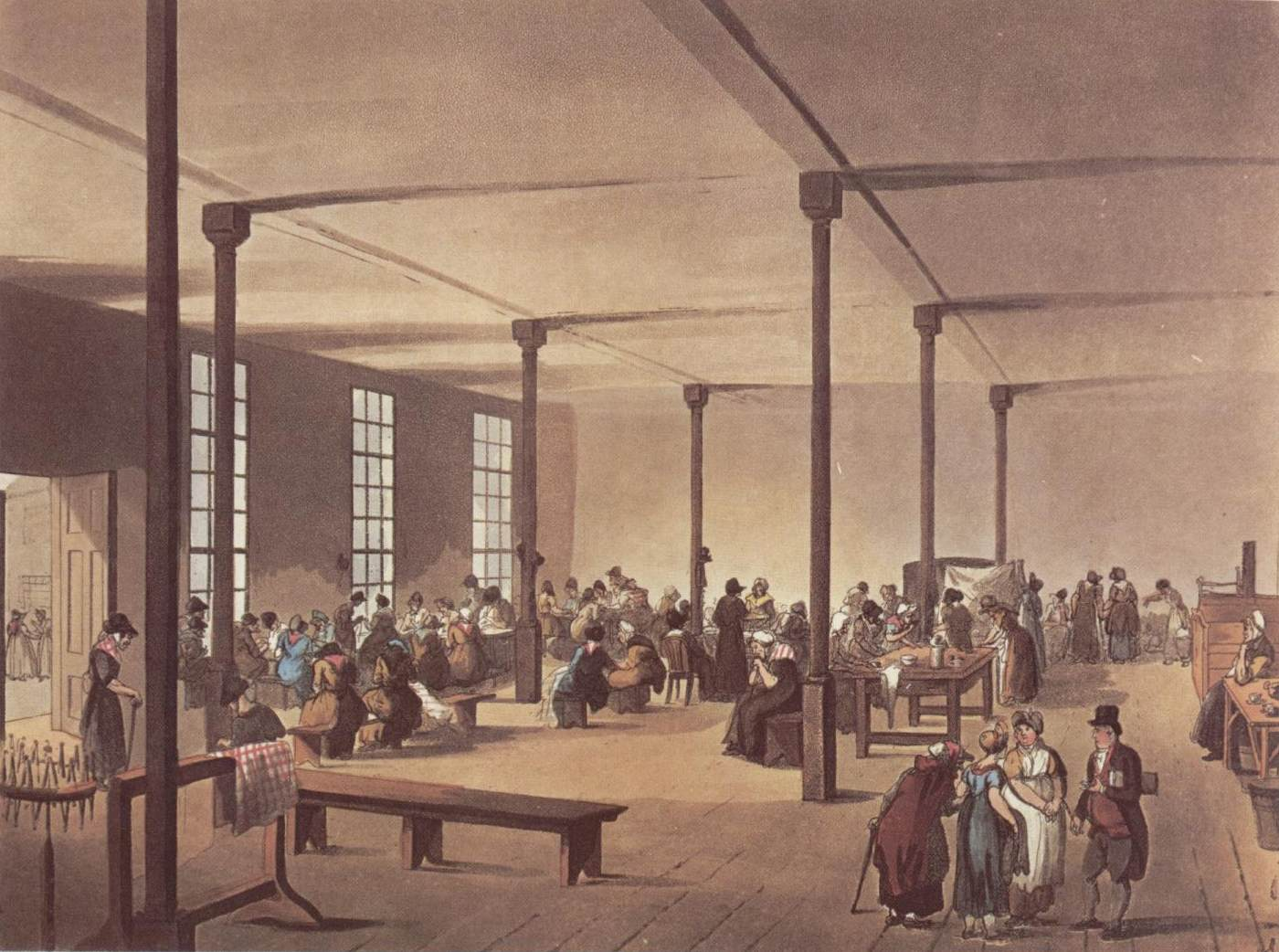
L'atelier de l'hospice St. James vers 1808.

Cela dit, il s'attaque à certaines institutions qu'il considère comme des fléaux sociaux, par exemple la loi sur les pauvres de 1834, modifiant l'ancienne loi d'assistance aux indigents datant de l'époque élisabéthaine. Cette nouvelle loi, faisant suite à celle de 1832, mettait fin à l'assistance à domicile aux indigents, considérée comme trop onéreuse, et instituait leur enfermement en hospices. Dans Oliver Twist, le petit Oliver est confié à l'une de ces institutions, et Dickens en dénonce la gouvernance, en particulier l'autorité dont s'investissent de petits clercs suffisants et ignorants, tel le bedeau Mr Bumble, responsable du malheur des résidents. Plus tard, dans La Petite Dorrit, il stigmatise l'institution pénitentiaire qui, entre autres, maltraite un vieillard malingre, Nandy, doux joueur de flûte parqué avec dix-neuf congénères de son âge dans la puanteur d'un trou. L'action de Dickens, écrit Hugh Cunningham, est restée littéraire ; il n'a pas activement milité pour changer les choses qui ont perduré longtemps après sa mort, jusqu'en 1894.
Sensible à la condition ouvrière, il visite des usines dans le Lancashire dès 1838, et ce qu'il y voit le remplit d'étonnement et de dégoût. Il entend, écrit-il alors, « frapper un grand coup », qui, commente Hugh Cunningham, « n'est jamais venu, même dans Les Temps difficiles ». L'Edinburgh Review lui demande un article qui reste dans les limbes ; il se contente, quatre ans plus tard, d'envoyer au Morning Chronicle une lettre passionnée contre la Chambre des lords à propos d'un amendement qu'il réprouve. Vers le milieu des années 1850, il publie de nombreux articles dans Household Words sur les accidents du travail, blâmant les patrons et les magistrats qui « se mettent en quatre pour les comprendre ». Pour autant, alors qu'il est très sensible au travail des enfants, aucun de ceux qu'il met en scène dans ses livres ne travaille en usine : seul David Copperfield est employé à coller des étiquettes, tâche sans commune mesure avec l'esclavage des mines ou des manufactures de textile et de métallurgie ; quant au petit Joe, à jamais balayant le même carrefour dans La Maison d'Âpre-Vent, il se meurt plus d'ennui et de faim que de la dureté du labeur.
Dickens s'est peu préoccupé de l'accès à l'éducation pour tous et du contenu des programmes, questions agitant la Grande-Bretagne au cours des décennies 1830 et 1840 et jamais vraiment résolues, le rôle dévolu à l'État l'intéressant moins que l'éthique et la pédagogie des établissements. Dans son œuvre, les mauvais maîtres sont légion, du brutal Wackford Squeers que rosse le jeune Nicholas Nickleby et Mr M'Choakumchild obnubilé par le « fait », jusqu'au plus titré et socialement respecté de tous, Bradley Headstone, qui ravage les jeunes esprits par les insuffisances de son caractère et en arrive au meurtre pour satisfaire son ego. Pourtant, il est convaincu que l'éducation est primordiale dans la lutte contre le crime. Plaçant beaucoup d'espoir dans les Ragged Schools, destinées depuis 1818, à l'initiative du cordonnier John Pounds de Portsmouth, à éduquer les enfants défavorisés, il en visite une en 1843, la Field Lane Ragged School, et est consterné par ce qu'il y voit. Il entreprend alors d'œuvrer pour une réforme de ces établissements, plaide en vain auprès du gouvernement pour une augmentation des crédits, donne lui-même des fonds et rédige Un chant de Noël, au départ pamphlet sur la condition des enfants pauvres, puis récit dramatique qu'il juge plus percutant. En effet, son but est d'inciter le gouvernement à changer la loi, faute de quoi, laisse-t-il entendre, l'ignorance et le besoin condamnent les nantis à devenir des « Scrooge » desséchés, s'autorisant de leur richesse et de leur rang pour mépriser les malheureux plutôt que de leur venir en aide.
Peu à peu, cependant, il en vient à penser que la source des maux sociaux est à trouver dans les conditions d'habitat et d'hygiène réservées aux familles pauvres. En 1851, il déclare à la Metropolitan Sanitary Association que la réforme de ce qu'on commence à appeler « la santé publique » doit précéder tous les autres remèdes sociaux, que même l'éducation et la religion ne peuvent rien tant que la propreté et l'hygiène ne sont pas assurées. Il s'intéresse d'autant plus au problème qu'un de ses beaux-frères a fondé l'« Association pour la santé des villes » et lui envoie des rapports circonstanciés, par exemple sur les dangers que représente le mode d'inhumation. Ses Esquisses de Boz et Oliver Twist (en particulier la description de Jacob's Island au chapitre 50) témoignent que son souci du problème est déjà ancien, et, dans la préface de Martin Chuzzlewit en 1849, il revient sur « l'absence de progrès en matière d'hygiène dans le logement des pauvres gens ». Cent quatre-vingts enfants meurent cette année-là du choléra dans l'institution Drouet de Tooting, dont Dickens dénonce aussitôt la négligence dans quatre articles pour l'Examiner ironiquement intitulés « Paradis à Tooting ». Il réclame une centralisation des efforts sanitaires, au grand dam des conservateurs qu'il raille en Mr Podsnap. Il reprend le sujet régulièrement dans Household Words en 1854, puis encore en 1869.

### Que proposer, puisque l'État fait défaut?

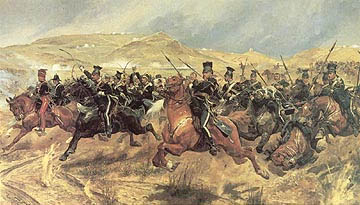
La Charge de la brigade légère (25 octobre 1854) (tableau de Richard Caton Woodville, 1894).

Le responsable ultime de tous ces maux, pense Dickens depuis longtemps, est le gouvernement, non pas tant les dirigeants qui vont et viennent, que l'administration pesante qui les accompagne. Chasse gardée de l'aristocratie, le recrutement devrait, selon le rapport Northcote et Trevelyan de 1853, se faire par concours, ce qu'approuve Dickens. Les lenteurs du changement, cependant, alimentent sa haine de la bureaucratie, que renforce l'ineptie déployée lors de la guerre de Crimée de 1854 : entre avril et août 1855, il attaque violemment dans sa revue l'incompétence du pouvoir et se déchaîne dans le chapitre « Où il est question de la science du gouvernement » de La Petite Dorrit où le « Ministère des circonlocutions » est décrit comme « se faisant un devoir de ne rien faire ». Dickens a cru en la philanthropie, s'est investi dans Urania Cottage (voir Urania Cottage pour les « femmes perdues »), l'hôpital des enfants malades de Great Ormond Street, des programmes de logements pour les ouvriers. Pour autant, il stigmatise les dérives philanthropiques en Mrs Pardiggle qui « enfile [aux nécessiteux] sa bienveillance comme une camisole de force » et, se consacrant corps et âme à ses causes africaines, néglige ses enfants, réduits à errer, affamés, morveux et sans soin, dans sa maison. Curieusement, malgré ses attaques contre les États-Unis, c'est à Boston qu'il trouve des institutions (publiques, à la différence de celles de son pays) qui lui paraissent secourir les plus pauvres de manière efficace et digne. Ne rien faire, pense-t-il, ou continuer en l'état, c'est préparer le lit d'une révolution à la française ; le capitalisme doit s'allier aux forces laborieuses, les écarts qu'il engendre pouvant être atténués par la bonne volonté de tous. En définitive, plutôt que d'économie politique, c'est d'humanité, de décence, des valeurs du Nouveau Testament qu'il parle.

### Dickens et la Révolution française
Que Charles Dickens soit plus réformateur que révolutionnaire apparaît clairement dans sa perception de la Révolution française : dans Le Conte de deux cités (1859), œuvre romanesque ayant pour théâtre autant l'Angleterre que la France de l'Ancien Régime et de la Révolution, il contribue à la fondation de l'opinion anglaise à l'égard des événements français de 1789 à 1793. Dickens réalise une synthèse entre la pensée d'Edmund Burke et celle de Thomas Carlyle : du premier, il ne conserve que l'éloge de la constitution anglaise en opposant la violence et la misère de Paris au calme et à la prospérité de Londres ; au second, principale source d'inspiration, il emprunte l'idée de l'inexorabilité d'une révolution considérée comme l'action vengeresse d'un peuple contre la corruption de la société de l'Ancien Régime ; dans Le Conte de deux cités, Dickens envisage, avec le sacrifice ultime de Sydney Carton à la place de Charles Darnay, héritier de la famille qui était à l'origine des malheurs des Manette, la possibilité d'échapper au cycle de la violence et du châtiment.

## Les grands axes de la création dickensienne
Au regard de la puissance créatrice de Dickens, les contraintes auxquelles il a dû se plier, les influences qu'il a reçues et les moules dans lesquels il s'est glissé restent peu de choses. « Son génie les a acceptés, assimilés, et, sans rien copier, il a bâti un univers original, à la fois fidèle au monde qu'il a connu et totalement différent, un univers en soi d'essence poétique, unique dans la création littéraire. »

### La publication en feuilleton

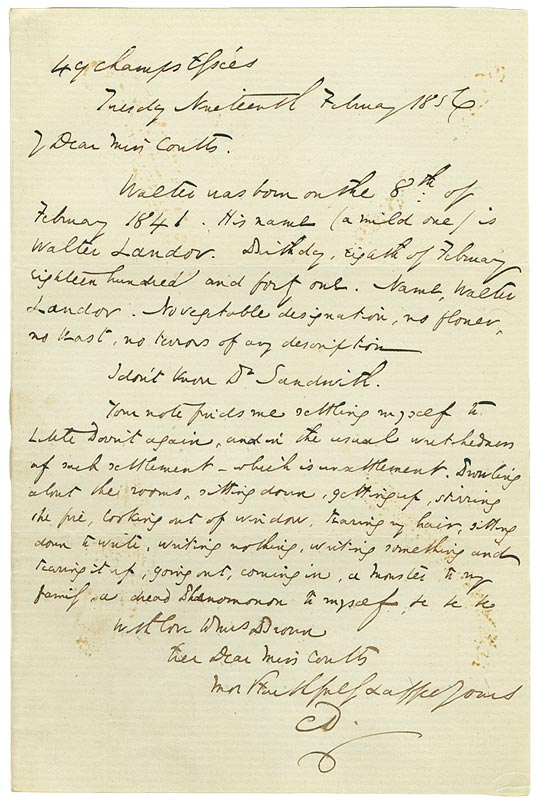
Charles Dickens à Angela Burdett-Coutts (19/2/1856).

Presque toutes ses œuvres ont été publiées au rythme de parutions hebdomadaires ou mensuelles, contrainte dont il a su tirer profit, tant il l'a maîtrisée et s'en est servi pour tenir son public en haleine et parfois moduler le fil de l'action, voire les personnages, selon ses réactions. C'est grâce à ses feuilletons réguliers, relayés au-delà des abonnements par les bibliothèques ambulantes sillonnant le pays, qu'ont prospéré les revues recevant ses feuillets, d'abord celles d'éditeurs indépendants, puis les siennes, dont Household Words et All the Year Round. Chaque numéro comporte un cahier des charges tacite : respect du nombre de pages, autonomie de chaque numéro, avec son commencement, son apogée et sa fin, sa dépendance envers les chapitres précédents, l'annonce implicite du prochain, le ménagement d'un suspense, l'instauration d'une incertitude, l'avancée de l'intrigue sans en dévoiler la suite tout en lançant de discrètes pistes. Paradoxalement, cette publication étalée exige une structuration rigoureuse de l'ensemble, pour informer à l'avance les illustrateurs dont les planches sont longues à graver et tirer et qui doivent fournir une illustration de couverture qui, comme l'emballage, propose dès le départ une vision globale ; il convient aussi d'éviter les redites et de relancer l'intérêt à intervalles réguliers, d'où cette récurrence de rebondissements programmés, de façon dramatique au milieu et secondaire aux numéros 5 et 15. Ainsi, dans Dombey et Fils, la mort du petit Paul, d'abord prévue pour le quatrième numéro, s'est trouvée repoussée au cinquième. Ce mode de publication a été apprécié du public, pour la modicité de son prix (permise grâce à des publicités ciblées), la convivialité d'une lecture familiale ou de quartier, les supputations sur les événements à venir, la nostalgie des actions situées dans le passé. Selon Robert Patten, « elle collait au rythme de la vie, s'insérait dans l'ordonnance des semaines ou des mois, apportait ordre et régularité dans un monde soumis à de rapides mutations ». Par ce médium, ajoute-t-il, Dickens a démocratisé la littérature.

### LeBildungsromanet autres influences littéraires
Les romans de Dickens ressortissent presque tous à la version victorienne du Bildungsroman, roman d'apprentissage, appelé aussi « roman de formation » ou « roman d'éducation »,. Un protagoniste est en effet considéré de l'enfance à la maturité, avec une frustration initiale qui l'écarte de son environnement familial, engagé dans une longue et difficile maturation ponctuée de conflits répétés entre son désir et l'ordre établi, enfin réalisant l'adéquation entre l'un et l'autre qui lui permet de réintégrer la société sur de nouvelles bases. Ce passage de l'innocence à l'expérience a des variantes, par exemple, et c'est peut-être la plus caractéristique, celle des Papiers posthumes du Pickwick Club où le héros, homme d'expérience au regard de la société, adulé par son groupe d'amis, considéré comme un sage, un philosophe, un prophète, se lance sur les routes et, au bout du chemin, s'aperçoit, surtout grâce à son passage en prison à la suite d'un quiproquo, qu'il ne sait rien, qu'il a tout à apprendre, et qui gagne, par son sacrifice, son abnégation, l'expérience du cœur, une saine connaissance des hommes et cette sagesse dont il se croyait naguère nanti.
Ce genre est issu du modèle picaresque, dont le prototype est Don Quichotte, héros pseudo-héroïque assorti d'un valet pétri de bon sens, que Cervantes a le premier confié au voyage. Dickens l'a admiré, de même que Lesage et son Gil Blas de Santillane ou son Diable boiteux, dans lequel Asmodée soulève le toit des maisons pour observer ce qui s'y passe, métaphore de la démarche du narrateur à la troisième personne.

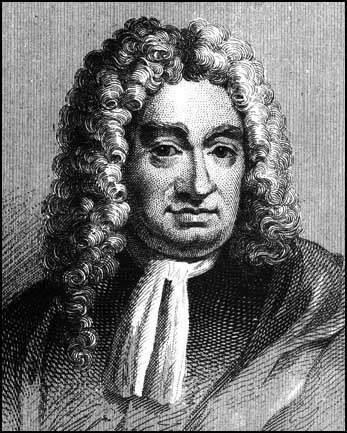
Daniel Defoe.
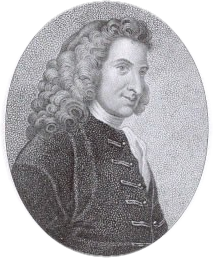
Henry Fielding.
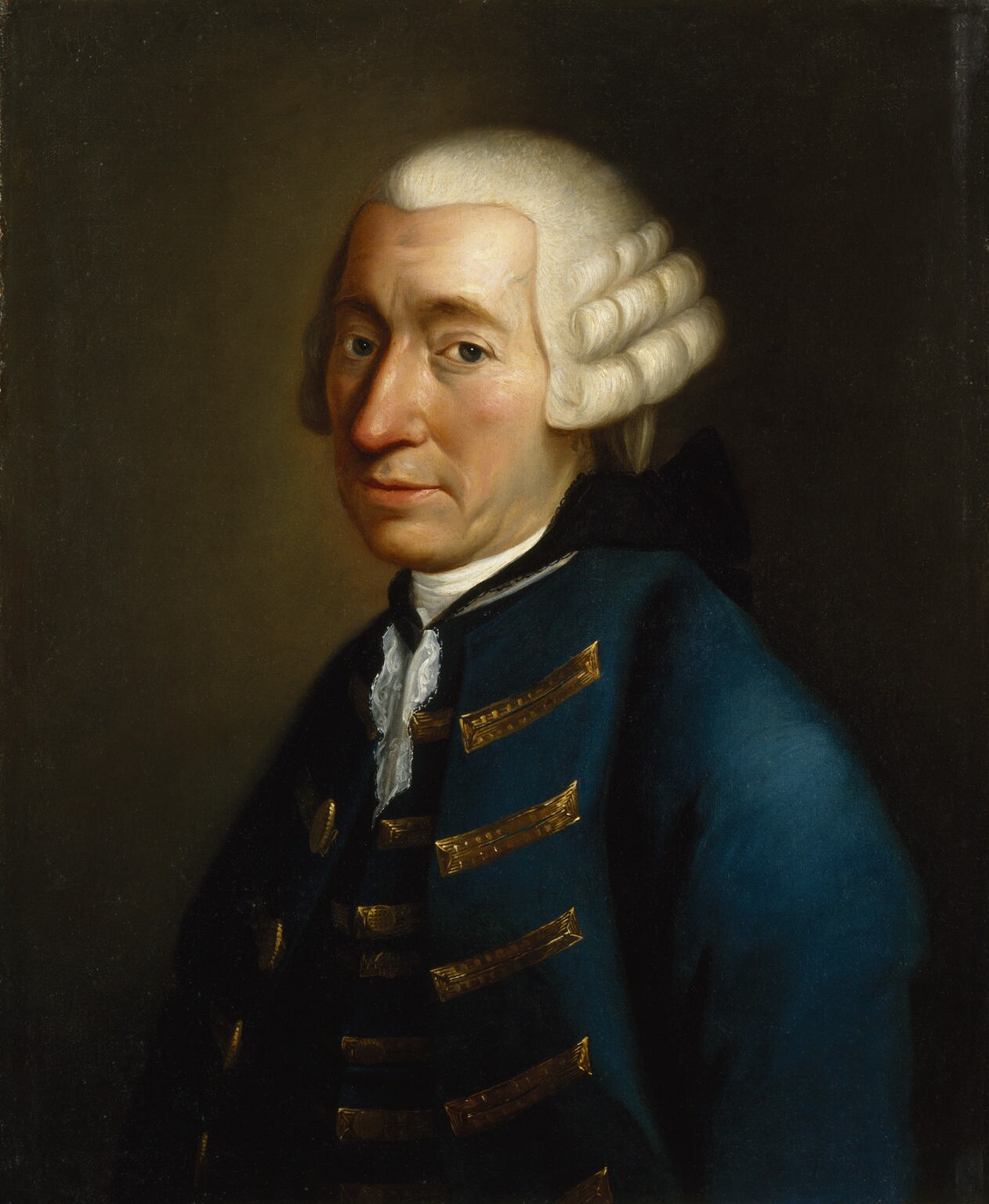
Tobias Smollett, vers 1770.
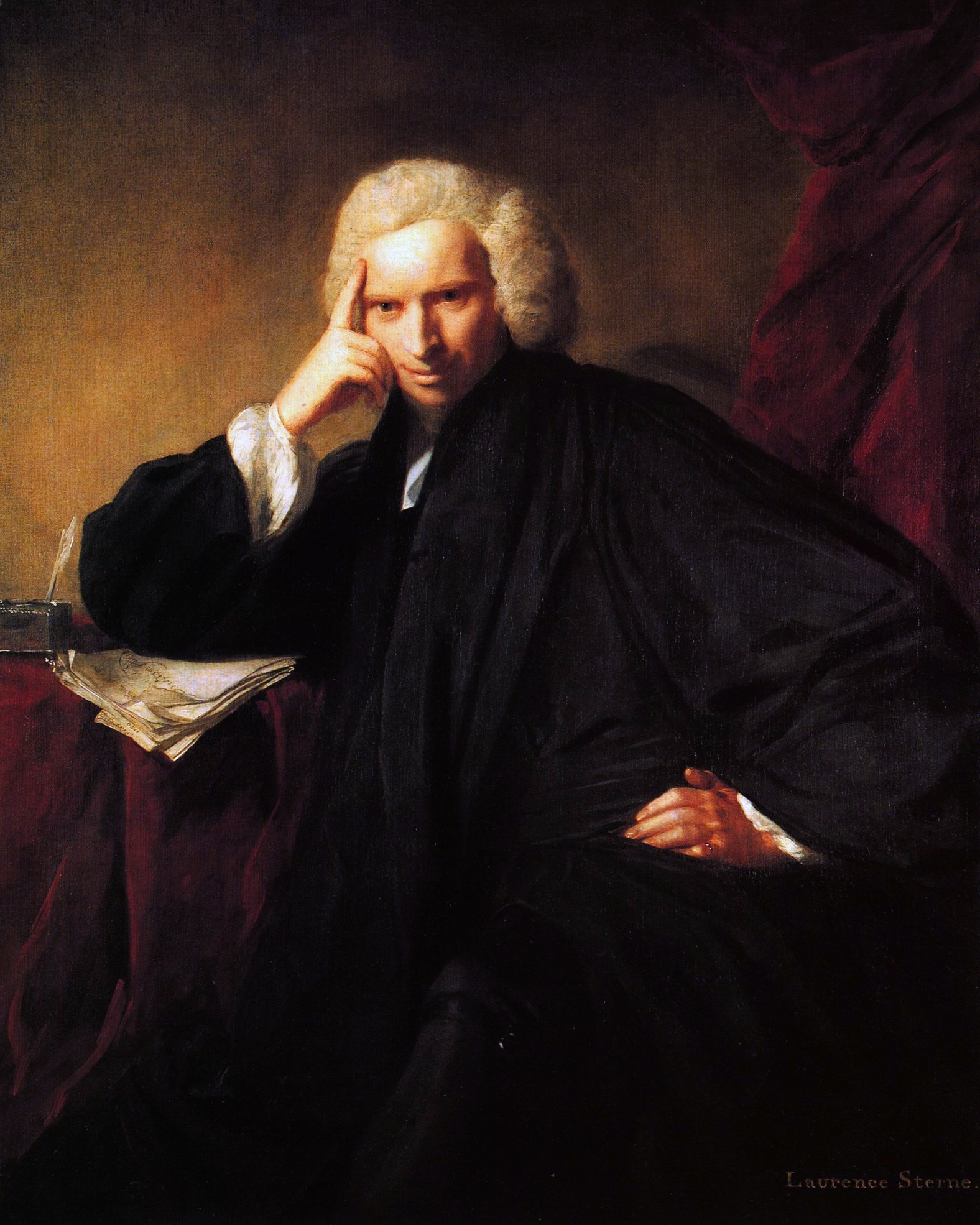
Laurence Sterne par Joshua Reynolds, 1760.
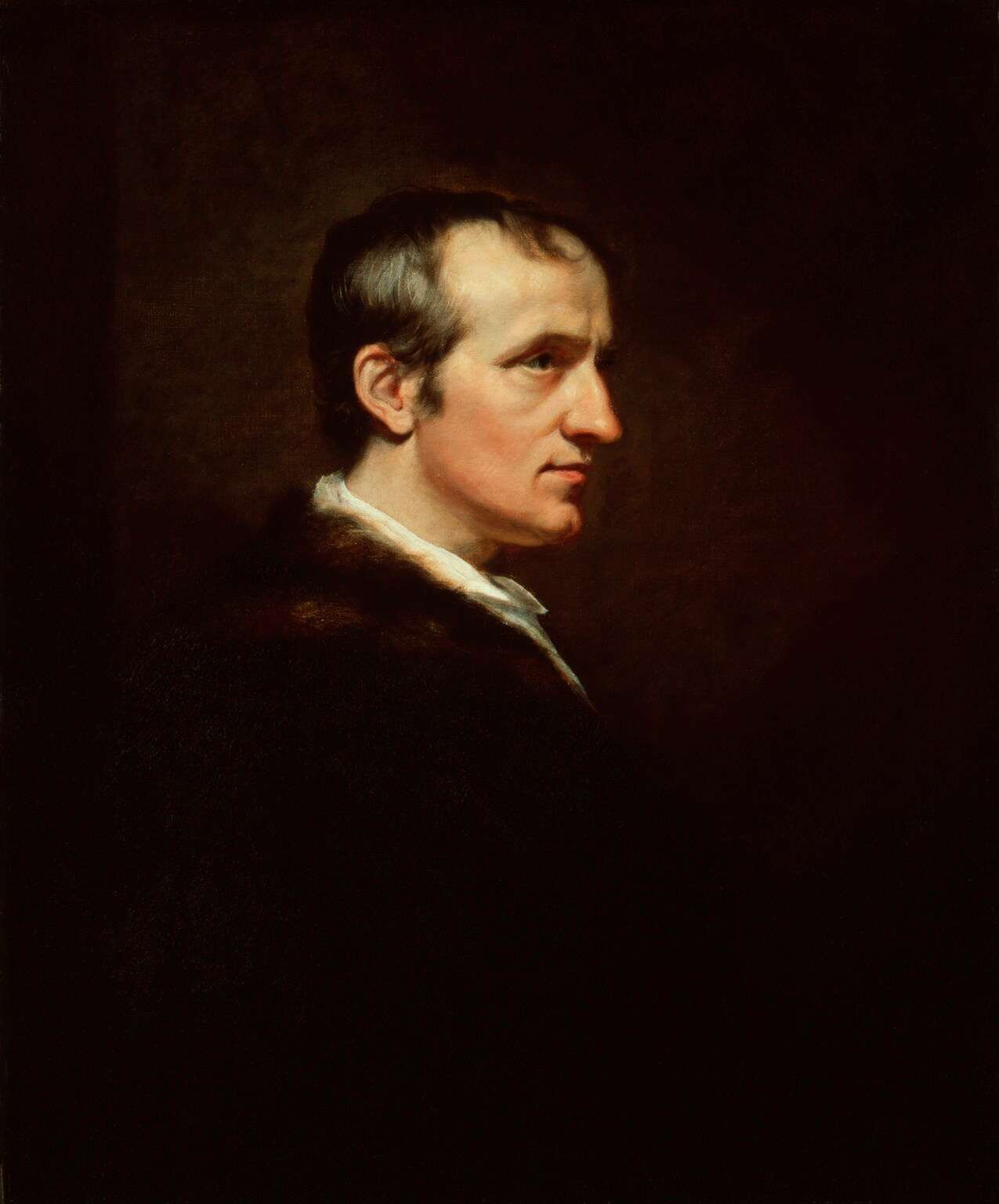
William Godwin par James Northcote, 1802.

Au-delà de Cervantes et de Lesage, Dickens s'est laissé guider par les modèles anglais du XVIIIe siècle, découverts dans sa prime jeunesse et objets permanents de sa vénération. Parmi eux ont surtout compté Defoe, Sterne, Smollett, Fielding, enfin Goldsmilth dont la veine sentimentale l'a inspiré pour prôner l'idéal de l'homme bon (Oliver Twist, Nicholas Nickleby, etc.), et aussi l'excentricité naïve de personnages comme Mr Pickwick et Mr Micawber, Mr Jarndyce ou Mr Meagles. Dès le début de David Copperfield, le narrateur en dresse la liste et ajoute : « Ils ont nourri mon imagination et mon espoir de quelque chose au-delà de ce lieu et de ce temps […] j'ai été l'enfant Tom Jones une semaine durant, j'ai enduré la vie de Roderick Random pendant un mois de suite […] Tel fut mon seul et mon constant réconfort. » Autre influence, note Monika Fludernik, celle, souvent négligée, de William Godwin, dont le Caleb Williams a certainement servi de modèle pour la critique sociale et de source, parmi d'autres, pour ses métaphores carcérales, encore que ce soit surtout la prison pour dettes, connue par procuration, qu'il ait décrite.

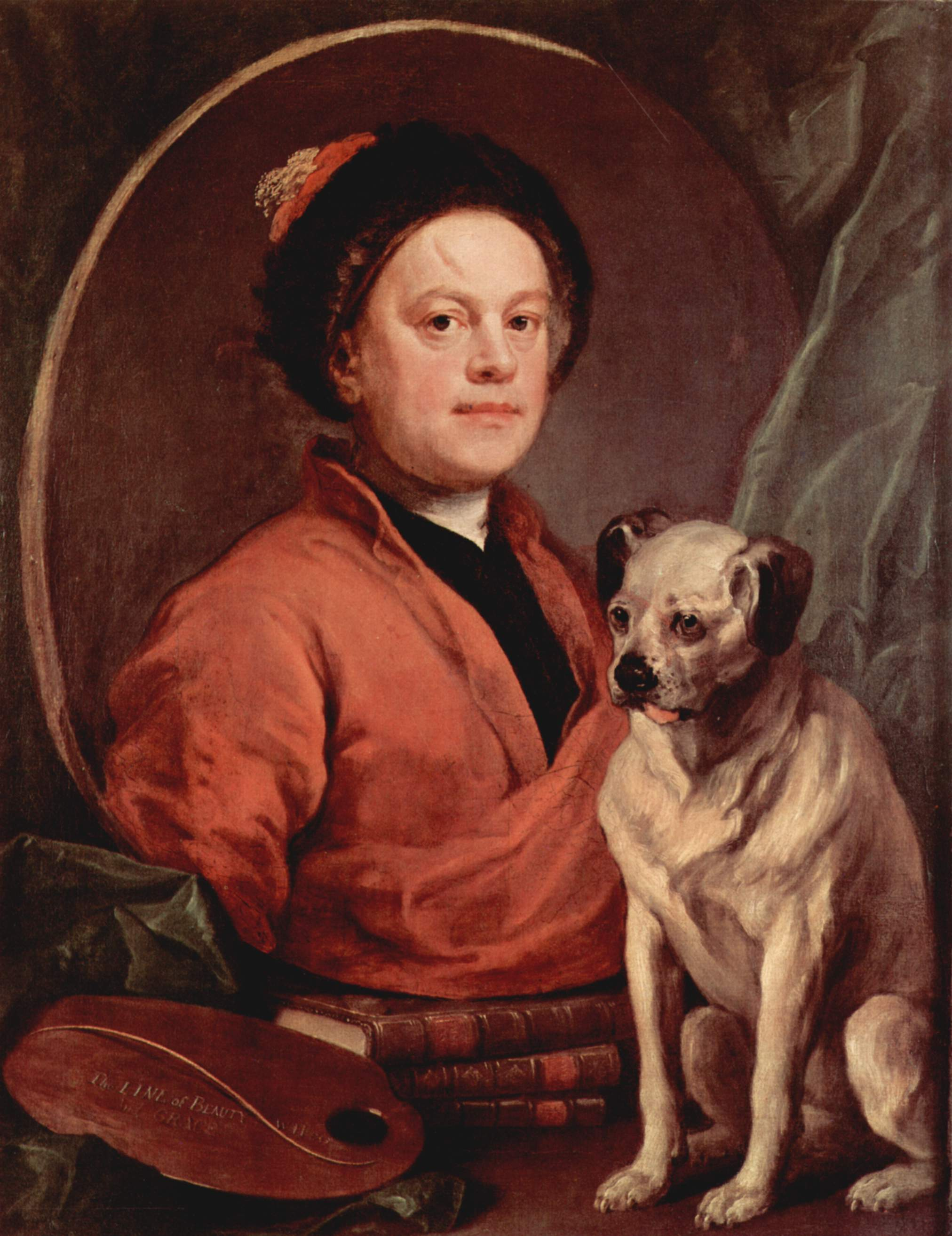
William Hogarth, autoportrait, 1745.

Le mode satirique adopté par Dickens est lui aussi issu du siècle précédent. Comme ses modèles, Dickens sait repérer les travers, les faiblesses et les vanités humaines ; cependant, note Monika Fludernik, son approche est moins « au vitriol » que celle de ses prédécesseurs : ainsi Casby, escroc puni en fin de parcours, reste un homme dont le texte mentionne les souffrances, alors que le vicaire de Peregrine Pickle, qui lui ressemble beaucoup, reçoit un châtiment sans pitié relevant de la pure farce. Il en est de même avec la critique des inepties bureaucratiques : alors que Fielding et Godwin s'acharnent sur les juges et les jurés, Dickens s'en prend à l'institution, le tribunal de la chancellerie, le ministère des circonlocutions. Sont également partagés avec le XVIIIe siècle ses portraits de femmes qui, selon Monika Fludenik, doivent quelques traits, en deçà des rencontres personnelles, à la Sophia et l'Amelia de Fielding, de même qu'à l'Emilia de Smollett (Peregrine Pickle), quoique l'idéalisation victorienne à la Coventry Patmore, l'influence des contes de fée et du mélodrame de scène aient contribué à en modeler les contours.
L'œuvre du peintre William Hogarth a aussi, dès ses débuts, beaucoup inspiré Dickens, en premier lieu, note Malcolm Andrews, d'un point de vue formel. En effet, ses séries de gravures, comme A Harlot's Progress (La carrière d'une prostituée), Marriage à-la-mode, relevant d'un ensemble cohérent et structuré, lui ont servi de modèle pour le récit séquentiel, par exemple dans Meditations on Monmouth Street, où différentes vignettes très visuelles défilent devant le narrateur Boz, technique également employée dans Oliver Twist, avec sa pléthore de pièces exiguës, basses de plafond et en clair-obscur. Au-delà de cet aspect structurel, les scènes de la vie quotidienne, telles que les a caricaturées Hogarth, se retrouvent, souvent sans grande modification, en mots simplement transportés au siècle suivant.

### Sous-genres

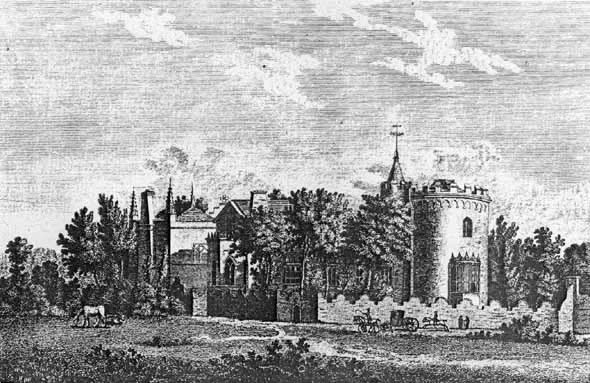
Strawberry Hill, de style « renaissance gothique », par Horace Walpole.

Même dans les trois romans d'initiation où intervient le « je » (David Copperfield, partiellement La Maison d'Âpre-Vent et Les Grandes Espérances), les œuvres de Dickens relèvent aussi, comme le notent Paul Davis et Philip V. Allingham, de plusieurs sous-genres pratiqués à son époque.
Si Dickens a voulu prendre ses distances avec ce que Thackeray a appelé « l'École du roman de Newgate », il s'y est néanmoins essayé dans l'épisode central d'Oliver Twist et dans certains autres de ses romans qui présentent la composante criminelle et policière retrouvée chez plusieurs de ses amis, Wilkie Collins et Ainsworth en particulier. Les Grandes Espérances, par exemple, regorge de pontons-prisons, de forçats, d'escrocs, de meurtriers, de caïds gérant les affaires du crime, et s'y déroulent des épisodes d'une violence sanglante. Tout au long du roman, demeurent aussi l'énigme de l'excentrique Miss Havisham, que seule la conclusion dénoue, et le suspense entourant le forçat Magwitch, dont le retour de la déportation australienne appelle la potence, réconciliant de ce fait le héros avec lui-même et scellant la fin de ses grandes espérances, puisque, les biens incriminés étant confisqués par la Couronne, « d'espérances il n'y a plus ».
Cet aspect de l'œuvre de Dickens est indissociable des relents, auxquels, écrit Robert Mighall, il sacrifie dès ses débuts, de la tradition gothique née au XVIIIe siècle avec Walpole et son Château d'Otrante (1754), poursuivie, entre autres, par Mrs Radcliffe dans Les Mystères d'Udolphe (1794), et que Walter Scott exploite avec La Fiancée de Lammermoor en 1819. Ainsi, dans Les Papiers posthumes du Pickwick Club, la récurrence des fantômes, des incidents terrifiants ou simplement grotesques, surtout dans les récits intercalés, témoigne du désir de l'auteur « d'envoyer des frissons dans le dos à ses lecteurs et de les faire en même temps se tordre de rire ». Nombre d'autres romans présentent les mêmes caractéristiques, par exemple Le Magasin d'antiquités, « paradigme du roman d'horreur » selon Victor Sage, où sévit le nain Quilp, gargouille malfaisante et « méchant gothique par excellence », et au cours duquel la petite Nell est lancée avec un grand-père malade sur des routes inhospitalières « hantées de persécution et menant droit au trépas ».
Encore faut-il remarquer que Dickens se départ du modèle udolphien en lui faisant abandonner sa maison-forteresse pour gagner la campagne. De même, avec Barnaby Rudge, même si le gothique entoure Barnaby, le « fantôme », le « spectre », le « vagabond de la terre », il s'en démarque quelque peu puisque ce personnage, censé être central, occupe rarement le devant de la scène. De plus, dans ce roman, Dickens réprouve la bigoterie anti-catholique, ici poussée aux extrêmes du crime, alors qu'elle va de soi dans le monde gothique : sa sympathie va délibérément aux victimes de la furie protestante. En réalité, explique Michael Hollington, Dickens a tenté une nouvelle approche du genre dans ses premiers écrits : en utiliser les conventions pour dénoncer les abus trouvés à sa porte. Esquissée par Boz, poursuivie dans Oliver Twist, cette tendance culmine dans La Maison d'Âpre-Vent où les lenteurs de la loi sont rendues, plus que décrites, par la métaphore labyrinthique des ténèbres et du brouillard, où erre une société de fantômes et de vampires, qui s'effondre lors d'une Walpurgis Nacht dégoulinant de combustion spontanée. En 1860, avec la Miss Havisham des Grandes Espérances, vieille-femme-jeune mariée figée dans le temps en son manoir délabré ironiquement nommé « Satis House », Dickens explore le thème de l'auto-incarcération, trait gothique lui aussi dévié, puisque l'enfermement n'est imposé par personne d'autre que la victime. Comme l'écrit Robert Mighall, Miss Havisham « se gothicise avec application, déployant un art consommé de la mise en scène et de l'effet », et, « posture frankensteinienne », elle façonne sa fille adoptive Estella en un monstre d'ingratitude. Comble de l'ironie, c'est de cette poupée glacée que le héros, Pip, s'éprend à jamais, amour si constant, malgré le mépris témoigné, qu'il relève aussi de la veine sentimentale du siècle précédent.
Tous les romans de Dickens, même les plus sombres tels Le Conte de deux cités et Les Temps difficiles, comportent des aspects comiques, de situation comme de caractère. Le lecteur est appelé à rire sans méchanceté de la grandiloquence souveraine de Mr Micawber, avec mépris de l'auto-étouffement du langage officiel du ministère des circoncolutions, non sans commisération de la prestation théâtrale de Mr Wopsle ou du mariage de Wemmick, toutes scènes organiquement essentielles à l'intrigue et au thème central. La palme comique revient sans doute à la création de deux personnages extraordinaires dans Les Papiers posthumes du Pickwick Club, Mr Jingle et Sam Weller. Jingle est le champion du degré zéro de l'éloquence, sa syntaxe réduite à un empilement spartiate de mots cocasses mais redoutablement dramatiques, « langage télégraphique tintinnabulant comme son nom » : « éprouvé, à bout, petite boîte, bientôt, tas d'os, rapport police, fausses conclusions, tirer le rideau ». Quant à Sam Weller, outre son sens comique de la repartie, il pratique l'art du proverbe détourné, perverti ou forgé, d'où cet intarissable florilège d'aphorismes commentant chaque événement de façon incongrue mais essentielle. Ainsi, lors du décès de la seconde épouse de son père, une acariâtre évangéliste morte d'avoir trop bu, il trouve le mot de la fin en toute simplicité : « C'est fini et on y peut rien, et c'est une consolation, comme ils disent toujours en Turquie quand ils s'sont trompés de tête à couper ».
En gardant Les Grandes Espérances comme exemple, on trouve aussi le genre « roman à la cuillère d'argent » (Silver Fork Novel), florissant dans les années 1820 et 1830, descriptif d'une élégance clinquante et critique des frivolités de la haute société, classe pour laquelle Dickens n'a que mépris, mais qui fascine beaucoup de ses lecteurs. Ses romans peuvent se concevoir comme des « antiromans à la cuillère d'argent » tant y est féroce la satire des prétentions et de la morale des riches et de leurs flagorneurs. Le titre même, Les Grandes Espérances, s'avère de ce fait ironique, puisque d'« espérances » en réalité, il n'y en a pas, les biens du forçat restant impurs et, de toute façon, confisqués à son retour par la Couronne.
À tous ces genres subalternes, Philip V. Allingham ajoute la catégorie du roman historique, Dickens ancrant ses récits avec un luxe de détails qui finissent par donner une idée des événements, des personnalités et de la manière de vivre de l'époque choisie. Ainsi, Les Grandes Espérances commence juste après les guerres napoléoniennes, se poursuit jusqu'aux années 1830-1835, puis saute à la décennie suivante de 1840 à 1845, et au fil de ces passages temporels, certaines indications topiques servent de points de repère : billets de banque, mode de locomotion, emplacement des potences, souverains mentionnés, etc..

### Thématique
Tous les thèmes abordés par Dickens ont un rapport avec sa propre expérience, même dans les romans qui, a priori, en semblent éloignés, Le Conte de deux cités et Les Temps difficiles par exemple. Sa thématique peut se décliner autour de trois axes principaux que John O. Jordan appelle les « fictions de l'enfance », les « fictions de la cité » et les « fictions du genre, de la famille et de l'idéologie domestique ». S'y ajoute un thème récurrent, particulièrement développé dans Les Grandes Espérances, celui que Thackeray a appelé dans son Livre des snobs, « donner de l'importance à des choses sans importance », ou encore « admirer petitement de petites choses ».

#### L'enfance

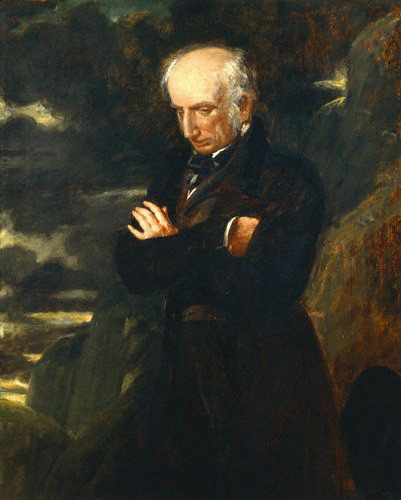
William Wordsworth.

Il est de tradition que Dickens a importé depuis la poésie romantique, surtout celle de Wordsworth, le rôle de l'enfant innocent comme figure centrale du roman. Autrefois considéré comme un adulte incomplet et peu intéressant, l'enfant est devenu vers la fin du XVIIIe siècle un être humain qualitativement différent et exigeant un soin approprié à son bien-être et à la préservation de son innocence. La « dure expérience de l'enfance » qu'a connue Dickens, selon l'expression de John Forster, ressentie comme la fin de son innocence et le facteur déterminant de sa maturité, l'a rendu très réceptif à la conception wordsworthienne de l'enfant proche du divin et prédéterminant l'adulte, sentiment encore exacerbé par la mort prématurée de Mary Scott Hogarth, sa belle-sœur.
Plusieurs facteurs, écrit Robert Newsom, « obligent cependant à complexifier cette histoire ». Les Victoriens, surtout les adeptes de la Basse Église, considéraient aussi l'enfant comme particulièrement vulnérable aux mauvaises tentations, en premier la désobéissance qui conduit à tous les péchés. Si Dickens s'est toujours opposé à la sévérité de la religion, qu'il associe à l'Ancien Testament, il n'en imagine pas moins certains petits monstres de malhonnêteté ou de méchanceté, The Artful Dodger, du gang de Fagin, Tom Scott, attaché au nain Quilp ou encore Tom Gradgrind, à l'égoïsme vertigineux. D'autre part, ajoute Robert Newsom, « les adorateurs d'enfants à la Wordsworth sont rares dans son œuvre, et ceux qui le sont s'avèrent bien peu efficaces », tel le grand-père de Nelly. Quant aux mères affectueuses, elles meurent jeunes, comme celle de David Copperfield, ou elles ont disparu : ainsi, Oliver Twist se retrouve à l'hospice, tandis que le narrateur spécule ironiquement sur les douces femmes qui l'ont peut-être entouré à sa naissance.
En fait, les enfants des premiers romans sont victimes non seulement de négligence, mais aussi d'un sadisme parfois fort audacieux pour l'époque : Quilp propose à la petite Nell d'être sa « numéro 2 », c'est-à-dire sa femme quand sa « numéro 1 » sera morte, et il accompagne sa déclaration de force baisers sonores sur ses « parties roses », comme il les appelle, si bien que le lecteur se demande « s'il a envie de la manger ou de la violer », « ou peut-être les deux » ; et Wackford Squeers, tout comme Mr Creakle fouettent les petits garçons avec un appétit jubilatoire. Autre variante d'enfant maltraité, celle du puer senex : Nell est adulte avant l'heure mais par nécessité, tandis que Paul Dombey, « le petit Paul », s'entend dès le berceau décrit par tous comme « vieux jeu », ce qui l'inquiète, croyant que cela signifie « maigre », « facilement fatigué ». Jeté dans un moule de conformisme, poussé comme une graine en serre, il se meurt sans comprendre d'être vieux à neuf ans : il y a là l'esquisse d'une conscience limitée, écrit Robert Newsom, technique que déploie Dickens assez souvent, comme avec Joe le Balayeur, pour intensifier le pathos de la situation.
Vers le milieu de sa carrière, Dickens présente des récits à la première personne en prise directe avec son enfance. 1848 est une période de deuil pour lui et la veine personnelle l'a saisi, ses Fragments autobiographiques voisinant avec David Copperfield. De plus, ce genre est à la mode depuis la publication de Jane Eyre en 1847 et l'immense notoriété qu'il confère bientôt à son auteur. Sans doute Dickens n'entend-il pas se laisser supplanter dans la faveur publique, d'autant qu'avec La Foire aux vanités, Thackeray occupe lui aussi la une des journaux littéraires. Robert Newsom résume ainsi la situation : « Si Jane Eyre doit beaucoup à Oliver Twist, David Copperfield, Esther Summerson et Pip lui doivent tout autant ». La conscience de l'enfant se donne alors à lire directement, encore que, problème inhérent à toute écriture autobiographique, sa reconstitution a posteriori par une mémoire adulte accentue, par effet de loupe et aussi de style, les réactions affectives, la colère, l'angoisse, la désespérance. Il y a là une subtile mystification narrative : les bouffées de reviviscence, dont le flux reste maîtrisé avec art, sont transcrites comme renaissant au présent, mais sans que l'adulte s'efface tout à fait. Au début des Grandes Espérances s'enroulent ainsi la perspective enfantine et la rétrospection adulte, lorsque Pip raconte comment il en est venu à se nommer et quelle idée il s'est faite de ses parents d'après les lettres gravées sur leur tombe. Robert Newsom écrit qu'ici, Dickens présente une enfance « désormais éloignée des glorieuses nuées divines de Wordsworth, éclose dans un monde déchu », marqué, comme le dit le héros au chapitre 32, de la « souillure de la prison et du crime », enfance privée d'enfance, l'innocence lui ayant été refusée.
Dernier avatar, les adultes-enfants, hommes ou femmes refusant de grandir, par exemple Harold Skimpole, inspiré par l'écrivain Leigh Hunt, Flora Finching, Dora, cette fleur que David Copperfield a prise comme première épouse. Dickens ne les ménage pas s'ils allient l'irresponsabilité à la méchanceté, mais sait être indulgent envers ceux qui témoignent d'une bienveillance à tout crin : Mr Pickwick, les frères Cheeryble, Mr Micawber, tous irrésistiblement comiques et dont « la fraîcheur, la gentillesse, l'aptitude à être satisfaits », comme il est dit au chapitre 2 de David Copperfield, s'avèrent en définitive utiles, voire indispensables à la communauté.

#### La cité
Avant que Dickens n'écrive sur Londres, d'abord dans les Esquisses de Boz et Les Papiers posthumes du Pickwick Club, la cité n'avait figuré dans la fiction que comme décor occasionnel pour une intrigue domestique : avec lui, elle devient l'un des protagonistes de l'œuvre et l'un des moteurs de son succès. Toute sa vie, Dickens a tiré parti de l'expérience acquise alors que, jeune reporter, il sillonnait les rues, habitude d'ailleurs poursuivie toute sa vie. Il en ressent une joie poussée jusqu'à l'exubérance, et même lorsqu'il se trouve à l'étranger, Londres n'est jamais loin de ses pensées. Ainsi, ses récits promènent sans répit le lecteur dans la capitale, avec ses flèches de clochers striant l'horizon, le dôme de St. Paul's dressant sa masse : ordre, chaos, le panoramique se juxtapose au personnel, deux perspectives se télescopant sans cesse, comme dans l'épisode Todgers de Martin Chuzzlewit. Les bruits de la ville résonnent en contrepoint, « chœur symphonique de la ville », selon Murray Baunmgarten : grincement des trains, sifflets des gares, cris des vendeurs de journaux ou des colporteurs, parfois en un rendu onomatopéique comme dans Dombey et Fils.
Telle la puissante Tamise qui l'irrigue, Londres est en effet parcourue d'un mouvement permanent, flux de la foule mais aussi mutations la rendant, pour ses habitants, les personnages, le narrateur et le lecteur, difficile à appréhender, tantôt marché, labyrinthe, prison, tantôt agent de régénération. Les historiens notent l'exactitude de ce rendu : ainsi, alors que, dans les années 1850, les chantiers de rénovation ouvrent de nouveaux jardins et squares publics, l'aller et retour quotidien de Wemmick depuis son château miniature jusqu'à la Cité de Londres s'effectue au milieu de troupes d'acteurs et de musiciens ambulants ayant quitté les ruelles pour occuper ces espaces libérés dans un perpétuel va-et-vient. Dans cette dramaturgie, écrit Murray Baumgarten, Dickens insuffle à la cité, « lanterne magique, ballad opera et mélodrame du XIXe siècle », la vitalité d'un Hogarth, avec des instantanés en action, autant d'effets de réel comme jaillis d'un diorama tridimensionnel.
« Dickens a été le démiurge d'une capitale en mouvement, ajoute Philippe Lançon, […] Son imaginaire détermine à ce point la capitale que la peinture, la sculpture, la scène, la photographie naissante, tout semble illustrer ses romans. Ils prennent Londres non pas pour cadre, mais comme entité vivante, intime, multicellulaire ». Et Alain de renchérir : « Partout où Dickens évoque un personnage, il fonde pour toujours une cellule de Londres qui ne cesse de se multiplier à mesure qu’on découvre des habitants ; l'impression de nature est alors si forte qu’on ne peut refuser ces êtres ; il faut les suivre, ce qui est mieux que les pardonner. L'atmosphère Dickens, qui ne ressemble à aucune autre, vient de cette sécrétion de l'habitation par l'habitant ».

#### L'idéologie domestique
Si Dickens a été reconnu de son vivant comme le prophète du foyer, ceux qu'il décrit ne connaissent en général ni l'harmonie ni le bonheur : dans son œuvre, George Newlin compte 149 orphelins, 82 enfants sans père, 87 sans mère. Seuls, quinze personnages ont eu ou ont encore leurs deux parents, et la moitié de ces familles, écrit-il, « serait aujourd'hui considérée comme dysfonctionnelle ». Pour explorer les tensions sociales, économiques et politiques de son temps, son énergie créatrice s'est donc employée à dépeindre des familles grotesques et fracturées.
Pourtant, lorsqu'il lance Household Words et écrit à Forster que sa revue sera empreinte d'« une philosophie de Noël, […] une veine de générosité chaleureuse, rayonnante de joie dans tout ce qui relève du chez-soi et de l'âtre », il reprend une antienne déjà connue : depuis Un chant de Noël en 1843, que relaie chaque décembre un nouveau conte dédié, il incarne cet esprit aux yeux de tous, ce que notent les commentateurs, Margaret Oliphant par exemple, ironisant sur « l'immense pouvoir spirituel de la dinde » traditionnelle, ou J. W. T. Ley qui le nomme « L'Apôtre de Noël ». Aussi une partie de sa fiction a-t-elle contribué à façonner l'idéologie domestique de son époque, la famille, jusqu'alors héritage d'une lignée, devenant un sanctuaire jugé adéquat pour chacun de ses membres. Dans cette idéalisation du foyer, la femme assure l'harmonie de la sphère privée : ainsi la petite Nell, Agnes Wickfield, Esther Summerson, la petite Dorrit et, après quelques hésitations, Bella Wilfer. Catherine Waters note que deux de ces jeunes femmes portent le sobriquet « petite » et qu'en effet, la petitesse prévaut dans cette représentation de l'idéal domestique : celle, rassurante, des personnes (Mrs Chirrup, Dot Peerybingle), à quoi correspond l'étroitesse chaleureuse des lieux (le bateau des Peggotty, le château miniature de Wemmick), alors que les grandes bâtisses et les manoirs, où se mêlent public et privé, n'abritent plus que des hôtes aliénés ou sans cœur (Chesney Wold, Satis House, la maison de Mr Dombey).
Outre ces purs « anges du foyer », Dickens met en scène des personnages féminins plus ambigus, à la fois confirmation et critique de l'idéologie domestique dominante : ainsi l'aristocratique Lady Dedlock, dont l'apparence glaciale se conforme aux attributs de sa classe, mais que l'intimité dévoile peu à peu en proie à de sourdes passions. Le narrateur omniscient se garde de l'effraction, ne l'appelant que my Lady et, prudemment à l'extérieur, laisse l'histoire révéler d'elle-même une transgression cachée et son douloureux résultat, la perte d'un enfant. La hautaine dame, au fond, n'est qu'une « femme perdue » socialement intégrée, alors que Rosa Dartle, elle, à jamais blessée par la trahison de Steerforth, refuse toute compromission et nie farouchement sa prétendue spécificité féminine. De plus, après 1858, et nombre de critiques y voient l'influence d'Ellen Ternan, les héroïnes de Dickens s'affirment plus volontaires, plus promptes à exprimer leurs désirs, sans compter des personnages mineurs apparaissant dans des nouvelles ou des pièces de théâtre, « femmes coquettes et capricieuses, intéressées, certes, mais aussi des femmes complètes, vivantes, authentiques… et féminines ».
Dans Les Temps difficiles, Dickens aborde la question du divorce, tissée dans la texture narrative à travers les personnages de Louisa Gradgrind et de Stephen Blackpool. Outre le fait qu'il y est personnellement confronté, il fait écho au projet de loi de 1854, A Divorce and Matrimonial Causes Bill, que relaient deux essais parus dans Household Words,. Si tous les mariages de Coketown sont désastreux, le paradigme de l'échec reste celui de Blackpool qui ne peut engager une procédure de divorce à cause du prix prohibitif, des complications légales, de l'ostracisme moral.
Ainsi, par ses descriptions répétées d'orphelins, de vieilles filles célibataires, mères monstrueuses, familles disloquées, Dickens expose l'instabilité de l'idéal domestique qu'il cherche pourtant à affirmer. Certes, écrit Natalie McNight, il s'est appuyé sur les stéréotypes de son temps, mais il en révèle aussi les tensions et les contradictions, et sa fiction les transcende par sa richesse imaginative.

#### Le snobisme
D'où vient l'argent chez Dickens ? Il est issu du travail, explique Henri Suhamy, mais n'est acceptable que s'il s'agit du travail d'autrui. Miss Havisham tire ses revenus de la location de ses biens, argent pur que ne souille pas le dur labeur. Aussi, parce qu'elle est riche, la vieille dame, malgré son excentricité, jouit-elle de l'estime générale et, bien qu'exclue de la vie, elle ne l'est pas de la société, image même d'une aristocratie terrienne demeurée puissante quoique figée dans le passé. En revanche, l'argent venu de Magwitch est frappé d'interdit social, car venu d'un forçat, gagné sur une terre criminelle et à la force des bras. De quels atouts doit-on disposer pour accéder à la « distinction » ? Un titre, ou à défaut, des liens familiaux avec la classe moyenne supérieure : ainsi, Mrs Pocket fonde son aspiration de tous les instants sur le fait que son grand-père a « failli » être anobli, et Pip entretient l'espoir que Miss Havisham finira par l'adopter, car l'adoption, comme en témoigne Estella qui se conduit en petite dame née, est tout à fait acceptable. L'argent et l'éducation, indifféremment de tout apprentissage professionnel, sont plus importants mais non suffisants. À ce compte, c'est l'odieux Bentley Drummle qui incarne l'idéal social, ce qui explique pourquoi Estella l'épouse sans sourciller.
Or l'argent est corrupteur : son attrait prévaut sur tout, la loyauté, la gratitude, la conscience même, et l'idée de gentleman, selon John Hillis-Miller, « fait banqueroute ». Ce rejet, amorcé par Dickens dans La Petite Dorrit et confirmé dans Les Grandes Espérances, n'est pas forcément partagé par les contemporains : pour Thackeray, l'idée du « gentleman » doit être réévaluée mais reste un concept indispensable, et pour Trollope, l'éthique ne saurait être spontanée qu'« avec ces qualités défiant l'analyse que montrent l'homme et la dame de distinction ». Enfin, richesse et distinction n'apportent pas le bonheur, « un monde que dominent l'appât de l'argent et les préjugés sociaux condui[sant] à la mutilation de l'être, aux discordes de famille, à la guerre entre homme et femme ».

### Le réalisme à la Dickens

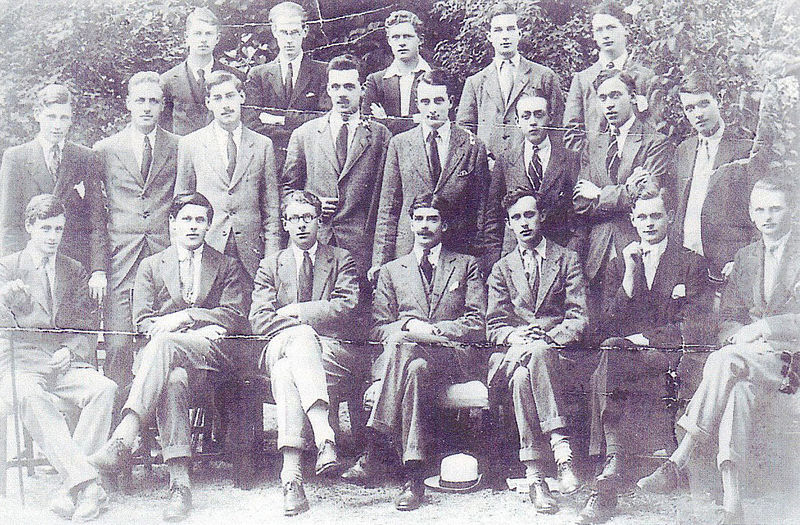
David Cecil à Oxford, 5e en partant de la gauche, rangée assise.

« Une rue de Londres décrite par Dickens est bien comme une rue de Londres, mais est encore plus comme une rue chez Dickens, car Dickens utilise le monde réel pour créer son propre monde, pour ajouter une contrée à la géographie de l'imagination. » Ainsi Lord David Cecil résume-t-il le réalisme dickensien, ce qui implique que le réalisme à l'état pur n'existe pas et que l'intention finit par s'effacer devant l'énergie de la vision.

#### Un univers poétique
Tel est le point de vue traditionnel, issu de Chesterton, puis de Humphry House, qui voit dans l'œuvre de Dickens, outre sa satire sociale et morale, ou ses interrogations sur ce qu'est la civilisation, des éléments cueillis dans l'extraordinaire et le fantastique. Le merveilleux surgit de la noirceur ou de la grisaille, et de façon grimaçante, le mal apparaissant partout, dans la lèpre des choses comme dans la corruption des cœurs, et surtout parce que gens, lieux et objets prennent valeur de signes, de symboles, les personnages se mouvant comme des emblèmes et les paysages s'entourant d'un halo de signification. Même, par exemple dans Les Grandes Espérances, lorsqu'il décrit les ruelles sombres et entortillées comme la fumée qui en souille les murs, explique Henri Suhamy, Dickens ne fait pas naître la laideur : sous sa plume, le laid devient cocasse, le tohu-bohu foisonnement de vie, et le marais plat avec sa potence et ses tombes, le fleuve noir comme le Styx, la mer inaccessible, ses carcasses et ses épaves, la ville labyrinthique, tout cela représente, plus qu'il ne les évoque, la mort, le désert de la vie, l'éternité, mais aussi l'espérance et la foi en l'avenir. Alors, le monde apparaît comme un autre atlas où les mouvements des astres, des flots, des lumières, la nuit, le brouillard, la pluie ou la tempête isolent les demeures, perdent les itinéraires, traquent les êtres, les attendent comme le destin. Dans cet univers, les hommes se rencontrent mais ne s'unissent pas, se touchent pour se repousser, se joignent pour se combattre ; univers en soi où êtres et choses trouvent une place qui n'est pas celle qui leur serait assignée dans la réalité, avec ses lois propres, sans hérédité par exemple, ni grande influence du milieu, avec des marées erratiques et des probabilités bafouant la mathématique. Alors, l'étrange devient le normal et le fantastique simplement l'inhabituel : c'est-là un univers poétique. Aussi, comme l'écrit Virginia Woolf dès 1925, « L'extraordinaire puissance de Dickens a un effet étrange. Elle fait de nous des créateurs, pas seulement des lecteurs et des spectateurs ».
La critique contemporaine n'en dit pas moins : selon Nathalie Jaëck, les romans de Dickens sont volontairement duplices, avec, au cœur de cette écriture créant le réalisme à l'anglaise, une subversion intrinsèque, un désir d'introduire, au sein du système de représentation qu'elle construit, une mise en échec, une alternative formelle : « Situé […] au moment crucial où le réalisme se voit confronté à ses limites et où le modernisme ne s'est pas encore érigé en système, le texte dickensien s'installe dans cet espace de transition : il construit très méthodiquement une machine littéraire réaliste efficace, en même temps qu'il expérimente les moyens formels de gripper le bel ouvrage. ».

#### Une langue protéiforme
D'après Patricia Ingham, « la maîtrise de la langue dont fait preuve Dickens, unique par son invention et sa densité […], en fait le James Joyce de l'époque victorienne. Déployant toutes les ressources linguistiques possibles, depuis la création de vocables jusqu'à l'allusion littéraire, […] choix rarement sans modèles littéraires plus anciens qu'il développe souvent au-delà de toute reconnaissance ».

##### Dénomination et idiosyncrasie

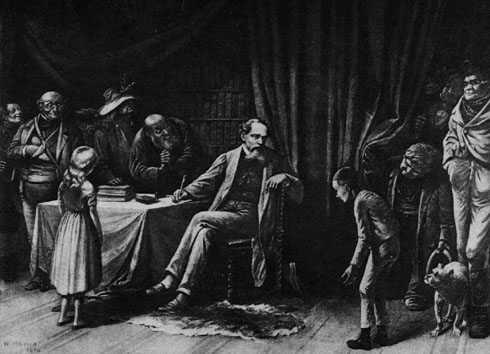
Dickens recevant ses personnages, par W. H. Beard (1824-1900).

Ce pouvoir se manifeste dès le processus de dénomination, où l'association du son et du sens signifie déjà le personnage, une attention au détail onomastique qu'illustrent les notes de travail. Ainsi, le nom du héros éponyme de Martin Chuzzlewit passe par huit étapes pour parvenir à un combiné de halfwit (« simple d'esprit «) et puzzle (« énigme »), soit une personne en manque de lumières. De même, Bella Wilfer associe beauté et volonté, tandis que Carker vient de cark (« harceler sans répit ») et que le financier Merdle se définit d'emblée en termes freudiens. Dickens enfile aussi des perles de noms aux variantes minimes mais chacune significative, tels les clones Boodle, Coodle, Doodle, Koodle, Loodle, Moodle, Noodle (« nouille »), Poodle (« caniche »), Quoodle, s'alignant auprès du politicien Dedlock, lui-même « cadenas » et « mort », ou la séquence des Mizzle, Chizzle et Drizzle, sans compter Zizzle, ces hommes de loi hantant la cour de la chancellerie, tous générateurs de confusion (mizzle) et de cassante tromperie (chisel). En contraste se trouve le monosyllabique Joe, petit balayeur de carrefour tout juste humain.
Une fois qu'il a dénommé, le narrateur se met à l'écoute des idiosyncrasies verbales : Barney, complice de Sikes, parle du nez, « que ses mots viennent du cœur ou d'ailleurs » (15) ; l'innocent inventeur Doyce s'exprime « avec la douceur de son nom et l'agile souplesse de son pouce » (I, 10), mais Flintwinch, ce combiné de manivelle et de silex, « parle au forceps, comme si les paroles sortaient de sa bouche à son image, tout de travers » (I, 15). Mr Micawber discourt « en donnant indiciblement l'air de faire quelque chose de distingué » (11, X), alors que Mr Dombey « donne l'impression d'avoir avalé un morceau trop gros pour son gosier » (21) ; quant au cassant Podsnap, il s'adresse à un étranger « comme s'il administrait quelque poudre ou potion à un petit muet » (I, 11).

##### Parler régional ou de classe
L'épaississement linguistique se poursuit par l'apport d'un parler régional ou de classe, les deux étant souvent liés. Sam Weller s'identifie comme cockney (w devenu v, disparition du h aspiré, etc.), les Peggoty se laissent entendre comme originaires de l'East Anglia (bahd pour bird « oiseau », fust pour first « premier »), et dans Nicholas Nickleby et Les Temps difficiles, pointent les particularismes du nord (hoonger pour hunger « faim », loove pour love « amour »). L'orthographe de ces formes dialectales n'étant pas codifiée, Dickens les reproduit à sa façon, comme Emily Brontë dans Les Hauts de Hurlevent ou sa sœur Charlotte qui la corrige pour une édition plus intelligible. Autres caractéristiques lexicales, le jargon des voleurs : nab pour « arrestation » ou conkey pour « informateur », et des phrases codées telles que « Olivier est en ville », signifiant « il y a du clair de lune », ce qui rend l'action risquée. Outre sa propre observation, Dickens puise dans le Critical Pronouncing English Dictionary and Expositor of the English Language de 1791, voire certains traités régionaux : Tim Bobbin, A View of the Lancashire Dialect with Glossary de John Collier (1846) pour Les Temps difficiles ou Suffolk Words and Phrases de Edward Moor pour les Peggoty (1823). Dans L'Ami commun apparaît Lizzie Hexam, de basse extraction (son père est détrousseur de cadavres) mais vertueuse, et destinée par l'intrigue à intégrer la classe moyenne : pour la dissocier de la vulgarité de son parler cockney, Dickens procède tel Henry Higgins de Pygmalion, la dotant d'abord d'expressions populaires passe-partout comme the like of that (I, 3) (« quelque chose comme ça »), puis, après qu'elle a reçu quelque instruction, lui octroyant de longues phrases assorties de mots abstraits (II, 11).

##### La fantaisie linguistique et la «novlangue» américaine (George Orwell)

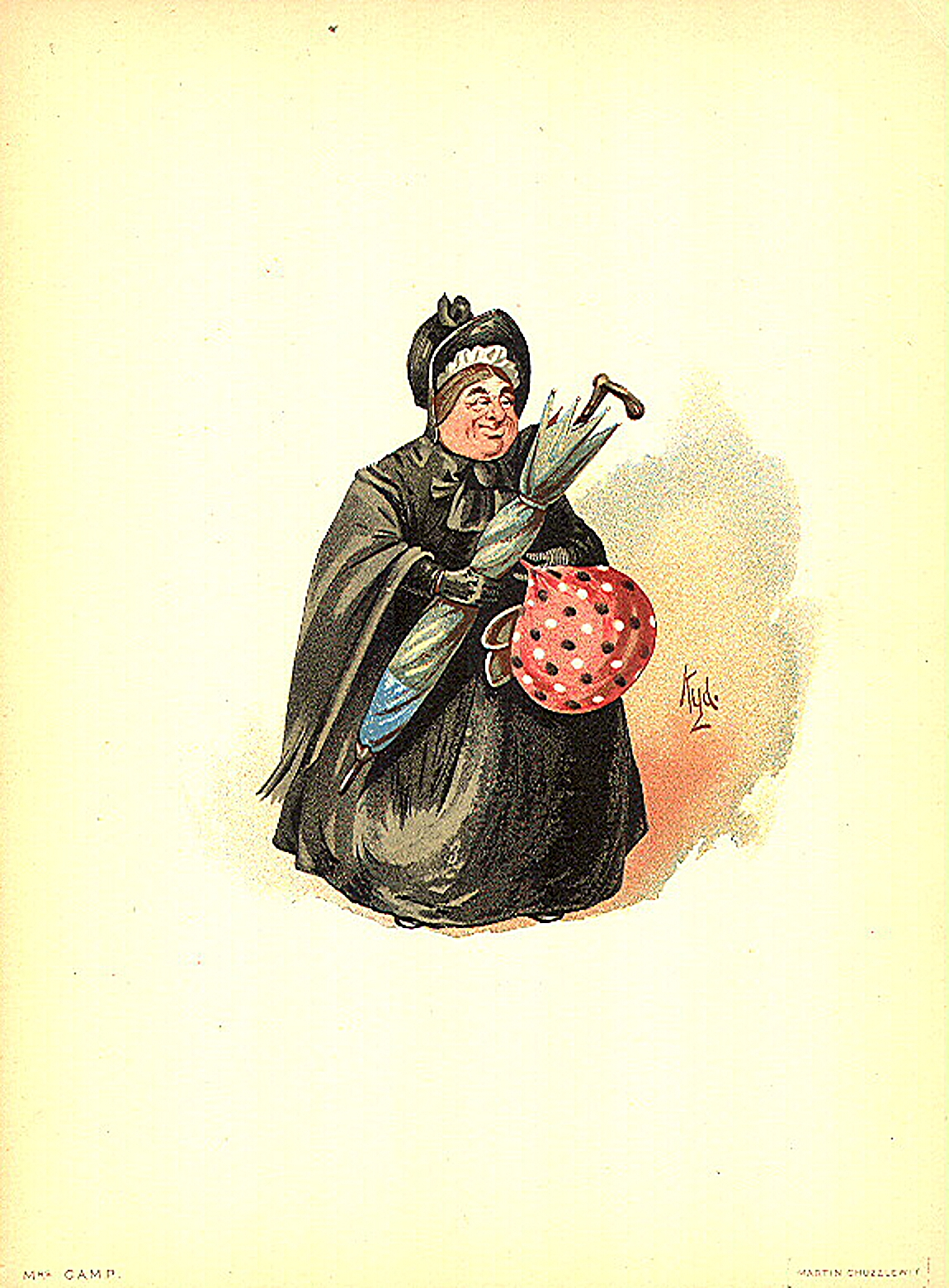
Mrs Gamp et son célèbre parapluie (Kyd).

Libéré des contraintes du parler régional ou de classe, Dickens donne libre cours à sa fantaisie linguistique. Martin Chuzzlewit en fournit deux exemples, avec Mrs Gamp, qui crée un monde et une langue adaptés à son imagination, et la novlangue que rencontrent le héros éponyme et son compagnon Mark Tapley en Amérique.
Mrs Gamp, seule détentrice et locutrice d'un idiolecte opaque, se fait comprendre, comme l'écrit Mowbray Morris dès 1882, « par sa merveilleuse phraséologie, ses illustrations bizarres, sa tournure d'esprit incongrue ». Il s'agit d'un chaos syntaxique nourri d'approximations, nater (pour nature), chimley (pour chimney), kep (pour kept), auxquelles se mélangent des néologismes, reconsize (pour reconcile), proticipate (pour participate), tous les s devenant des z et le phonème [dz] parasitant le reste, parapidge (pour parapet), topdgy-turdgey (pour topsy-turvy). Chaque émission verbale, le plus souvent avinée ou méchante, devient, par la confiance et l'autorité manifestées, discours, déclaration, apostrophe, voire prophétie, que corse encore le dialogue mis en scène avec la fictive Mrs Harris, censée être parole d'évangile et bénissant à jamais son ventriloque.
Pour satiriser l'Amérique à son retour en 1842, Dickens s'acharne sur la langue, créant un véritable newspeak, une « novlangue » : aux néologismes morphologiques ou syntaxiques (draw'd, know'd, you was, didnt ought to) déjà utilisés dans ses rendus du parler cockney, il ajoute l'omission systématique de syllabes (p'raps, gen'ral) et le trait d'union soulignant la dérive tonique (ac-tive, Eu-rope). De plus, le verbe passe-partout fix en vient à exprimer toute action, « traiter une maladie » ou « ouvrir une bouteille », et guess ou calculate remplacent think (« penser »), etc. Cette réduction, reflétant l'appauvrissement conceptuel, se gonfle d'une grotesque enflure rhétorique par l'usage de vocables d'origine latine mal assimilés, ainsi opinionate pour opine ou slantingdiscularly pour indirectly, le tout agencé en métaphores ronflantes, déviance linguistique exprimant la déviance d'une nation corrompue et fière de l'être.

##### Allusions littéraires
La langue de Dickens se caractérise également par son intertextualité que Valerie Garger déclare « être bien plus significative qu'un simple embellissement », les plus imbriqués dans ses textes étant la Bible, le Livre de la prière commune, Le Voyage du pèlerin de John Bunyan, et Shakespeare.
Le Voyage du pèlerin et les textes sacrés
Le Magasin d'antiquités peut se lire comme une version du Voyage du pèlerin, ce que l'héroïne mentionne elle-même au chapitre 15, et l'intrigue des Temps difficiles se structure autour d'un verset de l'Épître aux Galates : « Puisqu'ils ont semé du vent, ils moissonneront la tempête », les grandes parties se découpant en « Semailles », « Moisson » et « Engrangement ». La référence la plus complexe au Nouveau Testament se trouve dans La Maison d'Âpre-Vent où l'admonition « Aime ton prochain » et son corollaire « sous peine de damnation » se tissent subtilement dans les thèmes et la forme même du roman. Alors fleurissent les références à Matthieu, aux Romains, aux Corinthiens, la parabole des semailles et des moissons dominant le récit en sous-texte. Enfin, le dernier livre, concernant les environs et l'intérieur d'une cathédrale, est naturellement riche en connotations religieuses. Outre que s'y trouvent reproduits le parler des dignitaires et le vocabulaire spécifique au bâtiment, la langue puise dans l'Ancien comme le Nouveau Testament, et extrait du Livre de la prière commune certaines citations parfois prises, comme le note Peter Preston, pour des textes bibliques, choix jamais arbitraire, cependant, tant il correspond aux thèmes : le péché, le repentir, le châtiment.
Le péché est évoqué dès la scène dans la fumerie d'opium, avec des références à l'« esprit souillé » et à Jésus chassant les démons. Sous les voûtes de la cathédrale tonne le cantique « Là où l'homme méchant », suivi dans la liturgie anglicane par un verset du Psaume 51 : « Je reconnais mes transgressions et mon péché est constamment devant moi. » Caïn et Abel sont cités dès la disparition d'Ewin Drood, d'abord par Neville Landless qui se défend avec des mots proches de ceux du Livre de la Genèse, 4, 15 : « Et le Seigneur fit une marque sur Caïn de peur que quiconque le trouve ne le tue. » Et lors de sa rencontre avec Jasper qui lui demande « Où est mon neveu ? », il répond : « Pourquoi me demandes-tu cela ? », nouvel écho de la Genèse, 4, 9 : « Où est ton frère Abel ? », à quoi Caïn rétorque : « Comment le saurai-je ? Suis-je le gardien de mon frère ? ». Multiples sont les autres allusions qui accablent Neville, dont paroles et gestes évoquent le fratricide biblique, par exemple lorsqu'il quitte Cloisterham avec la « malédiction sur son nom et sa réputation ». Et Honeythunder de clamer : « Tu ne tueras point. », ce à quoi Mr Crisparkle lui répond : « Tu ne porteras pas de faux témoignage contre ton voisin. » ; lui, chanoine en second, porte en effet le vrai message du Christ, sa mission étant auprès de ceux qui souffrent, prêche-t-il, en reprenant la « Litanie » du Livre de la prière commune : « Qu'il Te plaise de secourir, d'aider et de réconforter tous ceux que frappent le danger, le besoin et l'affliction. »
Shakespeare

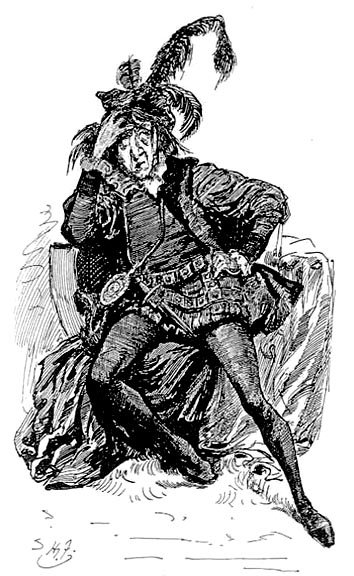
Mr Wopsle (Waldengraver), en Hamlet.

Tout aussi prégnant est Shakespeare, en particulier Hamlet, Macbeth, King Lear et, dans une moindre mesure Othello, encore que Dickens ait écrit et joué en 1833 une farce musicale intitulée O'Tello. Contrairement aux textes religieux qui moulent et modulent la trame du récit, les pièces de Shakespeare s'intègrent à la langue, celle des personnages comme celle du narrateur, pour créer des « feux d'artifice verbaux dont l'efficacité dépend de l'aptitude du lecteur à comparer l'original au nouveau contexte ». Ainsi, Dickens ménage de puissants effets de contraste, le clou restant la représentation parodique de Hamlet par Mr Wopsle, dans Les Grandes Espérances, aux ratés cruellement détaillés : reine à l'énorme poitrine et surchargée d'atours, fantôme pris d'une quinte d'outre-tombe, sombre héros empesé et raide, incoercible hilarité de Pip et de Herbert (chapitre 31). Les allusions au texte ne manquent pas non plus, tous les grands drames se voyant appelés pour divers personnages, à l'exception de Dombey et Fils où Dickens se concentre sur Antoine et Cléopâtre aux seules fins de caractériser Mrs Skewton, septuagénaire ratatinée se croyant la nouvelle Cléopâtre. À son insu, elle devient la cible de railleries shakespeariennes de la part des personnages, Dombey et Bagstock surtout, et aussi du narrateur, harcèlement par les titres, les reparties, les digressions, jusqu'au chapitre ultime (41) où elle gît, à l'agonie, rembourrée, maquillée, rafistolée, et soudain se relève « telle une Cléopâtre en squelette » puis meurt convaincue de son infinie beauté, « moquerie dévastatrice, […] l'une des plus cruelles satires dickensiennes », commente Patricia Ingham.
La tragédie de Macbeth, la plus sombre, la plus meurtrière, est très présente dans Le Mystère d'Edwin Drood, dont la première allusion se situe alors qu'est évoqué cet « oiseau clérical et tranquille, le freux qui, à grands coups d'aile, rentre à la tombée de la nuit », oblique référence à Macbeth, III, 2 (v. 40, 50-51), « La lumière s'épaissit et la corneille va à grands coups d'aile vers les bois des freux », phrase prononcée juste avant la scène du meurtre. Même technique à la veille de la disparition d'Edwin quand Dickens fait se lever un vent puissant qui arrache les cheminées, comme pendant la nuit du meurtre de Duncan : « la nuit a été agitée. Là où nous étions couchés / Nos cheminées ont été renversées (et comme on dit) / Des lamentations se firent entendre dans les airs, d'étranges cris de mort ». Macbeth sert aussi pour décrire le poids de la culpabilité, évoqué dès le chapitre 10 : Crisparkle va se baigner dans le bief de Cloisterham « aussi confiant dans [s]es pouvoirs lénifiants […] et dans la santé de son esprit que Lady Macbeth désespérait de toutes les houles de l'océan ». Si les rapports entre Lady Macbeth et Crisparkle sont inexistants, précise Peter Preston, la référence à l'océan renvoie au « rougeoiement des mers multiples » (multidudinous seas incarnadine), aussi impuissant à laver « la petite main » de sa souillure que « tous les parfums de l'Arabie » : signe prémonitoire puisque dans ce bief seront retrouvées les affaires d'Edwin, indice, à défaut de preuve, d'assassinat. Autre indice pointant vers le meurtre avant même la disparition d'Edwin, toujours induit par Crisparkle qui trouve Jasper endormi : Jasper soudain bondit et hurle : « Que se passe-t-il ? Qui l'a fait ? », écho de Macbeth à la vue du fantôme de Banquo : « Lesquels d'entre vous ont fait cela? » Comme le fantôme de Banquo est une projection de la culpabilité de Macbeth, invisible à tout autre que l'assassin, le lecteur semble invité à penser que Jasper est lui aussi assailli par d'obscurs tourments du même ordre. Dans son dernier chapitre, Dickens renvoie Jasper à son bouge, et là, celui-ci murmure à Princess Puffer : « Je l'ai si souvent fait, et sur de si longues périodes que, lorsque cela a été accompli, cela ne semblait plus en valoir la peine, ce fut accompli trop tôt », écho de Macbeth : « Si cela est accompli lorsque cela l'est, c'est bien / Ce fut accompli rapidement », façon, ajoute Peter Preston, d'utiliser un texte familier pour suggérer, plutôt que le raconter, ce qu'a été le sort d'Edwin Drood.

#### Un style «polyphonique» (Mikhaïl Bakhtine)
En deçà des interprétations de la critique contemporaine que recense Philip Allingham, demeurent des constances, avec pour axe principal la posture ironique dont le principe (selon l'étymologie « eirôneia ») est d'interroger la crue réalité sous les masques. Tout un arsenal se présente au service de l'ironiste, et Dickens ne se fait pas faute de l'utiliser, ou plutôt de le prêter à son narrateur, quitte à le diriger aussi à son endroit. Là diverge le procédé : vers les personnages, l'ironie se leste, selon leur catégorie, de satire ou de sentimentalisme ; vers le héros-narrateur des deux romans à la première personne, elle se fait à la fois indulgente et lucide, puisque, agent principal de la satire, il en est aussi, en permanence mais avec sympathie, l'objet. Vers les institutions, en revanche, elle reste sans compromis.

##### Qui parle dans Dickens?
À la manière journalistique comme ses prédécesseurs du XVIIIe siècle, Dickens s'adresse directement au lecteur, mais reste à déterminer qui a vraiment la parole dans ses romans. Les Papiers posthumes du Pickwick Club se présente d'abord comme assemblage de documents épars que le narrateur Boz a charge d'éditer. Très vite, ce rôle s'efface et un narrateur prend le relais avec son omniscience absolue, mais il préfère assister au spectacle, yeux et oreilles grands ouverts, comme sur une scène : il décrit alors l'aspect, les gestes, et surtout rapporte ce qui est dit, le lecteur à ses côtés. Dans La Maison d'Âpre-Vent se démarquent un narrateur en décalage avec Dickens, et surtout une narratrice, Esther Summerson, qui s'exprime en son nom et présente les faits sous un angle particulier. Dans Martin Chuzzlewit, Pecksniff est sans cesse mis en question par l'observateur extérieur en préambule aux propres interrogations de Jonas sur la confiance qu'il doit lui témoigner. Dans David Copperfield, le narrateur s'engage à raconter et interpréter des faits passés, recréation forcément partielle et partiale, puisque, a priori, il est le seul regard et la seule voix. Bavard et pédagogue, il ne laisse donc pas les faits parler d'eux-mêmes, mais s'affirme en maître du jeu narratif. Gareth Cordery écrit que « David Copperfield est […] la quintessence des romans de la mémoire », et à ce titre, d'après Angus Wilson, l'égal de À la recherche du temps perdu : le passé se fait présent, le vivant se substitue au vécu, le présent historique scellant l'effondrement de l'expérience originale et la recréation d'un ici et maintenant occupant la conscience, bouffée de reviviscence se faisant parfois plus vive que la réalité. Ce sont là des « moments sacrés », écrit Gareth Cordery, où chante « la musique du temps » ; « prose secrète, ajoute Graham Greene, sentiment d'un esprit se parlant à lui-même sans personne à côté pour l'écouter. »

##### La veine théâtrale
Les romans de Dickens sont des prosceniums et des scènes qui, selon Philip V. Allingham, « grouillent d'action et résonnent de voix [venant] de toutes classes et conditions ». Souvent, comme dans Martin Chuzzlewit, cette veine théâtrale ressortit au genre de la farce, certains personnages réagissant conformément à un schéma compulsif, comme les lettres que Mr Nadget se poste chaque jour et brûle dès leur réception. Parfois, ce comique devient macabre ; ainsi, le mari de Mrs Gamp vend pour une boîte d'allumettes sa jambe de bois qui, maniée avec virtuosité, surpasse pourtant celle qu'octroie la nature, l'objet s'animant alors que se chosifie l'individu. John Bowen insiste sur ces éléments fantastiques, indissociables, selon lui, de l'aspect comique. Ainsi, Pecksniff à la « sauvage étrangeté », formidable machine à donner le change qui déploie en toute occasion la même énergie hypocrite, auto-alimentée, semble-t-il. Cette force, pense Chesterton, dénote « une prédominance de l'humour dur et hostile sur l'hilarité et la sympathie ». Or, ajoute-t-il, Dickens est toujours à son avantage lorsqu'il rit de ceux qu'il admire le plus, comme cet « ange guêtré » de Mr Pickwick, la vertu passive faite homme, ou Sam Weller, parangon, lui, de vertu active. Ses fous ou ses excentriques sont aimables, même Barnaby Rudge, le pauvre héros au corbeau. Dans Martin Chuzzlewit, au contraire, ce sont gens abominables, à l'humour gigantesque, certes, mais de la sorte « qu'on n'aimerait pas laisser une minute à muser seul au coin du feu, tant [leurs] pensées sont terrifiantes ».

##### La veine satirique et pathétique
Les personnages

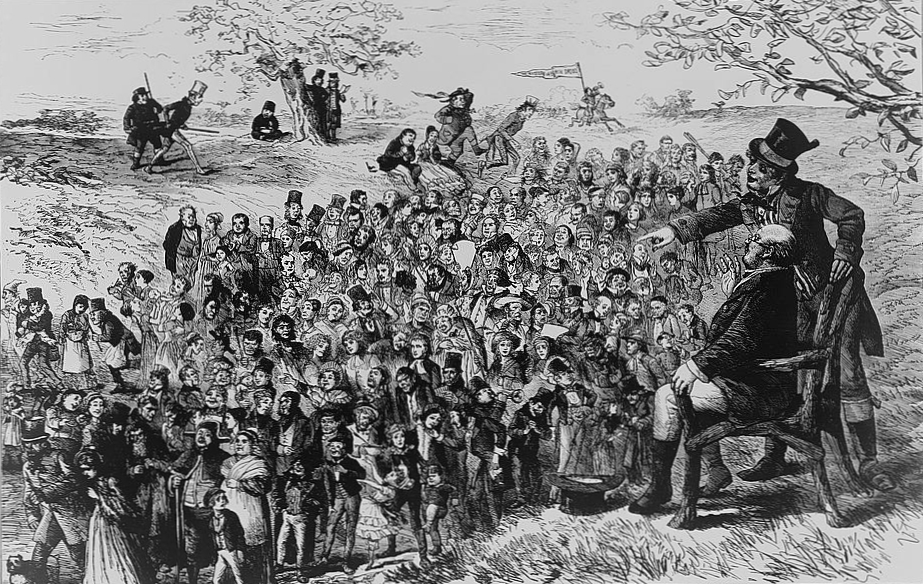
Les personnages de Dickens.

La caractérisation est toujours un tour de force où se déploie une panoplie de procédés récurrents : division entre les bons et les méchants, avec passage pour certains d'un état à l'autre ; dichotomie entre les personnalités à jamais figées et celles qui évoluent ; réification avec polarisation sur une manie ou subtile métamorphose de l'innocence à la maturité, etc. Une fois la catégorie définie, Dickens procède par le biais du portrait : nom cocasse et en soi descriptif, impact visuel d'un physique révélateur, attitude boursouflée répétée à satiété, tic immuable. Les bons personnages bénéficient du même traitement mais un discret sentimentalisme remplace la férocité satirique, avec une indulgence d'emblée acquise, frôlant le pathos victorien, puisque prévaut l'humour et non plus l'esprit, la complicité plutôt que le trait dévastateur.
Ainsi, la mort de la petite Nell, dans la verdoyante campagne anglaise, sa faiblesse achevée par un environnement pourtant réputé consolateur, relève d'un pathétique ayant ému jusqu'à l'ancien rédacteur en chef de l'Edinburgh Review qui, pourtant, stigmatisait Wordsworth pour « sa […] propension à un dégradant pathos ». Sylvère Monod souligne que cette émotion « s'explique en grande partie parce que la mort d'un être jeune fait revivre la perte de Mary Hogarth et aussi parce que [Dickens] éprouve envers les enfants de son imagination un attachement comparable à l'amour paternel ». À ce titre, ajoute-t-il, le « paroxysme émotif » mérite le « respect » : « il y a lieu d'être reconnaissant à Dickens d'avoir su tempérer le déchirement de la mort par la douceur d'une certaine poésie », une partie de la scène, en effet, étant écrite en vers blancs (blank verse). Edgar Poe trouve d'ailleurs des vertus à ce pathos, dont il admire la « délicatesse », en ce qu'il se fonde sur une forme d'idéalisme, et qu'il rapproche de l'Undine (1811) de Friedrich de La Motte Fouque [sic] (1777-1843), le trouvère de la chevalerie, vivant « dans le rayonnement de la pureté et de la noblesse d'âme ».
Les institutions
Mais lorsqu'il s'agit de fustiger le système, l'ironie devient dévastatrice, surtout que les institutions ne sont pas décrites de façon maligne, mais montrées dans l'action même de leur laideur et de leur inefficacité. À ce titre, le ministère des circonlocutions est exemplaire, dont le gaspillage verbal, en développant ce qui n'appelle aucun développement et déployant force éloquence sur rien, fait qu'un simple nom reçoit des prolongations infinies et que l'inutile charabia, tortueux et labyrinthique, érige des barreaux pires que la Marshalsea. La langue finit par s'asphyxier, se réduisant à des déictiques (« here », « there », « now », « then », « this », « it », « his » ou « hers »), langue « perdue », inaccessible au commun et par là redoutable arme d'aliénation.

##### La veine lyrique
La campagne idyllique ou sauvage

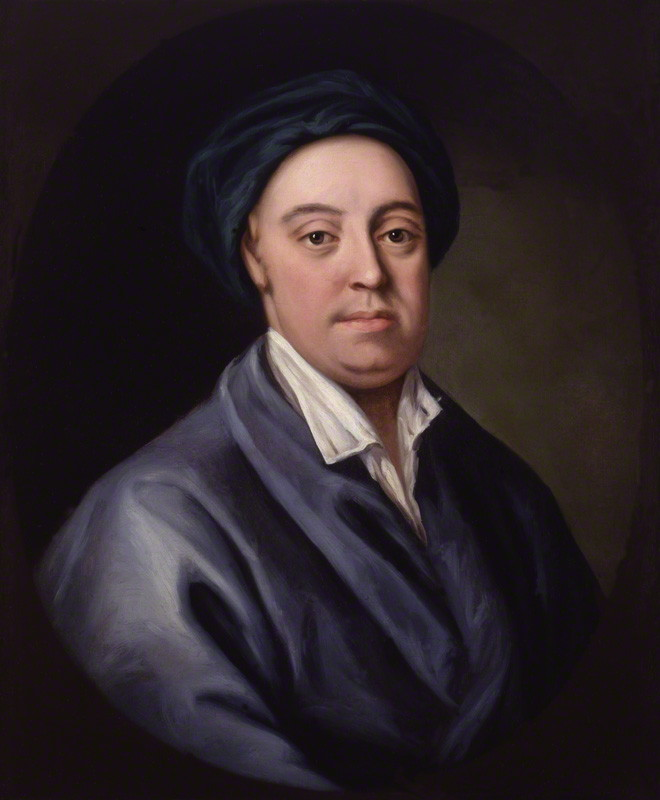
James Thomson, l'auteur des Saisons.

Il existe aussi un lyrisme dans les romans de Dickens, en particulier lorsqu'il décrit la campagne par opposition à la ville.
Dans Martin Chuzzlewit, une fois la glorieuse ascendance des Chuzzlewit exposée sur le mode humoristique, le roman s'ouvre sur une scène champêtre : village du Wiltshire, non loin de la « bonne vieille ville de Salisbury », campagne ruisselant des rayons encore drus du soleil automnal, tous ingrédients conventionnels : champs, terre retournée, haies, ruisseau, branchages, pépiements. Verbes, substantifs et adjectifs semblent issus du langage poétique du XVIIIe siècle (poetic diction),, celui de James Thomson (1700-1748) dans Les Saisons (1726-1730), par exemple. Là comme ici, coulent automatismes, vocabulaire obligé et séquences souvent rimées en hill (colline), rill (ruisselet), fill (plein), ou vale (vallon), dale (val), gale (rafale), ou encore fly (voler), sky (ciel), ply (brin) et May (mai), gay (gai), pray (prier). Dickens, il est vrai, cherche un effet de contraste pour l'arrivée de Pecksniff aussitôt cloué au sol par une bourrasque. Soudain, la nature dévêtue de ses atours, le monde déréglé, l'harmonie rompue, une furie « incontinente » prend possession de toutes choses, et la « diction poétique » n'est plus riante ni saine mais se hache de chaos et de folie.
Le lyrisme du sentiment et le chant épique
Restent les expressions lyriques du sentiment, par exemple, dans Les Grandes Espérances, l'amour inexplicable de Pip pour Estella ; et parfois s'élève un chant en séquences de prose rythmée et cadencée selon des schémas iambiques.
Véritables psalmodies, ces passages élargissent la vision et grandissent les personnages en héros épiques. Ainsi, en est-il de la tempête au chapitre 39 des Grandes Espérances, qui reprend le schéma prosodique du début de La Maison d'Âpre-Vent, dissonance annonçant une déchirure : « […] tempétueux et humide, tempétueux et humide, et la boue, la boue, la boue, épaisse dans toutes les rues ». L'envahissement par les éléments et l'accumulation verbale marquent l'irruption du forçat Magwitch, l'étranger oublié qui, bouleversant cosmos et vies, s'empare d'un coup du destin. Suit un récit au souffle épique rappelant le début de l'Énéide « Arma virumque cano » : « Je ne vais pas aller par quatre chemins pour vous dire ma vie, comme une chanson ou un livre d'histoire », prétérition démentie par les répétitions, le rythme ternaire, le nom « Compeyson » repris en cellule grinçante par phrase, puis par paragraphe, puis occupant à lui seul le reste du discours.
Cette poésie, loin de s'en éloigner, surgit du naturalisme même de son auteur : Mikel Dufrenne remarque qu'« il y a de monde seulement pour qui découvre et découpe dans le réel une signification », ce que corrobore Henri Bergson pour lequel « le réalisme est dans l'œuvre quand l'idéalisme est dans l'âme, et c'est à force d'idéalité seulement qu'on reprend contact avec la réalité ».

##### Le rendez-vous avec soi
En somme, l'image du monde de Dickens est à celle de sa personnalité : du réel, il ne retient que ce qui l'émeut, son réalisme restant au service de son humanité. La poésie de son univers est celle de son moi qui se projette dans les choses et les êtres, et qu'ils réfléchissent ; et la féerie naît parce que l'auteur a rendez-vous avec son être, l'exagération même prenant valeur de révélation.

## Œuvres
Pour une liste complète des œuvres de Charles Dickens et pour connaître celles qu'il a écrites en collaboration, se référer à la palette figurant au bas de chaque article le concernant ou à la Cambridge Bibliography of English Literature. Seules, les œuvres marquées d'un astérisque ont reçu l'autorisation expresse de traduction de Charles Dickens.

### Romans
- Les Aventures de Monsieur Pickwick[409] (The Posthumous Papers of the Pickwick Club), publication mensuelle d'avril 1836 à novembre 1837 (*).
- Oliver Twist (The Adventures of Oliver Twist), publication mensuelle dans Bentley's Miscellany de février 1837 à avril 1839 (*).
- Nicholas Nickleby (The Life and Adventures of Nicholas Nickleby), publication mensuelle d'avril 1838 à octobre 1839 (*).
- Le Magasin d'antiquités (The Old Curiosity Shop), publication hebdomadaire dans Master Humphrey's Clock d'avril 1840 à février 1841 (*).
- Barnaby Rudge (Barnaby Rudge: A Tale of the Riots of 'Eighty), publication mensuelle du 13 février 1841 au 27 novembre 1841 (*).
- Martin Chuzzlewit (The Life and Adventures of Martin Chuzzlewit), publication mensuelle de janvier 1843 à juillet 1844 (*).
- Livres sur le thème de Noël (Contes de Noël) :
  - Un chant de Noël (A Christmas Carol) (1843) (*).
  - Les Carillons (The Chimes) (1844) (*).
  - Le Grillon du foyer (The Cricket on the Hearth) (1845) (*).
  - La Bataille de la vie (The Battle of Life) (1846) (*).
  - L'Homme hanté ou le Pacte du fantôme (The Haunted Man or the Ghost's Bargain) (1848) (*).
- Dombey et Fils (Dombey and Son), publication mensuelle de mai 1849 à novembre 1850 (*).
- David Copperfield (The Personal History, Adventures, Experience and Observation of David Copperfield the Younger of Blunderstone Rookery (Which He Never Meant to Publish on Any Account)), publication mensuelle de 1849 à 1850 (*).
- La Maison d'Âpre-Vent (Bleak House), publication mensuelle de mars 1852 à septembre 1853 (*).
- Les Temps difficiles (Hard Times), publication hebdomadaire dans Household Words, d'avril à août 1854 (*).
- La Petite Dorrit (Little Dorrit), publication mensuelle de décembre 1855 à juin 1857 (*).
- Le Conte de deux cités (A Tale of Two Cities), publication hebdomadaire dans All the Year Round d'avril 1859 à novembre 1859 (*).
- Message venu de la mer (A Message from the Sea) (1860).
- Les Grandes Espérances (Great Expectations), publication hebdomadaire dans All the Year Round de décembre 1860 à août 1861 (*).
- L'Ami commun (Our Mutual Friend), publication mensuelle de mai 1864 à novembre 1865) (*).
- Le Mystère d'Edwin Drood (The Mystery of Edwin Drood), publication mensuelle d'avril 1870 à septembre 1870. Le roman est resté inachevé, six seulement des douze numéros prévus ayant été terminés avant la mort de Dickens (*).

### Recueils divers
Pour une liste complète des œuvres dites « courtes » écrites par Dickens, voir (en) « A Comprehensive List of Dickens's Short Fiction, 1833-1868 » (consulté le 23 janvier 2013).

#### Esquisses sur Londres
- Esquisses de Boz (Sketches by Boz, Illustrative of Every-day Life and Every-day People) (Sketches by Boz) (*), publié dans Bentley's Miscellany (1836)[N 12],[410].

#### Nouvelles indépendantes
- The Mudfrog Papers, publié dans Bentley's Miscellany (1837-1838).
- La Vie d'un clown, Mémoires de Grimaldi (Memoirs of Joseph Grimadi) (1838).
- The Haunted Man (1858).
- Reprinted Pieces (1858) (*).
- Le Pauvre Voyageur (The Uncommercial Traveller) (1860-1869) (*).

#### Nouvelles publiées dansL'Horloge de Maître Humphrey(Master Humphrey's Clock)
- Aveux trouvés dans une prison à l'époque de Charles II.

#### Nouvelles sur le thème de Noël publiées dansParoles familiales(Household Words)
Charles Dickens était directeur et rédacteur en chef de cet hebdomadaire à partir de 1850. 
- L'Arbre de Noël (The Christmas Tree) (1850).
- Noël quand nous vieillissons (What Christmas Is, as We Grow Older) (1851).
- A Round of Stories by the Christmas Fire (1852).
- Le Conte du parent pauvre (The Poor Relation's Story) (1852).
- Another Round of Stories by the Christmas Fire (1853).
- Le Conte de l'écolier (The Schoolboy's Story) (1853).
- Les Sept Pauvres Voyageurs (The Seven Poor Travellers) (1854).
- (L'Auberge de) la Branche de houx (The Holly-Tree Inn) (1855).
- Le Naufrage du Golden Mary (The Wreck of the Golden Mary) (1856).
- Dangers courus par certains prisonniers anglais (The Perils of Certain English Prisoners) (1857).
- Maison à louer (A House to Let) (1858).

#### Nouvelles sur le thème de Noël publiées dansTout le Long de l'Année(All the Year Round)
Au moment de sa séparation avec sa femme, l'hebdomadaire Paroles familiales change de titre à partir de 1859.
- La Maison hantée (The Haunted House) (1859).
- Message venu de la mer (A Message from the Sea) (1860).
- La Terre de Tom Tiddler (Tom Tiddler's Ground) (1861).
- Les Bagages d'Untel (Somebody's Luggage) (1862).
- La Pension Lirriper (Mrs Lirriper's Lodgings) (1863).
- L'Héritage de Mme Lirriper (Mrs Lirriper's Legacy) (1864).
- Le Docteur Marigold (Doctor Marigold's Prescriptions) (1865). C'est une série de contes écrits pour distraire une petite fille sourde et muette. On y trouve :
  - Un procès criminel
- L'Embranchement de Mugby (Mugby Junction) (1866). C'est une série de contes écrits pour distraire une jeune femme malade. On y trouve :
  - Le Signaleur[N 13],[411].
- L'Impasse (No Thoroughfare) (1867), écrit en collaboration avec Wilkie Collins.

### Autres œuvres: critique, poésie, théâtre
(Certaines de ces œuvres ont été écrites en collaboration, en particulier avec Wilkie Collins et, mais dans une moindre mesure, Elizabeth Gaskell).
- The Village Coquettes (théâtre, 1836).
- The Fine Old English Gentleman (poésie, 1841).
- Memoirs of Joseph Grimaldi (1838).
- Notes américaines (American Notes: For General Circulation) (1842) (*).
- Pictures from Italy (1846) (*).
- The Life of Our Lord: As written for his children (1849).
- A Child's History of England (1853).
- Les Abîmes glacés (The Frozen Deep) (théâtre, 1857).
- L'Abîme (No Thoroughfare) (1867)[N 14].

### Correspondance
- Plus de 14 000 lettres de Dickens à 2 500 correspondants connus, 450 d'entre elles formant The Selected Letters of Charles Dickens, British Academy Pilgrim Edition, Jenny Hartley, éd., Oxford, Oxford University Press, 2012.

## Dickens sur scène, à l'écran et en littérature
Innombrables, elles-mêmes sujets d'ouvrages savants, sont les adaptations que le personnage et l'œuvre de Dickens ont inspirées. Philip Allingham leur a consacré sa thèse de doctorat en 1988 ; son exploration du sujet, d'où sont essentiellement puisées les informations mentionnées infra, est consultable en ligne sur le lien cité en référence.

### Adaptations célèbres
Parmi les productions les plus remarquées, figurent quatre adaptations de Un chant de Noël :
- Un conte de Noël (A Christmas Carol), film américain réalisé par Edwin L. Marin, avec Reginald Owen, en 1938 ;
- Scrooge, film britannique réalisé par Ronald Neame, avec Albert Finney, en 1970 ;
- Fantômes en fête (Scrooged), film américain réalisé par Richard Donner, avec Bill Murray et Karen Allen, en 1988 ;
- Le Drôle de Noël de Scrooge (A Christmas Carol), film américain réalisé par Robert Zemeckis, avec Jim Carrey et Gary Oldman, en 2008.

Oliver Twist a inspiré tout particulièrement :
- Oliver Twist, film britannique réalisé par David Lean, avec Alec Guinness et John Howard Davies, en 1948 ;
- Oliver!, film musical britannique réalisé par Carol Reed, avec Mark Lester et Oliver Reed, en 1968[413] ;
- Oliver Twist, film franco-tchéco-italo-britannique réalisé par Roman Polanski, avec Ben Kingsley et Barney Clark, en 2005.
- Le Renard : Prince des voleurs (The Artful Dodger), série télévisée australienne diffusée en 2023.

Nicholas Nickleby est adapté dans Nicholas Nickleby, film britanno-américain réalisé par Douglas McGrath, avec Charlie Hunnam, Romola Garai et Christopher Plummer, en 2002.
Quant à David Copperfield, il a été adapté dans David Copperfield, film américain réalisé par George Cukor, avec W. C. Fields et Lionel Barrymore, en 1935 ; puis dans David Copperfield, téléfilm britannique réalisé par Simon Curtis, avec Daniel Radcliffe, Bob Hoskins et Maggie Smith, en 1999.
La Petite Dorrit est portée à l'écran dans La Petite Dorrit (Little Dorrit), film britannique réalisé par Christine Edzard, avec Derek Jacobi, en 1988.
Les Grandes Espérances a, entre autres, notablement conduit à Les Grandes Espérances (Great Expectations), film britannique réalisé par David Lean, avec John Mills et Alec Guiness, en 1946 ; et à De grandes espérances, film américain réalisé par Alfonso Cuarón, avec Robert De Niro et Anne Bancroft, en 1998. En 2011, la BBC produit une mini-série en trois parties, sur un scénario de Sarah Phelps et dans une réalisation de Brian Kirk, avec Ray Winstone, Gillian Anderson et Douglas Booth. Mike Newell en réalise une nouvelle version cinématographique en 2012, simplement intitulée Great Expectations avec Ralph Fiennes et Helena Bonham Carter.
Dans Assassin's Creed Syndicate, Dickens est un personnage secondaire apparaissant dans le Londres du 19e siècle.

### Le mystère deLe Mystère d'Edwin Drood
Le Mystère d'Edwin Drood a, du fait que le roman est inachevé, reçu un traitement privilégié car, les mardi et mercredi 11 et 12 janvier 2012, BBC2 a retransmis une version en deux parties inédite et achevée de l'histoire. Le scénario original est de Gwyneth Hughes, auteur de la série anglaise Five Days, nommée aux Golden Globes. La scénariste a souhaité garder le secret quant au dénouement qu’elle a choisi de mettre en scène. Le second épisode a réservé quelques surprises : Jasper (Matthew Rhys) s'évertue à monter un mauvais coup contre Neville et, bien qu'il n'y ait ni cadavre ni autre évocation du meurtre que celles, en flashback, des fantasmes de Jasper, la ville entière est convaincue que Drood a bel et bien été assassiné. Mais le jeune homme réapparaît calmement quelque dix minutes avant la fin et explique qu'il a fait une brève excursion en Égypte : ainsi, Jasper n'a pas tué et tout n'était donc que rêve et fantasme… Et pourtant si, Jasper a tué, pas Edwin cependant, mais son père, le vieux Drood ; et se démêle un écheveau qu'on eût cru moins compliqué : en réalité, le père de Drood est aussi celui de Jasper… et de Neville, si bien que Jasper et Edwin ne sont pas oncle et neveu, mais frères, et que Neville s'ajoute lui aussi à la fratrie. À contre-courant de l'histoire, semble-t-il, puisqu'il a passé ses derniers jours à comploter contre elle, la famille Drood célèbre dans la scène finale la mémoire de l'oncle/père décédé.

### Dickens en personnage de roman
Charles Dickens est devenu le protagoniste d'un roman, Drood de Dan Simmons, paru en France en 2011. Dans une chronique du Monde des livres, Hubert Prolongeau explore la fascination de l'auteur américain pour le roman inachevé de Dickens et explique qu'au lieu de résoudre le mystère insoluble de sa fin, il a préféré en chercher la clef dans sa genèse. Partant de l'accident ferroviaire de 1855 à Staplehurst, il a imaginé que l'écrivain y a croisé un personnage étrange, nez et doigts coupés, nommé Drood. « Qui est ce Drood, qui va l'obséder au point qu'il consacre désormais toute son énergie à tenter de le retrouver, jouant dans cette quête à la fois sa santé et son salut ? » Il y a plus cependant, en faisant de Wilkie Collins son narrateur, Simmons sonde aussi son propre mystère : que « ce tout petit maître du roman victorien, [soit] le véritable héros du livre [n'est-il] dû qu'au hasard ? En le peignant à la fois admiratif et jaloux de Dickens, son génial collègue, pris entre l'envie et l'amitié, Salieri de ce Mozart des mots, Simmons révèle sans doute quelques-uns de ses doutes face à la création littéraire. On retrouve dans Drood son besoin d'associer en permanence à ses écrits ceux des grands maîtres du passé, leur rendant hommage et affirmant la nécessité d'une filiation ».
Charles Dickens tient également un rôle de premier plan dans le roman Roublard (Dodger) de Terry Pratchett, publié en 2012 au Royaume-Uni.
Dans la littérature française, Jean-Pierre Ohl, dans son roman gothique Le Chemin du Diable, fait apparaître Charles Dickens enfant et décrit en détail la vie dans la prison de Marshalsea.

### Traductions en français

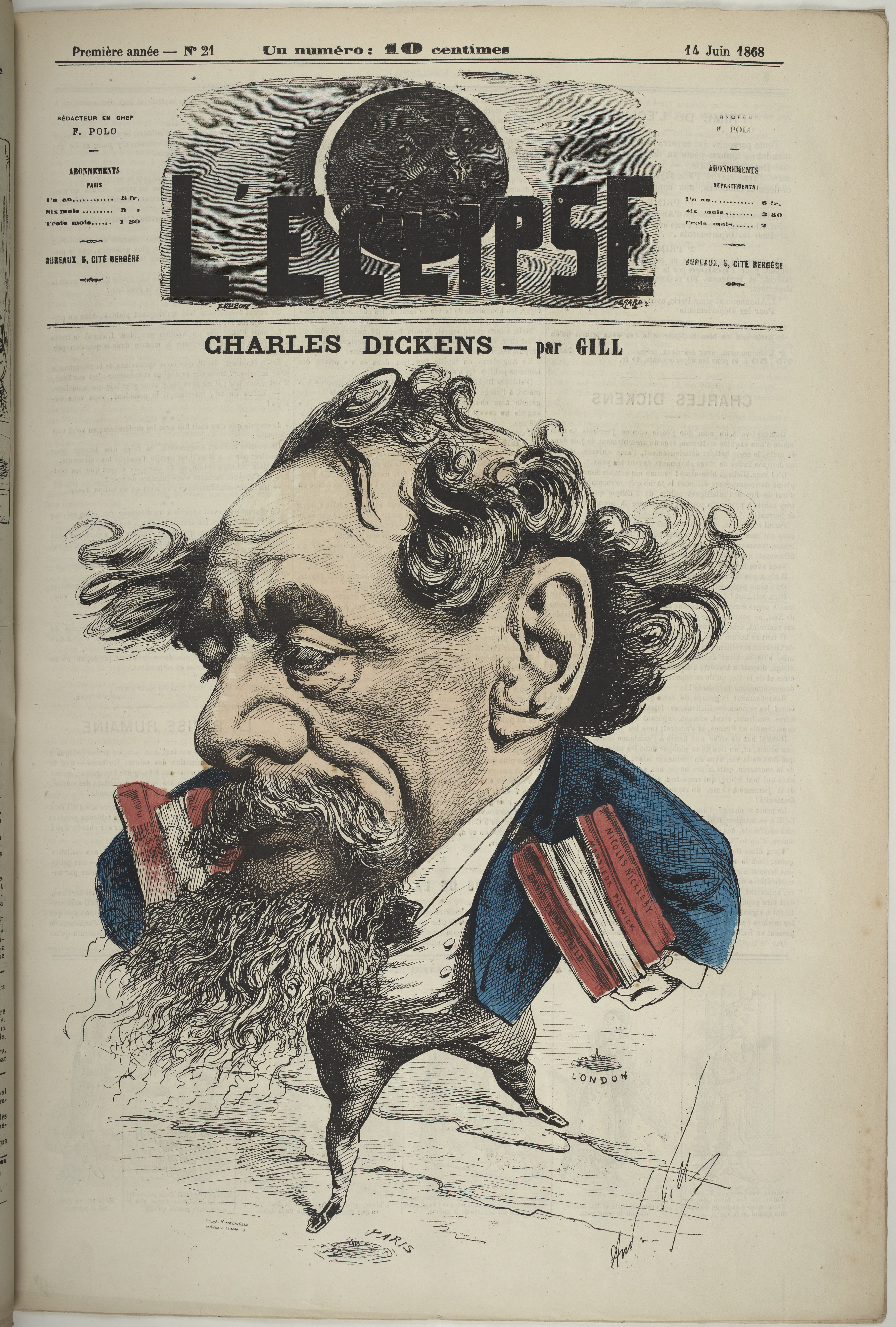
« Charles Dickens traversant la Manche en emportant ses livres »
Gill, L'Éclipse, 14 juin 1868.

Du vivant de Charles Dickens, beaucoup de ses œuvres ont été, avec son accord et souvent une préface rédigée par ses soins, traduites en français. Après sa mort, les traductions se sont succédé jusqu'à la fin du XIXe siècle. Sylvère Monod a dressé la liste des différents intervenants, en particulier Paul Lorain, à qui les éditions Hachette, responsables de ces publications, ont parfois attribué des traductions faites par d'autres. Son analyse se conclut par un constat assez négatif : « inexactitudes, brouillard intellectuel et moral, manque de principes et de points de repère ». Le miracle, ajoute-t-il, c'est que, dans de telles conditions, « des traductions estimables [sont] tout de même nées […] et Dickens [a] pu conquérir à travers elles un public français ».
Les éditions La Pléiade, le plus souvent sous la plume ou la direction de Sylvère Monod, ont publié de nouvelles traductions des œuvres de Dickens. Le catalogue comprend dix-huit titres :
- Souvenirs intimes de David Copperfield, De Grandes Espérances, Paris, Gallimard, La Pléiade, no 105, 1954.
- Dossier de la maison Dombey et Fils, Temps difficiles, Paris, Gallimard, La Pléiade, no 118, 1956.
- Les Papiers posthumes du Pickwick club, Les Aventures d'Oliver Twist, Paris, Gallimard, La Pléiade, no 133, 1958.
- Le Magasin d'antiquités, Barnabé Rudge, Paris, Gallimard, La Pléiade, no 163, 1963.
- La Vie et les aventures de Nicolas Nickleby, Livres de Noël, Paris, Gallimard, La Pléiade, no 186, 1966.
- La Petite Dorrit, Un conte de deux villes, Paris, Gallimard, La Pléiade, no 216, 1970.
- La Maison d'Âpre-Vent, Récits pour Noël et autres, Paris, Gallimard, La Pléiade, no 278, 1979.
- Esquisses de Boz, Martin Chuzzlewit, Paris, Gallimard, La Pléiade, no 334, 1986.
- L'Ami commun, Le Mystère d'Edwin Drood, Paris, Gallimard, La Pléiade, no 373, 1991.

### Ouvrages généraux
- (en) Michael Stapleton, The Cambridge Guide to English Literature, Londres, Hamlyn, 1983, 993 p. (ISBN 0600331733).
- (en) Margaret Drabble, The Oxford Companion to English Literature, Londres, Guild Publishing, 1985, 1155 p..
- (en) Nicolas Bentley, Michael Slater et Nina Burgis, The Dickens Index, Oxford, Oxford University Press (IUSA), 1988, 320 p. (ISBN 0192116657 et 978-0192116659).
- (en) Andrew Sanders, The Oxford History of English Literature (Revised Edition), Oxford, Oxford University Press, 1996 (ISBN 0-19-871156-5).
- (en) Philip Hobsbaum, A Reader's Guide to Charles Dickens, New York, Syracuse University Press, 1998, 318 p.
- (en) Paul Schlicke, Oxford Reader’s Companion to Dickens, New York, Oxford University Press, 2000, 675 p. (ISBN 978-0-198-66253-2).
- (en) Charles Dickens (Lettres) (dir.), The Letters of Charles Dickens, Pilgrim Edition, vol. 12, Oxford, Clarendon Press, 1965-2002.
- (en) Paul Davis, Charles Dickens from A to Z, New York, Checkmark Books, 1999, 432 p. (ISBN 0-8160-4087-7).
- (en) John O. Jordan, The Cambridge companion to Charles Dickens, New York, Cambridge University Press, 2001 (ISBN 978-0-198-66253-2).
- (en) Jon Mee, The Cambridge Introduction to Charles Dickens, Cambridge, Cambridge University Press, 2010, 115 p.
- (en) David Paroissien, A Companion to Charles Dickens, Chichester, Wiley Blackwell, 2011, 515 p. (ISBN 978-0-470-65794-2).
- (en) Paul Davis, Critical Companion to Charles Dickens, A Literary Reference to His Life and Work, New York, Facts on File, Inc., 2007, 689 p. (ISBN 0-8160-6407-5).

### Ouvrages spécifiques
- Nathalie Jaëck, Charles Dickens : l'écriture comme pouvoir, l'écriture comme résistance, Ophrys, 2008, 192 p.
- (en) John Forster, The Life of Charles Dickens, Londres, J. M. Dent & Sons, 1872-1874, édité par J. W. T. Ley, 1928.
- (en) John Forster, Life of Charles Dickens, Londres, J M Dent & Sons Ltd, coll. « Everyman's Library », 1976, 486 p. (ISBN 0460007823 et 9780460007825) (réédition)
- (en) John Forster, Life of Charles Dickens, Centraal Boekhuis, 2006, 629 p. (ISBN 9077932038 et 9789077932032) (réédition)
- (en) G. K. Chesterton, Charles Dickens, Londres, Methuen and Co., Ltd., 1906
- (en) G. K. Chesterton, Appreciations and Criticisms of the Works of Charles Dicken, London, J. M. Dent, 1911
- (en) S. J. Adair Fitz-Gerald, Dickens and the Drama, Londres, Chapman & Hall, Ltd., 1910
- (en) Gilbert Keith Chesterton, Apprecations and Criticisms of the Works of Charles Dickens, Londres, 1911
- (en) George Gissing, The Immortal Dickens, Londres, Cecil Palmer, 1925
- (fr) André Maurois, Un essai sur Dickens, Paris, Grasset, 1927, 240 p.
- (fr) André Maurois, Portraits nouveaux de Charles Dickens, Paris, La Revue de Paris, 15 novembre 1934, 289-301 p., chap. 6
- (en) Edmund Wilson, Dickens, The Two Scrooges, Boston, Houghton, Mifflin, 1941
- (en) Robin Gilmour, The Idea of the Gentleman in the Victorian Novel, Londres, Boston, Allen & Unwin, 1981 (ISBN 0048000051), p. 190
- (en) Humphry House, The Dickens World, Londres, Oxford University Press, 1941, 232 p.
- (fr) Alain, En lisant Dickens, Paris, Gallimard, 1945, 189 p.
- (en) Una Pope Hennessy, Charles Dickens, Londres, The Reprint Society, 1947, 496 p., d'abord publié en 1945
- (en) Hesketh Pearson, Dickens, Londres, Methuen, 1949
- (en) Jack Lindsay, Charles Dickens, A Biographical and Critical Study, New York, Philosophical Library, 1950, 459 p.
- (en) Barbara Hardy, Dickens and the Twentieth Century. The Heart of Charles Dickens, New York, Edgar Johnson, 1952
- (en) Edgar Johnson, Charles Dickens: His Tragedy and Triumph. 2 vols, New York, Simon and Schuster, 1952, 1158 p.
- (fr) Sylvère Monod, Dickens romancier, Paris, Hachette, 1953, 520 p.
- (en) Arthur A. Adrian, Georgina Hogarth and the Dickens circle, New York, Kraus, 1971, 320 p., d'abord publié par Oxford University Press en 1957 (320 pages)
- (en) K. J. Fielding, Charles Dickens, a critical introduction, Londres, Longmans, Green and Co., 1958, 218 p.
- (en) John Hillis-Miller, Charles Dickens, The World of His Novels, Harvard, Harvard University Press, 1958, 366 p. (ISBN 9780674110007)
- (en) E. A. Horsman, Dickens and the Structure of Novel, Dunedin, N.Z., 1959
- (en) R. C. Churchill, Charles Dickens, From Dickens to Hardy, Baltimore, Md., Boris Ford, 1964
- (en) Earle Davis, The Flint and the Flame: The Artistry of Charles Dickens, Missouri-Columbia, University of Missouri Press, 1963
- (en) Steven Marcus, Dickens: From Pickwick to Dombey, Londres, Chatto & Windus, 1965
- (en) K. J. Fielding, Charles Dickens, A Critical Introduction, Londres, Longman, 1966
- (en) Christopher Hibbert, The Making of Charles Dickens, Londres, Longmans Green & Co., Ltd., 1967
- (en) Harry Stone, Charles Dickens's Uncollected Writings from Household Words 1850-1859, vol. 1 et 2, Indiana, Indiana University Press, 1968, 716 p. (ISBN 0713901209 et 978-0713901207)
- (en) E. D. H. Johnson, Random House Study in Language and Literature Series, New York, Random House, 1969, 251 p., « Charles Dickens: An Introduction to His Novels »
- (en) F. R. & Q. D. Leavis, Dickens the Novelist, Londres, Chatto & Windus, 1970, 371 p. (ISBN 0701116447)
- (en) A. E. Dyson, The Inimitable Dickens, Londres, Macmillan, 1970, 304 p. (ISBN 0333063287)
- (en) George Leslie Brook, The Language of Dickens, Londres, A. Deutsch, 1970, 269 p.
- (en) Angus Wilson, The World of Charles Dickens, Harmondsworth, Penguin Books, 1972, 312 p. (ISBN 0140034889 et 9780140034882), (fr) traduit par Suzanne Nétillard, Paris, Gallimard, 1972, 277 p.
- (en) Philip Collins, Charles Dickens: The Public Readings, Oxford, Clarendon Press, 1975, 486 p.
- (en) Robert L. Patten, Charles Dickens and His Publishers, Oxford, Oxford University Press, 1978, 518 p. (ISBN 0198120761 et 978-0198120766)
- (en) Harry Stone, Dickens and the Invisible World, Fairy Tales, Fantasy and Novel-Making, Bloomington et Londres, Indiana University. Press, 1979, xii + 370
- (en) Michael Slater, Dickens and Women, Londres, J. M. Dent & Sons, Ltd., 1983 (ISBN 0-460-04248-3).
- (fr) Anny Sadrin, L'Être et l'avoir dans les romans de Charles Dickens, vol. 2, Lille et Paris, Atelier national de reproduction des thèses ; diffusion Didier Érudition, 1985, 800 p.
- (en) Virginia Woolf et Andrew McNeillie, The Essays of Virginia Woolf: 1925-1928, Londres, Hogarth Press, 1986 (ISBN 978-0-7012-0669-7)
- (en) Dickens's England : A Traveller's Companion, Londres, B. T. Batsford, 1986, 200 p.
- (en) Norman Page, A Dickens Chronology, Boston, G.K. Hall and Co., 1988
- (en) Kathryn Chittick, The Critical Reception of Charles Dickens 1833-1841, New York, Londres, Garland, 1989, 277 p. (ISBN 0-8240-5620-5)
- (en) Alexander Welsh, The City of Dickens, Cambridge (Mass.) et Londres, Harvard University Press, 1986, 232 p.
- (en) Alexander Welsh, From Copyright to Copperfield : The Identity of Dickens, Cambridge, Mass., Harvard University Press, 1987, 200 p.
- (fr) (en) Fred Kaplan, Dickens, A Biography, William Morrow & Co, 1988, 607 p. (ISBN 9780688043414), (fr) traduit par Éric Diacon, Paris, Fayard, 1990, 519 p.
- (en) Gilbert Keith Chesterton (préf. Alzina Stone Dale), The Collected Works of G. K. Chesterton, San Francisco, Ignatius Press, 1989, 571 p., « Chesterton on Dickens »
- (en) Beth Herst, The Dickens Hero : Selfhood and Alienation in the Dickens World, Londres, Weidenfeld and Nicolson, 1990, 206 p.
- (en) Claire Tomalin, The Invisible Woman : The Story of Nelly Ternan and Charles Dickens, New York, Knopf, 1991 (ISBN 0-14-012136-6)
- (fr) (en) Anny Sadrin, Dickens ou Le roman-théâtre, Paris, Presses universitaires de France, 1992, 219 p.
- (en) Natalie McKnight, Idiots, Madmen, and Other Prisoners in Dickens, New York, St Martin's Press, 1993, 148 p.
- (en) Peter Ackroyd, Charles Dickens, Londres, Stock, 1993 (ISBN 978-0099437093), p. 1234, (fr) traduit par Sylvère Monod, Paris, Stock, 1993, 1234 p.
- (en) Malcolm Andrews, Dickens and the grown-up child, Basingstoke, Macmillan, 1994, 214 p.
- (en) Philip Collins, Dickens and crime, Londres, Macmillan, 1994, 371 p.
- (en) Philip Collins, Charles Dickens, The Critical Heritage, Londres, Routletge, 1996, 664 p.
- (en) Hilary Schor, Dickens and the Daughter of the House, Cambridge, Cambridge University Press, 1999.
- (en) Juliet John, Dickens's Villains : Melodrama, Character, Popular Culture, Oxford, Oxford University Press, 2001, 258 p.
- (en) Lynn Pykett, Charles Dickens, New York, Palgrave Macmillan, 2002, 224 p. (ISBN 0333728033 et 978-0333728031)
- (en) John Bowen and Robert Patten, Palgrave Advances in Charles Dickens Studies, New York, Palgrave Macmillan, 2006
- (en) Lynn Cain, Dickens, family, authorship: psychoanalytic perspectives on kinship and creativity, Burlington, VT, Ashgate

Publishing, coll. « The Nineteenth Century Series », 2008, 228 p. (ISBN 978-0-7546-6180-1)
- (en) Linda M. Lewis, Dickens, His Parables, and His Readers, Columbia, University of Missouri Press, 2011
- (en) Fred Kaplan, Charles Dickens : A Life Defined by Writing, New Haven, Yale University Press, 2009, 696 p.
- (en) R. E. Pritchard éd., Dickens's England : Life in Victorian Times, Stroud, Gloucestershire, The History Press, 2009, 284 p.
- (en) Sally Ledger, Dickens and the Popular Radical Imagination, Cambridge, Cambridge University Press, 2010.
- (en) Claire Tomalin, Charles Dickens : a life, Hardmondsworth, Penguin, 2012, 576 p. (ISBN 0141036931 et 978-0141036939)
- (en) Simon Callow, Charles Dickens and the Great Theatre of the World, New York, Harper Press, 384 p. (ISBN 0007445318 et 978-0007445318)
- Jane Smiley, Charles Dickens, Les Éditions Fides, 2003 (lire en ligne)
- (en) Peter Ackroyd, Dickens, New York, Harper Perennials, 1992, 1195 p. (ISBN 0060922656 et 9780060922658)
- (en) Susan M. Rossi-Wilcox, Dinner For Dickens: The Culinary History Of Mrs Charles Dickens' Menu Books, Blackawton, Totnes, Devon, Prospect Books (UK), 2005, 368 p. (ISBN 1903018382 et 978-1903018385)
- (en) Gladys Storey, Dickens and Daughter, Londres, Muller, 1939
- (en) Lillian Nayder, The other Dickens: a life of Catherine Hogarth, Ithaca, NY, Cornell University Press, 2010, 359 p. (ISBN 978-0-8014-4787-7)
- (en) Thomas Wright, The Life of Charles Dickens, Londres, H. Jenkins limited, 1935, 392 p.
- (fr) Lucien Pothet, Mythe et tradition populaire dans l'imaginaire dickensien, Paris, Lettres modernes, coll. « Bibliothèque Circé » (no 1), 1979, 281 p. (ISBN 2-256-90787-2, BNF 34652328)
- (fr) Max Vega-Ritter, Dickens et Thackeray, essai d'analyse psychocritique : des Pickwick Papers à David Copperfield et de Barry Lyndon à Henry Esmond, Montpellier, Montpellier III, 1986, 548 p.
- (fr) Janine watrin, De Boulogne à Condette, une histoire d'amitié : Charles Dickens, Ferdinand Beaucourt-Mutuel, Condette, J. Watrin, 1992, 126 p. (BNF 35567431)
- (fr) Anny Sadrin, Dickens ou Le roman-théâtre, Paris, Presses universitaires de France, 1992, 219 p. (ISBN 213044069X et 9782130440697)
- (fr) Jean-Pierre Naugrette éd., Zaynab Obayda, Annie Amartin-Serin, Judith Bates, Odile Boucher-Rivalain, et al, Réussir l'épreuve de littérature, David Copperfield, Paris, Ellipses, 1996
- (fr) Zaynab Obayda, L'enfance orpheline et la défaillance parentale dans les romans de Dickens : le génie stylistique de l'écrivain engagé, Nancy, Université Nancy 2, 1997
- (fr) Gayet Razanantsoa, Fara Lalao, La question du sujet dans la fiction de Charles Dickens : Oliver Twist, David Copperfield et Great Expectations, 1999
- (fr) Luc Bouvard, Les fils de Dickens : filiation et focalisation dans cinq adaptations cinématographiques des romans de Charles Dickens, Montpellier, Université Paul Valéry Montpellier III, 2005
- (fr) Marie-Amélie Coste, L'être et le paraître dans les romans de Charles Dickens, Paris, Atelier national de Reproduction des thèses, 2006, 540 p.
- (fr) Nathalie Vantasse, Charles Dickens entre normes et déviance, Aix-en-Provence, Publications de l'Université de Provence, coll. « Mondes anglophones », 2007, 252 p. (ISBN 978-2-85399-668-6, BNF 41044474)
- (fr) Stefan Zweig, Trois maîtres : Balzac, Dickens, Dostoïevski, Paris, Gutenberg, 2008, 208 p. (ISBN 978-2-35236-020-9, BNF 41214390)
- (fr) Anne-Gaëlle Fayemi-Wiesebron, L'objet dickensien, entre profusion et vide : étude de l'objet dans David Copperfield, Bleak House et Great Expectations, Rennes, Université Rennes II, 2012, 309 p.

## Sociétés savantes dickensiennes

### En Grande-Bretagne et dans le monde anglo-saxon
- The Dickens Fellowship,
- The Dickens Society[N 15],
- The Charles Dickens (Malton) Society,

### En France

#### Société Française des Études Victoriennes et Édouardiennes
La « Société d'études victoriennes et édouardiennes » a été créée, en France, en mai 1976, lors d'un congrès de la « Société des Anglicistes de l'Enseignement Supérieur » (la SAES, société-mère). Comme son nom l'indique en partie, elle est spécialisée dans l'étude du XIXe siècle, de ses écrivains et des différents aspects de la civilisation britannique pendant cette période. À ce titre, Charles Dickens fait partie de ses centres d'intérêt.
Colloques et congrès
- Paris III, Villetaneuse, janvier 2004 : « L'excès ».
- Clermont-Ferrand, janvier 2005 : « Vieillir/Ageing ».
- Congrès de la S.A.E.S : Versailles, Saint-Quentin, mai 2004 : « Parcours et détours ».
- Toulouse, Le Mirail, mai 2005 : « Texte(s), contexte(s), hors-texte(s) ».

Publications
« Centre d'études et de recherches victoriennes et édouardiennes », Montpellier, Université Paul Valéry, Presses universitaires de Montpellier III, 2006.

#### Les amis de Charles Dickens
- Siège : 29, boulevard Mariette, 62200 Boulogne-sur-Mer.
- Contact : Marie-Angèle Dauvin
- Objet : connaissance des œuvres de Charles Dickens, du 19e siècle anglais et français.

#### Amis de Charles Dickens de Boulogne-Condette
Siège14 avenue de l’Yser, 62360 Condette.
ObjetAssociation à caractère culturel ayant pour but de rassembler les admirateurs de Dickens afin d’en perpétuer le souvenir et discuter de ses œuvres.

## Hommages
- Les Dickens Rocks en Antarctique ont été nommés en son honneur ainsi qu'un grand nombre de lieux des Pitt Islands qui portent le nom des personnages des Papiers posthumes du Pickwick Club[423] telle l'Île Pickwick[424].
- À Paris, la rue Charles-Dickens porte son nom.
- À Boulogne-sur-Mer, où il a séjourné, la promenade des remparts porte son nom.